# 小牧市

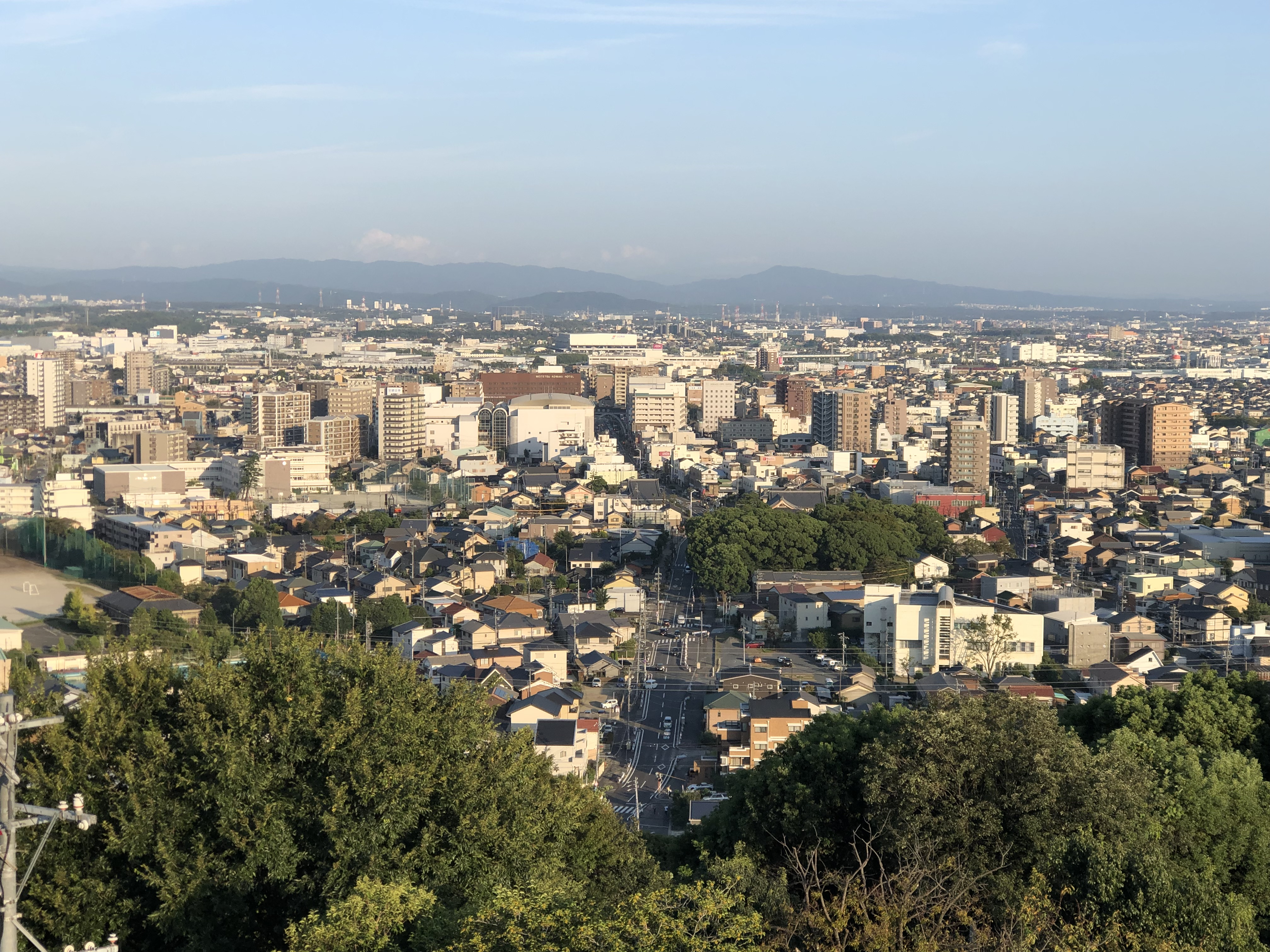
小牧山城から見た小牧駅周辺のビル群

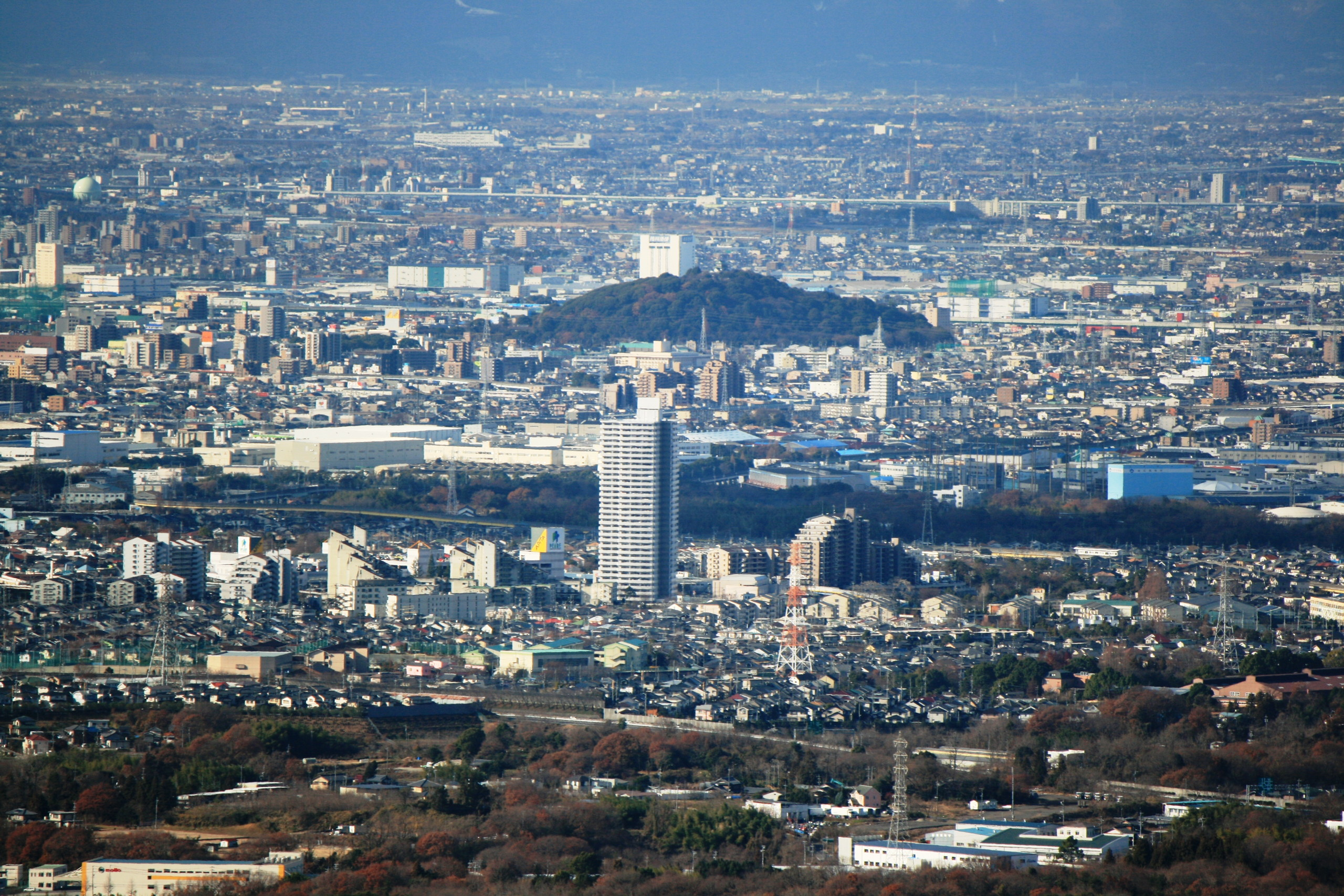
桃花台ニュータウンと小牧山

小牧市（こまきし）は、愛知県北西部の尾張地方に位置する市。

## 概要

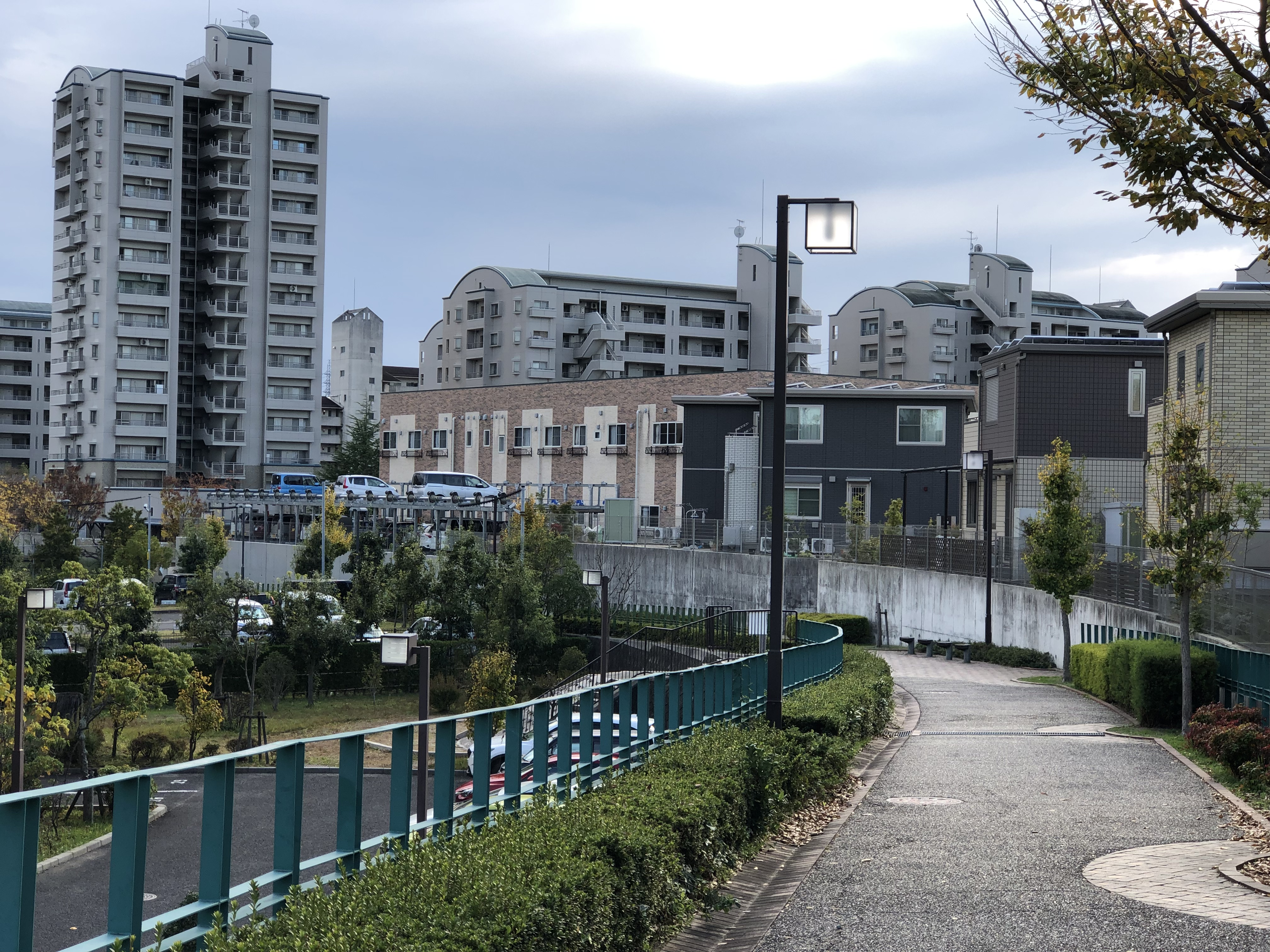
桃花台ニュータウン

名古屋市の北側に位置し、複数の高速道路が交わることから、陸上交通の要衝となっている。
年間の製造品出荷額が1兆円を超える 工業都市であり、工場や物流基地の集積地である。都市雇用圏においては名古屋市や刈谷市などと共に名古屋都市圏の中心市に位置づけられている。
市の中部には、織田信長が初めて築城し、豊臣秀吉と徳川家康の天下分け目の合戦の1つである「小牧・長久手の戦い」の舞台ともなった小牧山がある。南部には県営名古屋空港（通称・小牧空港）の一部や航空自衛隊小牧基地があり、東部には桃花台ニュータウンがある。

### 地名の由来
市名の由来は、合併前の小牧町に由来する。また「小牧」とは、以下の由来が残っている。
- 元々小牧山の辺りまで海が広がっており、この山を見て船に乗っている人が帆を巻いた事から、この山の名称が「帆巻山」（ほまきやま）と付けられ、それが転じて「小牧」（こまき）となった[2]。
- 中世の頃、このあたりで盛んに馬市が行なわれた為、それに関係する言葉である「駒来」（こまき、"駒"は"馬"を意味する言葉でもある）が転じて「小牧」（こまき）となった。

## 地理

小牧中心市街地

小牧市中心部周辺の空中写真。2020年9月5日撮影の30枚を合成作成。。

濃尾平野の北東部に位置する。市中部と西部は比較的平坦な地形が広がっているが、東部と北部は丘陵地になっている。犬山市・春日井市との境界（小牧東IC方面）は山地である。

### 地形

#### 山地

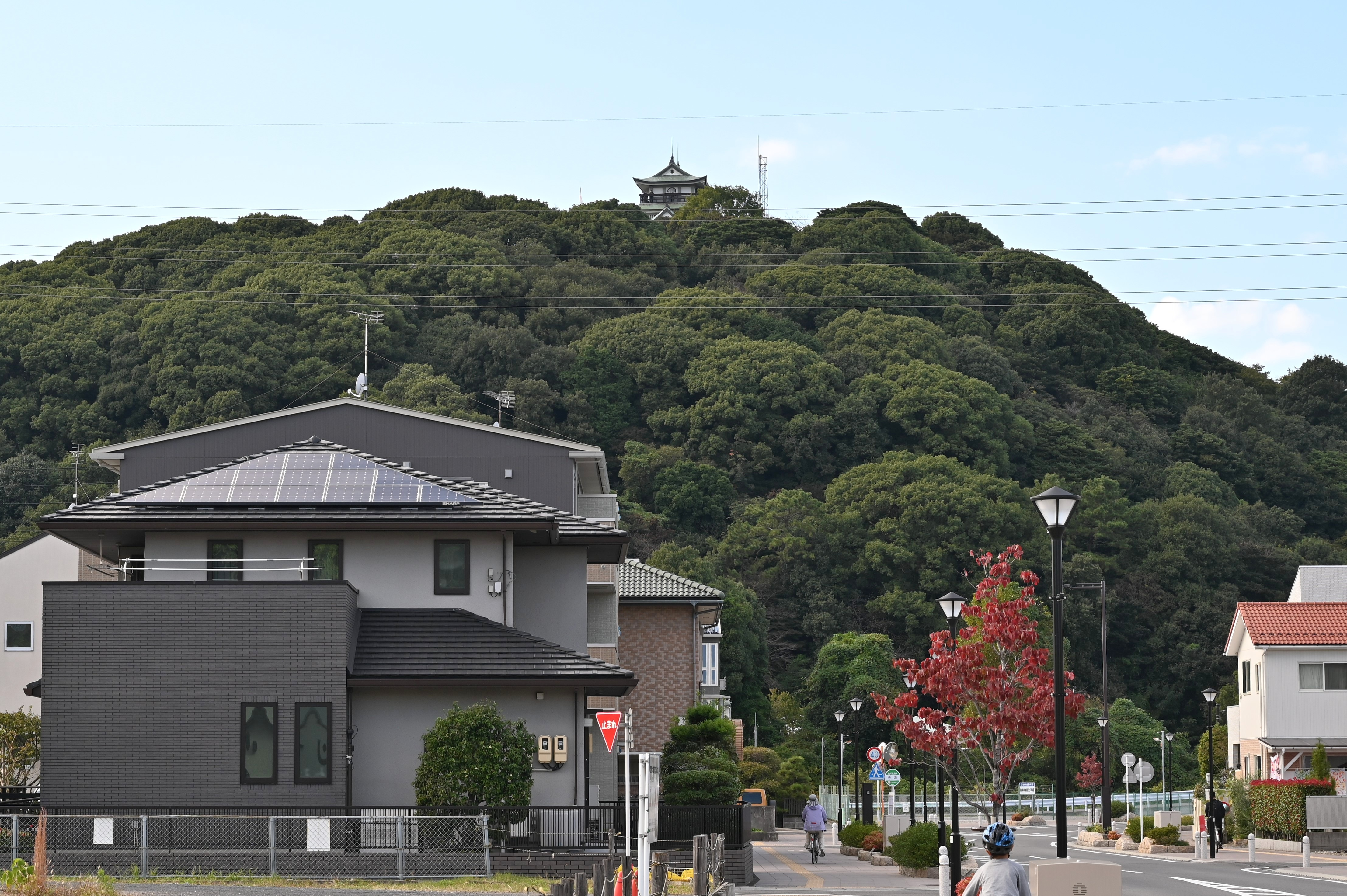
小牧山と小牧城

市内には、いくつかの山（低山）や丘が存在する。
主な山
- 小牧山
- 天川山 - 市北東部にある低山。「大山」とも呼ばれる。標高は279.6メートル。市内では最高峰。
- 岩崎山
- 白山
- 西山 - 市北東部にある低山。標高は277メートル。本堂ヶ峰と並んである。
- 本堂ヶ峰 - 市北東部にある低山。標高は278メートル。西山と並んである。

#### 河川

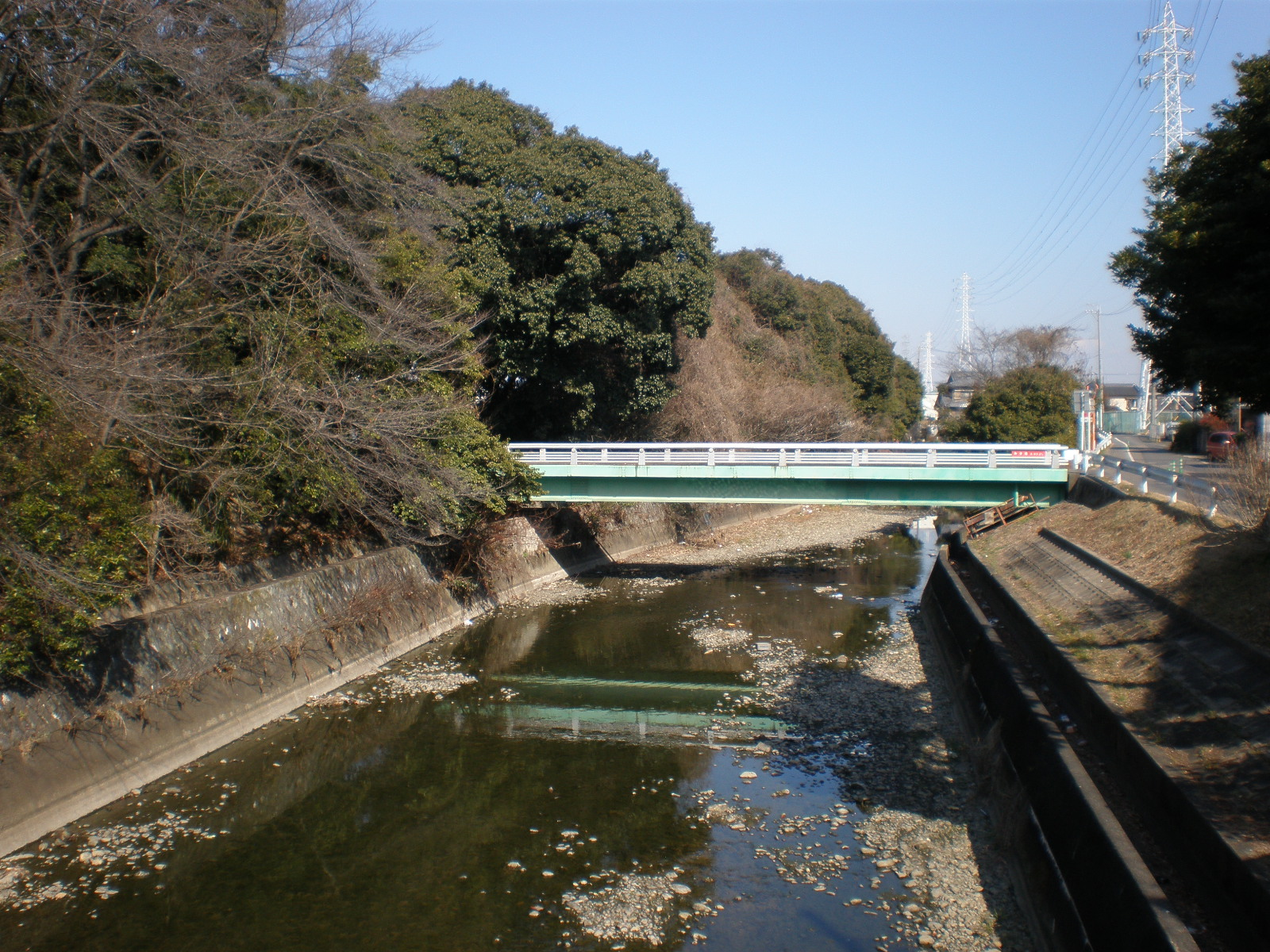
合瀬川

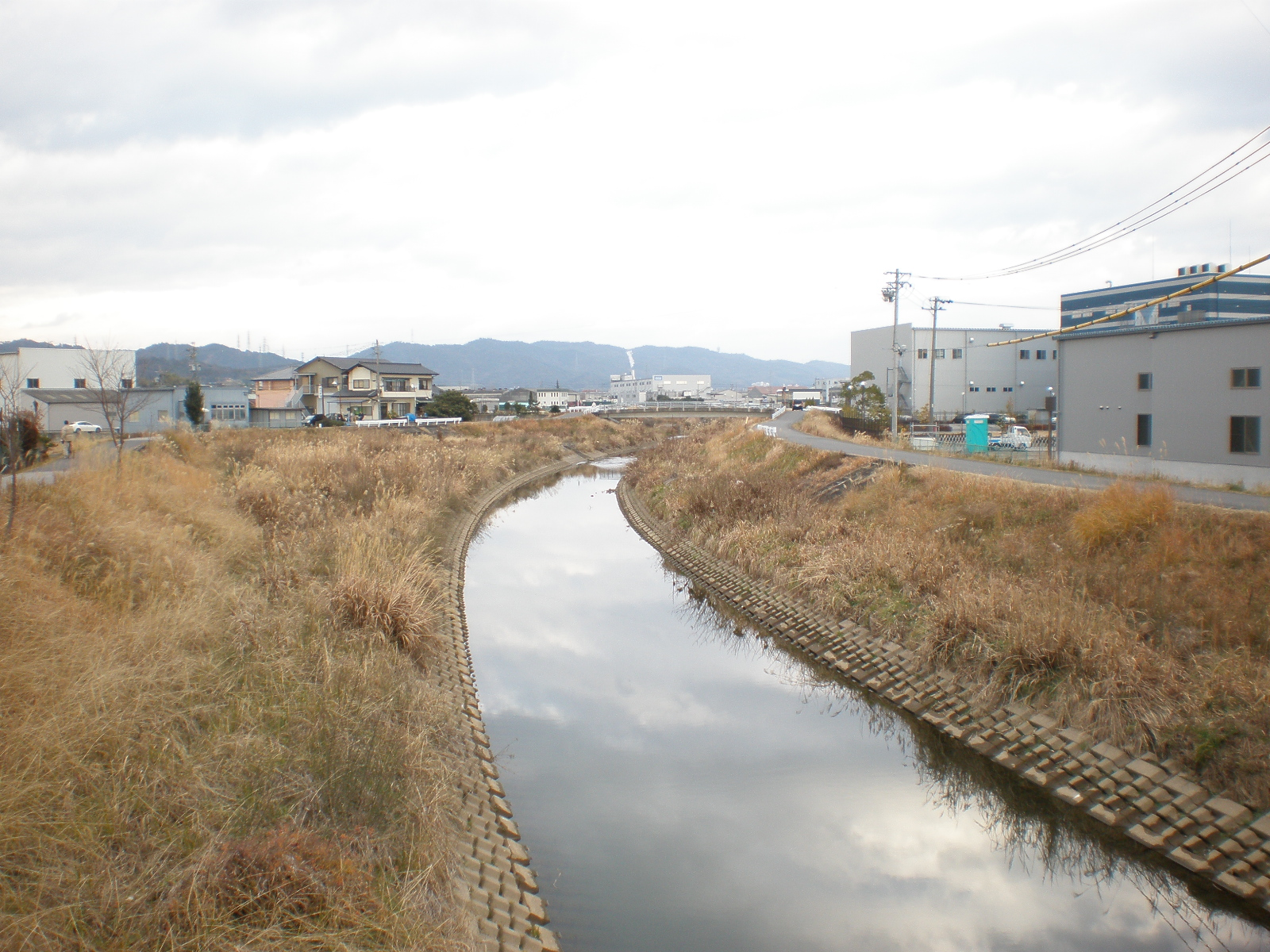
大山川

市中部から西部にかけては、網の目のように川や用水路が流れている。市東部は2本の主だった川のほか、愛知用水が流れている。
主な川
以下は、市内を流れる川と用水路である（名称の後に「※」が付いているものは、一級河川）。本市を流れる河川は、全て庄内川水系である。
- 新木津用水 - 春日井市で八田川に合流
  - 後川 - 小牧市中北部で新木津用水と合流
  - 佐久間川 - 同上
  - 薬師川 ※ - 同上
- 合瀬川（木津用水） ※ - 名古屋市で新川に合流
  - 原川 ※ - 小牧市北西部で新木津用水と分かれ、小牧市中西部で合瀬川と合流
  - 中江川 ※ - 北名古屋市で合瀬川と合流
    - 小針川 - 小牧市南西部で中江川と合流
- 巾下川 ※ - 小牧市南西部で矢戸川に合流
  - 安田川 - 小牧市中西部で巾下川と合流
  - 境川 ※ - 小牧市南西部で巾下川と合流
- 矢戸川 ※ - 岩倉市で五条川と合流
  - 河内屋川 - 小牧市北西部で矢戸川と合流
- 愛知用水
- 大山川 ※ - 北名古屋市と名古屋市北区との境で、合瀬川に合流
  - 道木川 - 小牧市北東部で大山川と合流
  - 新造川 ※ - 同上
  - 池下川 - 同上
  - 新川 - 小牧市中部で大山川と合流
  - 花塚川 - 同上
  - 外堀川 ※ - 小牧市中部で新木津用水と分かれ、小牧市南西部で大山川と合流
  - 池田川 ※ - 小牧市南西部で大山川と合流
  - 西行堂川 ※ - 同上
    - 陶川 - 春日井市北部で西行堂川と合流
      - 入鹿用水 - 小牧市中北部で薬師川と分かれ、小牧市中南部で陶川となる

  - 新境川 ※ - 西春日井郡豊山町北部で大山川と合流
    - 蓮台川 - 小牧市西部で新境川と合流
- 八田川 ※ - 名古屋市と春日井市の境で、庄内川に合流
  - 生地川（生路川） ※ - 春日井市北部で八田川に合流

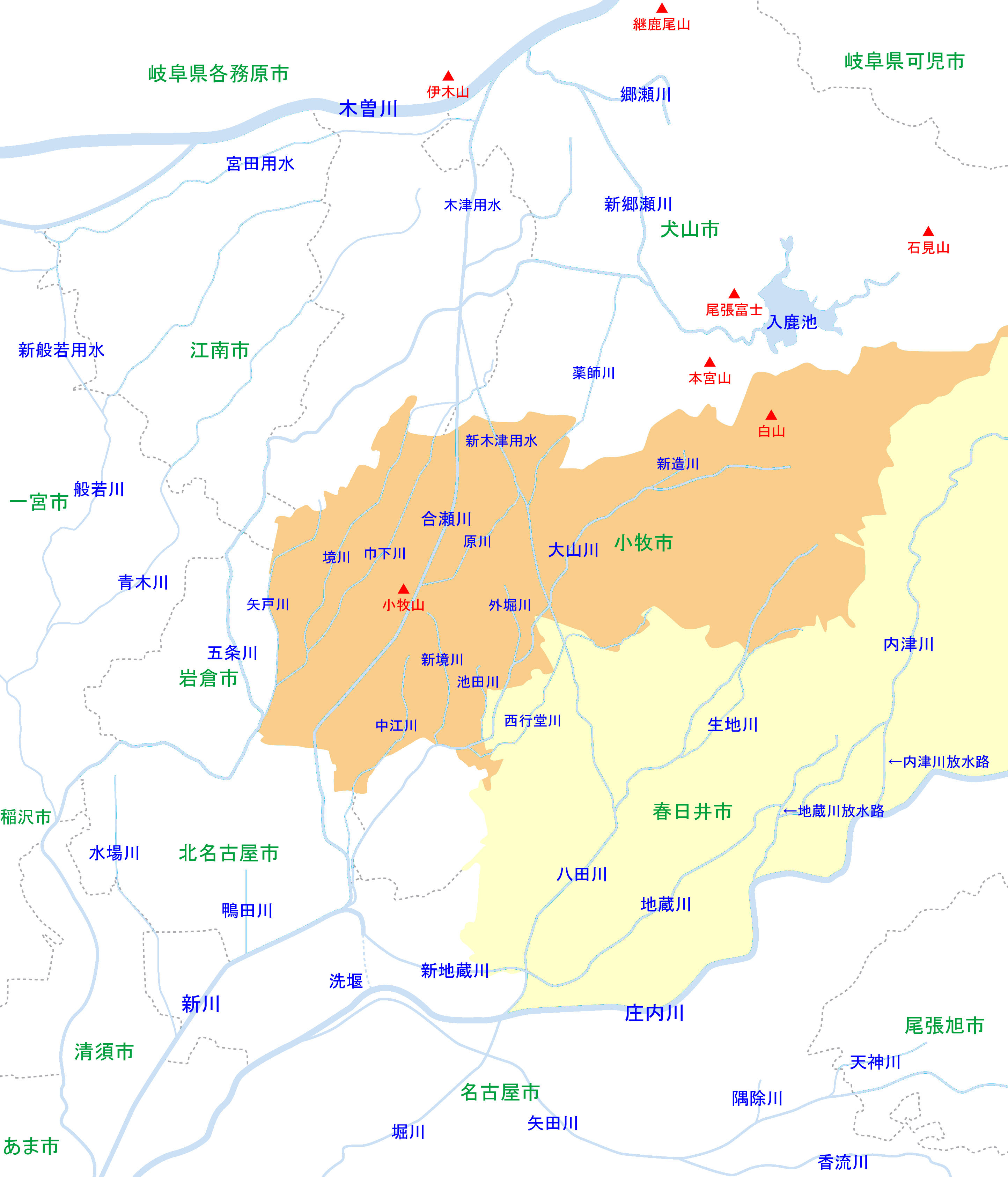
小牧市・春日井市周辺河川の位置関係図

#### 湖沼

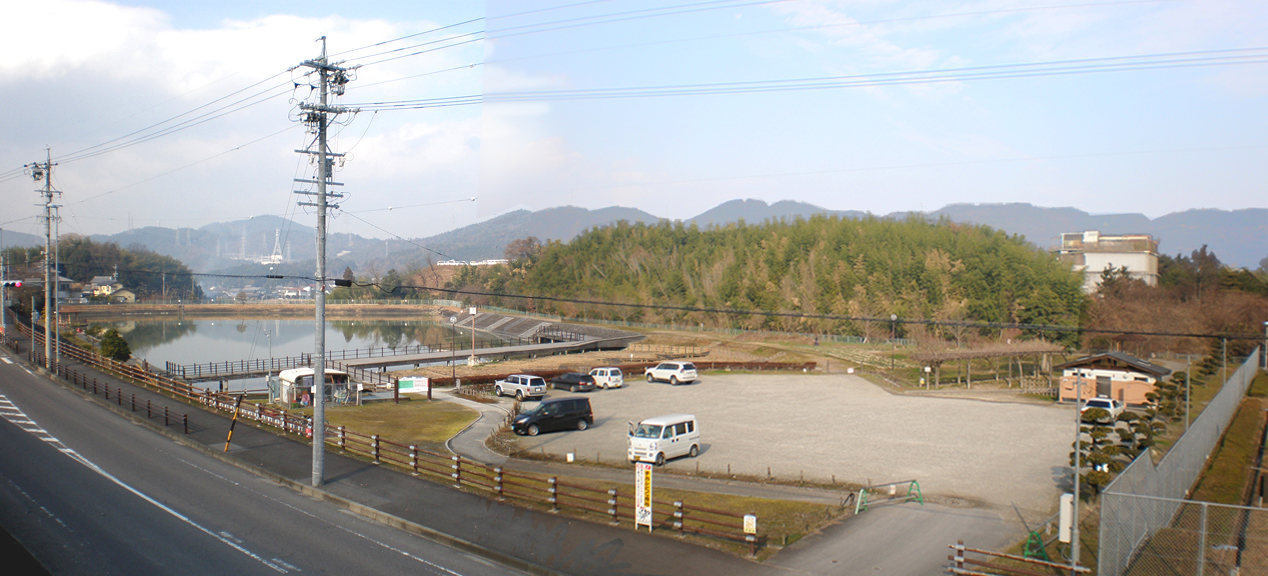
鷹ヶ池

市東部を中心に、50以上の農業用のため池が点在している。
主な池
- 太良上池 - 市東部の大草地区に位置する。南側に太良下池がある。
- 太良下池 - 市東部の大草地区に位置する。北側に太良上池がある。
- 四ツ池 - 市東部の古雅地区にある桃花台西公園内にある。
- 深洞下池 - 市東部の大草地区に位置する。
- 鷹ヶ池 - 市東部の野口地区に位置する。釣り堀ともなっている。

### 地名
市内の地名
小牧市の地名を参照のこと。

### 人口
2021年（令和3年）8月1日現在で、総人口は151,503人。総世帯数は68,823世帯。男女比は、男性76,675、女性74,828。また2007年1月1日時点の外国人登録者数が約1万人で、総人口の5.8%を占めている。その内の半分強（54%）がブラジル国籍で、以下中国、ペルー、フィリピン（各約10%）と続く。
| |                                        |  |
| 小牧市と全国の年齢別人口分布（2005年） | 小牧市の年齢・男女別人口分布（2005年） |  |
| ■紫色 ― 小牧市 ■緑色 ― 日本全国 | ■青色 ― 男性 ■赤色 ― 女性              |  |
| 小牧市（に相当する地域）の人口の推移 \| 1970年（昭和45年） \| 79,606人 \| \| \| 1975年（昭和50年） \| 97,445人 \| \| \| 1980年（昭和55年） \| 103,233人 \| \| \| 1985年（昭和60年） \| 113,284人 \| \| \| 1990年（平成2年） \| 124,441人 \| \| \| 1995年（平成7年） \| 137,165人 \| \| \| 2000年（平成12年） \| 143,122人 \| \| \| 2005年（平成17年） \| 147,182人 \| \| \| 2010年（平成22年） \| 147,132人 \| \| \| 2015年（平成27年） \| 149,462人 \| \| \| 2020年（令和2年） \| 148,831人 \| \| |                                        |  |
| 総務省統計局 国勢調査より |                                        |  |
| 1970年（昭和45年） | 79,606人                               |  |
| 1975年（昭和50年） | 97,445人                               |  |
| 1980年（昭和55年） | 103,233人                              |  |
| 1985年（昭和60年） | 113,284人                              |  |
| 1990年（平成2年） | 124,441人                              |  |
| 1995年（平成7年） | 137,165人                              |  |
| 2000年（平成12年） | 143,122人                              |  |
| 2005年（平成17年） | 147,182人                              |  |
| 2010年（平成22年） | 147,132人                              |  |
| 2015年（平成27年） | 149,462人                              |  |
| 2020年（令和2年） | 148,831人                              |  |

### 隣接自治体
愛知県
- 春日井市
- 犬山市
- 江南市
- 岩倉市
- 北名古屋市
- 西春日井郡：豊山町
- 丹羽郡：大口町

なお岐阜県多治見市とは隣接していないものの、市北東端の大山から多治見市北小木町まではおよそ50mである。

## 歴史

### 先史
- 織田井戸遺跡など、旧石器時代～弥生時代の遺跡が点在する。

### 古代
- 古墳時代、小木古墳群・三ツ山古墳群・大山古墳群など、多くの古墳が建造された。
- 飛鳥時代になると、篠岡古窯跡群や高根遺跡など、須恵器の生産が活発化する。

### 近世
- 戦国時代には、1563年（永禄6年）三英傑の1人である織田信長が、美濃国攻略のため、自身初めての築城である小牧山城を築城し居城とした。「新町」や「小牧池田」などの城下町も形成していた。
- 1584年（天正12年）豊臣秀吉と徳川家康により、戦国期の天下分け目の合戦と呼ばれる「小牧・長久手の戦い」がこの地で繰り広げられた。この時に、徳川家康が小牧山城跡地を占拠し。大規模な改修を行ない、自らの陣とした。
- 江戸時代には、上街道が整備され、小牧宿が設置された。尾張藩の小牧代官所も設置され、宿場町として発展した。

### 近現代
昭和
- 1955年（昭和30年）1月1日 - 東春日井郡の小牧町、味岡村、篠岡村が合併し、小牧市が誕生。
- 1963年（昭和38年）9月1日 - 西春日井郡北里村のうち、薬師寺地区以外（市之久田、小針入鹿新田、小針、小針巳新田、多気、小木、藤島）を編入。薬師寺地区は師勝町（現・北名古屋市）に編入。
- 1965年（昭和40年）7月1日  - 名神高速道路小牧IC開業（名神の全線開通）。国道41号線とつながり、市の発展に大きく貢献することとなる。
- 1968年（昭和43年）4月25日 - 東名高速道路岡崎IC - 小牧IC間が開通し、小牧ICで名神高速と接続。
- 1972年（昭和47年）10月5日 - 中央自動車道の多治見IC - 小牧JCTの区間の開通により、小牧JCTで東名・名神と接続。
- 1973年（昭和48年）6月 - 桃花台ニュータウン起工式。
- 1974年（昭和49年）7月8日 - 小牧基地を離陸した直後の航空自衛隊の戦闘機F-86が住宅地に墜落。乗員1人、住民3人が死亡、2人が重軽傷[3]。

### 現代
平成
- 1991年（平成3年）3月25日 - 桃花台新交通桃花台線（ピーチライナー）開業。
- 1999年（平成11年）
  - 3月 - 桃花台ニュータウン事業完了。
  - 7月 - スカイステージ33（桃花台の高層マンション）竣工。
- 2001年（平成13年）- 3月10日 : 名古屋高速小牧線楠JCT – 小牧南 (5.4 km)の区間が開通。名古屋市内に直結。
- 同年10月19日 - 名古屋高速小牧南 – 小牧IC (2.8 km)の区間が開通、名神・東名の両高速道路と接続。
- 2002年（平成14年）4月24日 - 名古屋高速小牧北出入り口開通。国道41号・155号（バイパス）からの乗り入れが可能になる。
- 2006年（平成18年）10月1日 - 赤字により経営改善の見込みの無くなったピーチライナーが廃止。あおい交通のピーチバスの運行開始により、桃花台の公共交通はむしろ改善された。桃花台、小牧駅（名古屋駅に直通する電車が無い）からは名古屋高速経由で名古屋駅（名鉄バスターミナル）行きのバスも運行されている。

令和
- 2019年（令和元年） - 誉高等学校 野球部が、第101回全国高等学校野球選手権大会（夏の甲子園）へ初出場を決めた。甲子園には愛知県代表は春夏とも名古屋市の私学3強（東邦、中京大中京、愛工大名電）などが出場することが多い中、小牧市内の高校においても甲子園初出場（春の選抜大会は現在まで未出場）の快挙である。[4]

| 郡             | 明治22年以前     | 明治22年以前 | 明治22年10月1日 | 明治22年 - 明治45年                 | 明治22年 - 明治45年                              | 大正1年 - 大正15年          | 昭和1年 - 昭和64年          | 昭和1年 - 昭和64年          | 平成1年 - 現在 |
| -------------- | ---------------- | ------------ | --------------- | ----------------------------------- | ------------------------------------------------ | --------------------------- | --------------------------- | --------------------------- | -------------- |
| 東 春 日 井 郡 | 小牧村           | 小牧村       | 小牧町          | 小牧町                              | 明治39年7月16日 合併 小牧町                      | 小牧町                      | 昭和30年1月1日 合併 小牧市  | 昭和30年1月1日 合併 小牧市  | 小牧市         |
| 東 春 日 井 郡 | 小牧原新田       |              | 小牧町          | 小牧町                              | 明治39年7月16日 合併 小牧町                      | 小牧町                      | 昭和30年1月1日 合併 小牧市  | 昭和30年1月1日 合併 小牧市  | 小牧市         |
| 東 春 日 井 郡 | 北外山村         | 北外山村     | 外山村          | 外山村                              | 明治39年7月16日 合併 小牧町                      | 小牧町                      | 昭和30年1月1日 合併 小牧市  | 昭和30年1月1日 合併 小牧市  | 小牧市         |
| 東 春 日 井 郡 | 北外山入鹿新田   |              | 外山村          | 外山村                              | 明治39年7月16日 合併 小牧町                      | 小牧町                      | 昭和30年1月1日 合併 小牧市  | 昭和30年1月1日 合併 小牧市  | 小牧市         |
| 東 春 日 井 郡 | 南外山村         | 南外山村     | 外山村          | 外山村                              | 明治39年7月16日 合併 小牧町                      | 小牧町                      | 昭和30年1月1日 合併 小牧市  | 昭和30年1月1日 合併 小牧市  | 小牧市         |
| 東 春 日 井 郡 | 春日井寺入鹿新田 | 南外山村     | 外山村          | 外山村                              | 明治39年7月16日 合併 小牧町                      | 小牧町                      | 昭和30年1月1日 合併 小牧市  | 昭和30年1月1日 合併 小牧市  | 小牧市         |
| 東 春 日 井 郡 | 村中村           | 村中村       | 境村            | 境村                                | 明治39年7月16日 合併 小牧町                      | 小牧町                      | 昭和30年1月1日 合併 小牧市  | 昭和30年1月1日 合併 小牧市  | 小牧市         |
| 東 春 日 井 郡 | 入鹿出新田       |              | 境村            | 境村                                | 明治39年7月16日 合併 小牧町                      | 小牧町                      | 昭和30年1月1日 合併 小牧市  | 昭和30年1月1日 合併 小牧市  | 小牧市         |
| 東 春 日 井 郡 | 河内屋新田       |              | 境村            | 境村                                | 明治39年7月16日 合併 小牧町                      | 小牧町                      | 昭和30年1月1日 合併 小牧市  | 昭和30年1月1日 合併 小牧市  | 小牧市         |
| 東 春 日 井 郡 | 村中原新田       |              | 境村            | 境村                                | 明治39年7月16日 合併 小牧町                      | 小牧町                      | 昭和30年1月1日 合併 小牧市  | 昭和30年1月1日 合併 小牧市  | 小牧市         |
| 東 春 日 井 郡 | 間々村           | 間々村       | 境村            | 明治27年1月23日 分立 真々村         | 明治39年7月16日 合併 小牧町                      | 小牧町                      | 昭和30年1月1日 合併 小牧市  | 昭和30年1月1日 合併 小牧市  | 小牧市         |
| 東 春 日 井 郡 | 間々原新田       |              | 境村            | 明治27年1月23日 分立 真々村         | 明治39年7月16日 合併 小牧町                      | 小牧町                      | 昭和30年1月1日 合併 小牧市  | 昭和30年1月1日 合併 小牧市  | 小牧市         |
| 東 春 日 井 郡 | 三ツ淵村         | 三ツ淵村     | 和多里村        | 和多里村                            | 明治39年7月16日 合併 小牧町                      | 小牧町                      | 昭和30年1月1日 合併 小牧市  | 昭和30年1月1日 合併 小牧市  | 小牧市         |
| 東 春 日 井 郡 | 三ツ淵原新田     |              | 和多里村        | 和多里村                            | 明治39年7月16日 合併 小牧町                      | 小牧町                      | 昭和30年1月1日 合併 小牧市  | 昭和30年1月1日 合併 小牧市  | 小牧市         |
| 東 春 日 井 郡 | 舟津村           |              | 和多里村        | 和多里村                            | 明治39年7月16日 合併 小牧町                      | 小牧町                      | 昭和30年1月1日 合併 小牧市  | 昭和30年1月1日 合併 小牧市  | 小牧市         |
| 東 春 日 井 郡 | 西ノ島村         |              | 和多里村        | 和多里村                            | 明治39年7月16日 合併 小牧町                      | 小牧町                      | 昭和30年1月1日 合併 小牧市  | 昭和30年1月1日 合併 小牧市  | 小牧市         |
| 東 春 日 井 郡 | 東田中村         | 東田中村     | 味岡村          | 味岡村                              | 明治39年7月16日 合併 味岡村                      | 味岡村                      | 昭和30年1月1日 合併 小牧市  | 昭和30年1月1日 合併 小牧市  | 小牧市         |
| 東 春 日 井 郡 | 本庄村           |              | 味岡村          | 味岡村                              | 明治39年7月16日 合併 味岡村                      | 味岡村                      | 昭和30年1月1日 合併 小牧市  | 昭和30年1月1日 合併 小牧市  | 小牧市         |
| 東 春 日 井 郡 | 二重堀村         | 二重堀村     | 味岡村          | 味岡村                              | 明治39年7月16日 合併 味岡村                      | 味岡村                      | 昭和30年1月1日 合併 小牧市  | 昭和30年1月1日 合併 小牧市  | 小牧市         |
| 東 春 日 井 郡 | 中根新田         | 二重堀村     | 味岡村          | 味岡村                              | 明治39年7月16日 合併 味岡村                      | 味岡村                      | 昭和30年1月1日 合併 小牧市  | 昭和30年1月1日 合併 小牧市  | 小牧市         |
| 東 春 日 井 郡 | 文津村           |              | 味岡村          | 味岡村                              | 明治39年7月16日 合併 味岡村                      | 味岡村                      | 昭和30年1月1日 合併 小牧市  | 昭和30年1月1日 合併 小牧市  | 小牧市         |
| 東 春 日 井 郡 | 小松寺村         |              | 味岡村          | 味岡村                              | 明治39年7月16日 合併 味岡村                      | 味岡村                      | 昭和30年1月1日 合併 小牧市  | 昭和30年1月1日 合併 小牧市  | 小牧市         |
| 東 春 日 井 郡 | 岩崎村           | 岩崎村       | 岩崎村          | 岩崎村                              | 明治39年7月16日 合併 味岡村                      | 味岡村                      | 昭和30年1月1日 合併 小牧市  | 昭和30年1月1日 合併 小牧市  | 小牧市         |
| 東 春 日 井 郡 | 岩崎原新田       |              | 岩崎村          | 岩崎村                              | 明治39年7月16日 合併 味岡村                      | 味岡村                      | 昭和30年1月1日 合併 小牧市  | 昭和30年1月1日 合併 小牧市  | 小牧市         |
| 東 春 日 井 郡 | 久保一色村       | 久保一色村   | 久保一色村      | 久保一色村                          | 明治39年7月16日 合併 味岡村                      | 味岡村                      | 昭和30年1月1日 合併 小牧市  | 昭和30年1月1日 合併 小牧市  | 小牧市         |
| 東 春 日 井 郡 | 上末村           | 上末村       | 陶村            | 陶村                                | 明治39年7月16日 合併 篠岡村                      | 篠岡村                      | 昭和30年1月1日 合併 小牧市  | 昭和30年1月1日 合併 小牧市  | 小牧市         |
| 東 春 日 井 郡 | 下末村           |              | 陶村            | 陶村                                | 明治39年7月16日 合併 篠岡村                      | 篠岡村                      | 昭和30年1月1日 合併 小牧市  | 昭和30年1月1日 合併 小牧市  | 小牧市         |
| 東 春 日 井 郡 | 池之内村         | 池之内村     | 池林村          | 池林村                              | 明治39年7月16日 合併 篠岡村                      | 篠岡村                      | 昭和30年1月1日 合併 小牧市  | 昭和30年1月1日 合併 小牧市  | 小牧市         |
| 東 春 日 井 郡 | 林村             |              | 池林村          | 池林村                              | 明治39年7月16日 合併 篠岡村                      | 篠岡村                      | 昭和30年1月1日 合併 小牧市  | 昭和30年1月1日 合併 小牧市  | 小牧市         |
| 東 春 日 井 郡 | 大草村           | 大草村       | 大草村          | 大草村                              | 明治39年7月16日 合併 篠岡村                      | 篠岡村                      | 昭和30年1月1日 合併 小牧市  | 昭和30年1月1日 合併 小牧市  | 小牧市         |
| 東 春 日 井 郡 | 大山村           | 大山村       | 大野村          | 大野村                              | 明治39年7月16日 合併 篠岡村                      | 篠岡村                      | 昭和30年1月1日 合併 小牧市  | 昭和30年1月1日 合併 小牧市  | 小牧市         |
| 東 春 日 井 郡 | 野口村           |              | 大野村          | 大野村                              | 明治39年7月16日 合併 篠岡村                      | 篠岡村                      | 昭和30年1月1日 合併 小牧市  | 昭和30年1月1日 合併 小牧市  | 小牧市         |
| 西 春 日 井 郡 | 大気村           | 多気村       | 多気村          | 多気村                              | 明治39年7月16日 合併 北里村 （「薬師寺」を除く） | 北里村 （「薬師寺」を除く） | 北里村 （「薬師寺」を除く） | 昭和38年9月1日 小牧市に編入 | 小牧市         |
| 西 春 日 井 郡 | 坂場村           | 多気村       | 多気村          | 多気村                              | 明治39年7月16日 合併 北里村 （「薬師寺」を除く） | 北里村 （「薬師寺」を除く） | 北里村 （「薬師寺」を除く） | 昭和38年9月1日 小牧市に編入 | 小牧市         |
| 西 春 日 井 郡 | 小針村           | 小針村       | 尾張村          | 尾張村                              | 明治39年7月16日 合併 北里村 （「薬師寺」を除く） | 北里村 （「薬師寺」を除く） | 北里村 （「薬師寺」を除く） | 昭和38年9月1日 小牧市に編入 | 小牧市         |
| 西 春 日 井 郡 | 小針村           | 小針巳新田   | 尾張村          | 尾張村                              | 明治39年7月16日 合併 北里村 （「薬師寺」を除く） | 北里村 （「薬師寺」を除く） | 北里村 （「薬師寺」を除く） | 昭和38年9月1日 小牧市に編入 | 小牧市         |
| 西 春 日 井 郡 | 小針入鹿新田     |              | 尾張村          | 尾張村                              | 明治39年7月16日 合併 北里村 （「薬師寺」を除く） | 北里村 （「薬師寺」を除く） | 北里村 （「薬師寺」を除く） | 昭和38年9月1日 小牧市に編入 | 小牧市         |
| 西 春 日 井 郡 | 市之久田村       | 市之久田村   | 尾張村          | 尾張村                              | 明治39年7月16日 合併 北里村 （「薬師寺」を除く） | 北里村 （「薬師寺」を除く） | 北里村 （「薬師寺」を除く） | 昭和38年9月1日 小牧市に編入 | 小牧市         |
| 西 春 日 井 郡 | 市之久田新田     | 市之久田村   | 尾張村          | 尾張村                              | 明治39年7月16日 合併 北里村 （「薬師寺」を除く） | 北里村 （「薬師寺」を除く） | 北里村 （「薬師寺」を除く） | 昭和38年9月1日 小牧市に編入 | 小牧市         |
| 西 春 日 井 郡 | 小木村           | 小木村       | 小木村          | 小木村                              | 明治39年7月16日 合併 北里村 （「薬師寺」を除く） | 北里村 （「薬師寺」を除く） | 北里村 （「薬師寺」を除く） | 昭和38年9月1日 小牧市に編入 | 小牧市         |
| 西 春 日 井 郡 | 藤島村           | 藤島村       | 小木村          | 明治33年7月16日 分立 五条村（藤島） | 明治39年7月16日 合併 北里村 （「薬師寺」を除く） | 北里村 （「薬師寺」を除く） | 北里村 （「薬師寺」を除く） | 昭和38年9月1日 小牧市に編入 | 小牧市         |

## 行政

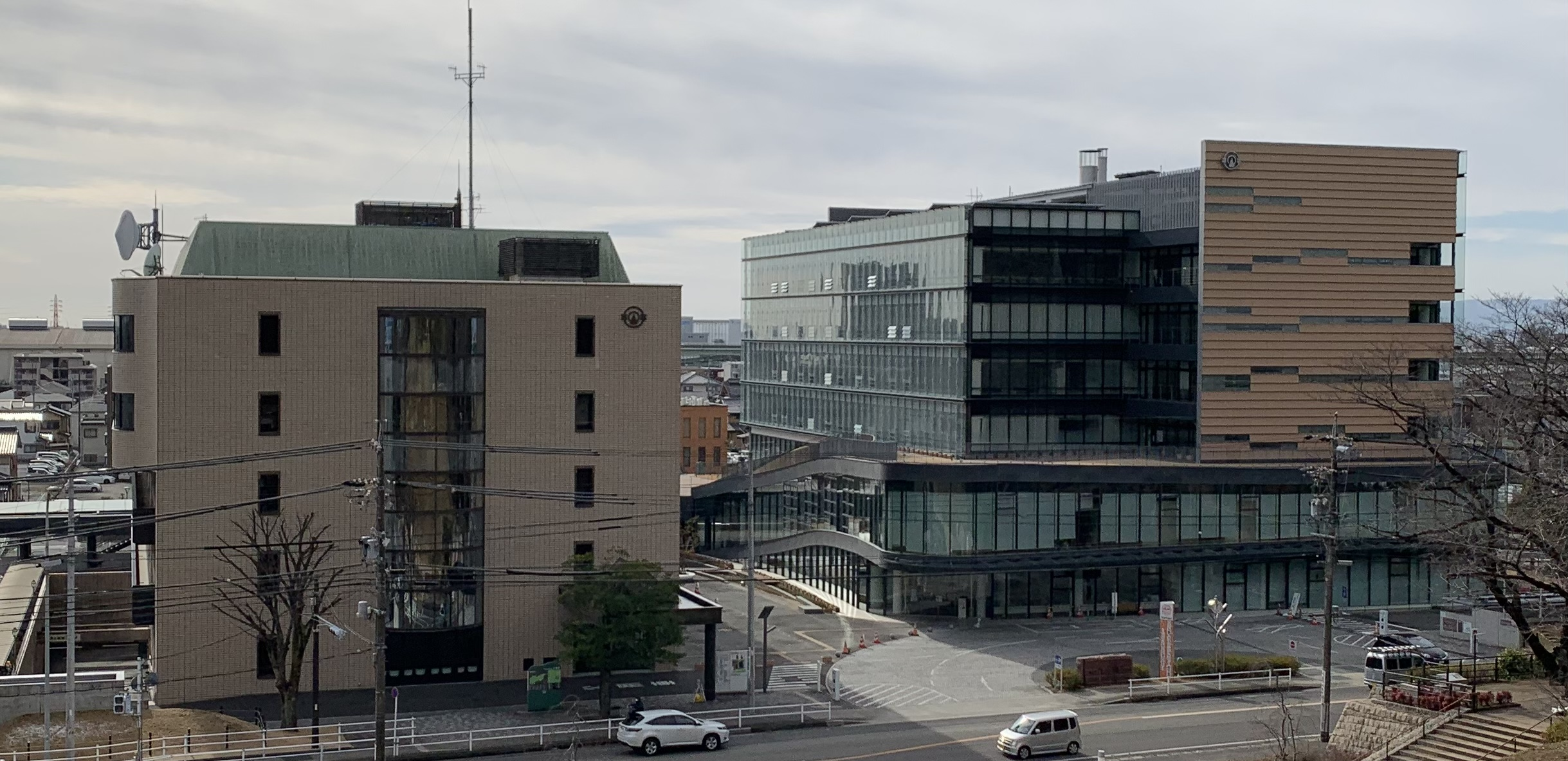
小牧市役所（左が東庁舎、右が本庁舎）

### 市長
- 市長：山下史守朗（2011年2月26日就任、4期目）

歴代市長
| 代   | 氏名       | 就任年月日    | 退任年月日    | 備考                       |
| ---- | ---------- | ------------- | ------------- | -------------------------- |
| 初代 | 加藤諦進   | 1955年2月1日  | 1959年1月     |                            |
| 2代  | 神戸眞     | 1959年1月18日 | 1967年7月13日 | 任期中に死去。元衆議院議員 |
| 3代  | 舟橋久男   | 1967年8月27日 | 1979年8月26日 |                            |
| 4代  | 佐橋薫     | 1979年8月27日 | 1995年1月20日 | 辞職                       |
| 5代  | 中野直輝   | 1995年2月26日 | 2011年2月25日 |                            |
| 6代  | 山下史守朗 | 2011年2月26日 | 現職          |                            |

### 市役所
本庁舎
| 階  | 概要 |
| --- | --- |
| 6F  | 市民生活部（防災危機管理課） |
| 5F  | 市長室、副市長室、市長公室（行政改革課、秘書政策課） |
| 4F  | 市長公室（広報広聴課、人事課）、総務部（総務課、契約審査課、資産管理課、財政課）、選挙管理委員会（事務局） |
| 3F  | 地域活性化営業部（シティプロモーション課、農政課、商工振興課、企業立地推進課）、健康生きがい支え合い推進部（健康生きがい推進課、支え合い協働推進課、文化・スポーツ課、小牧市教育委員会事務局（教育総務部、学校教育ICT推進室、学校教育課、文化財課、小牧山課） |
| 2F  | こども未来部（こども政策課、幼児教育・保育課）、総務部（市民税課、資産税課、収税課、債権回収特別対策室）、市民生活部（市民安全課、自治会支援室、多文化共生推進室、環境対策課、ごみ政策課）                                                                    |
| 1F  | 福祉部（福祉総務課、地域包括ケア推進室、市民窓口課、保険医療課、介護保険課、障がい福祉課）、会計管理者（会計課） |
| B1F | 駐車場 |

東庁舎
| 階 | 概要                                                                                                   |
| -- | --- |
| 5F | 傍聴席                                                                                                 |
| 4F | 監査委員（事務局）                                                                                     |
| 3F | 小牧市議会、議会事務局（議事課）                                                                       |
| 2F | 建設部（用地課）、都市政策部（都市計画課、東部まちづくり推進室、都市整備課、みどり公園課、区画整理課） |
| 1F | 建設部（道路課、河川課、建築課）、愛知県春日井保健所 小牧保健分室、小牧市就労支援センター              |

### 市章・市の木・市の花
シンボル

市章
市章は、左からカタカナで「コ」「マ」「キ」を表し、また市章全体は正面から見た航空機の機関部を表している。1955年（昭和30年）4月1日制定。
市の木
タブノキ。1972年（昭和47年）8月制定。
市の花
ツツジ。1972年（昭和47年）8月制定。
市のマスコット
こまっきー - 2005年に市制50周年記念キャラクターとして誕生。ツツジの花のキャラクター。
こまき山 - 2015年に市制60周年記念キャラクターとして誕生。小牧山を力士風に擬人化したキャラクター。

### 財政
2019年度（平成31年度）当初予算案
| 会計名   | 予算額              | 前年度対比 |
| -------- | ------------------- | ---------- |
| 一般会計 | 0547億5,200万円     | 4.7％減    |
| 特別会計 | 0255億8,181万6千円  | 15.3％減   |
| 企業会計 | 0401億0283万9千円   | 16.4％減   |
| 全会計   | 1,204億3,665万5千円 | 11.2％減   |

## 議会

### 県議会
2019年愛知県議会議員選挙
- 選挙区：小牧市選挙区
- 定数：2人
- 投票日：2019年4月7日

| 候補者名 | 当落 | 年齢 | 所属党派   | 新旧別 | 得票数 |
| -------- | ---- | ---- | ---------- | ------ | ------ |
| 山下智也 | 当   | 45   | 自由民主党 | 現     | 無投票 |
| 天野正基 | 当   | 49   | 無所属     | 現     | 無投票 |

2015年愛知県議会議員選挙
- 選挙区：小牧市選挙区
- 定数：2人
- 投票日：2015年4月12日
- 当日有権者数：116,999人[7]
- 投票率：33.91％[7]

| 候補者名 | 当落 | 年齢 | 所属党派   | 新旧別 | 得票数   |
| -------- | ---- | ---- | ---------- | ------ | -------- |
| 山下智也 | 当   | 41   | 自由民主党 | 現     | 15,791票 |
| 天野正基 | 当   | 45   | 民主党     | 元     | 13,238票 |
| 鈴木達也 | 落   | 62   | 無所属     | 新     | 10,023票 |

### 衆議院
- 選挙区：愛知6区 （春日井市、犬山市、小牧市、瀬戸市の一部）
- 任期：2021年10月31日 - 2025年10月30日
- 投票日：2021年10月31日
- 当日有権者数：435,949人[8]
- 投票率：54.83％

| 当落 | 候補者名 | 年齢 | 所属党派   | 新旧別 | 得票数    | 重複 |
| ---- | -------- | ---- | ---------- | ------ | --------- | ---- |
| 当   | 丹羽秀樹 | 48   | 自由民主党 | 前     | 136,168票 | ○    |
|      | 松田功   | 53   | 立憲民主党 | 前     | 76,912票  | ○    |
|      | 内田謙   | 71   | 日本共産党 | 新     | 20,299票  |      |

## 国家機関

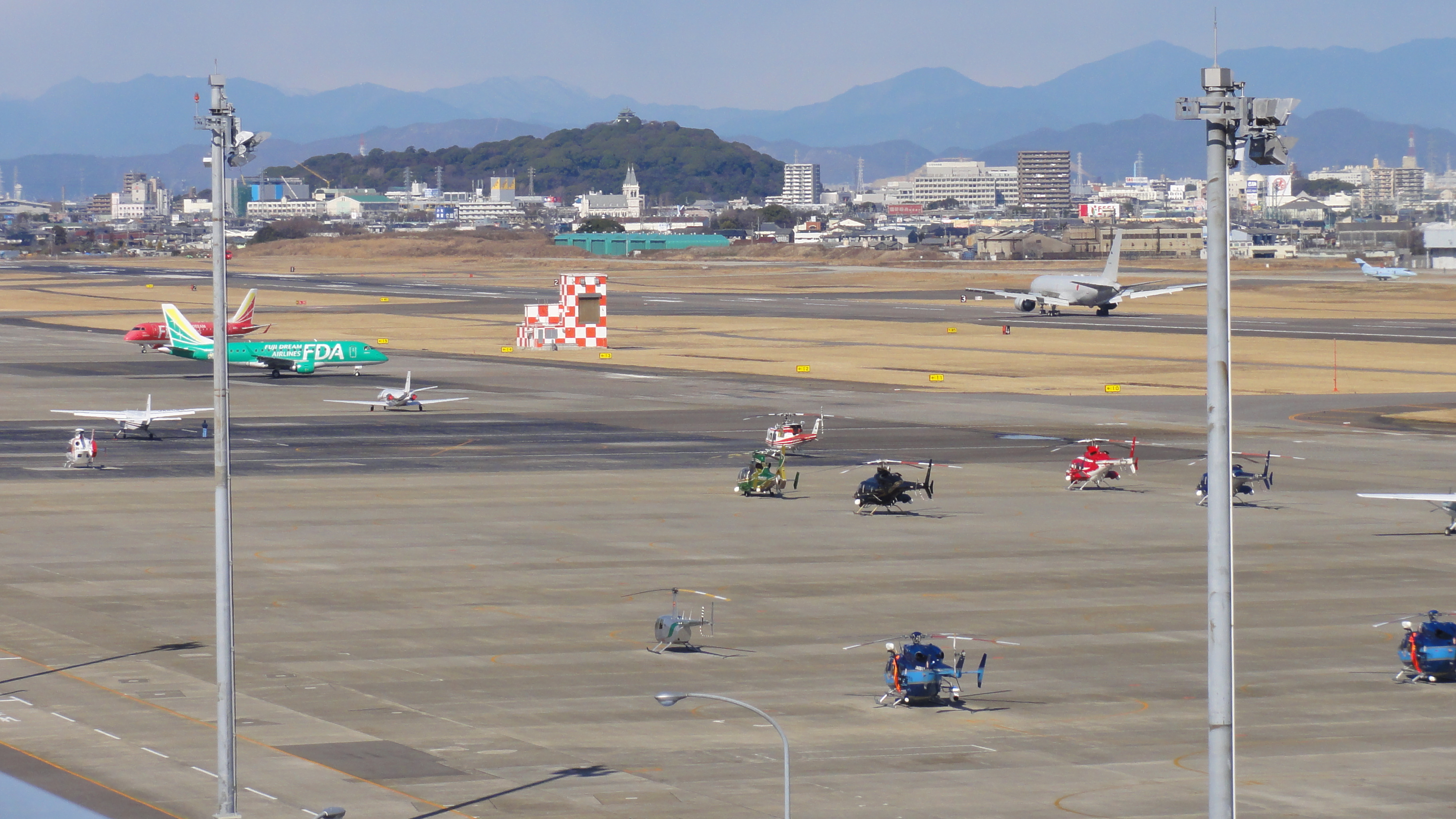
県営名古屋空港と小牧基地

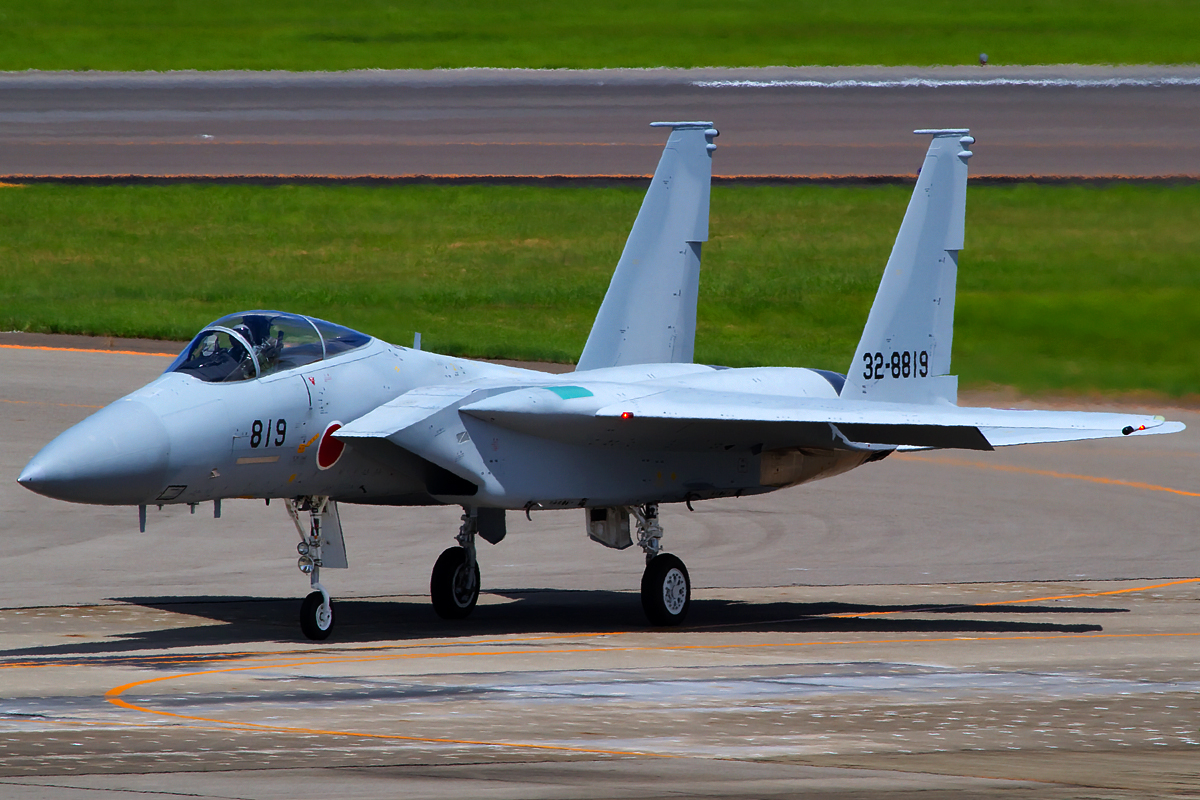
タキシングするF-15J

### 内閣府
警察庁
- 中部管区警察局 中部管区警察学校

### 国土交通省
- 愛知運輸支局 小牧自動車検査登録事務所（尾張小牧ナンバーの取扱事務所）

### 財務省
国税庁
- 名古屋国税局 - 小牧税務署

### 防衛省
自衛隊
- 自衛隊愛知地方協力本部 小牧地域事務所
- 航空自衛隊 小牧基地
  - 航空警務隊小牧地方警務隊
  - 第404飛行隊
  - 航空支援集団
    - 第1輸送航空隊
    - 航空機動衛生隊

  - 航空教育集団
    - 航空自衛隊第5術科学校

  - 航空救難団整備群

### 独立行政法人都市再生機構
- 中部支社コンフォール城山管理サービス事務所

## 施設

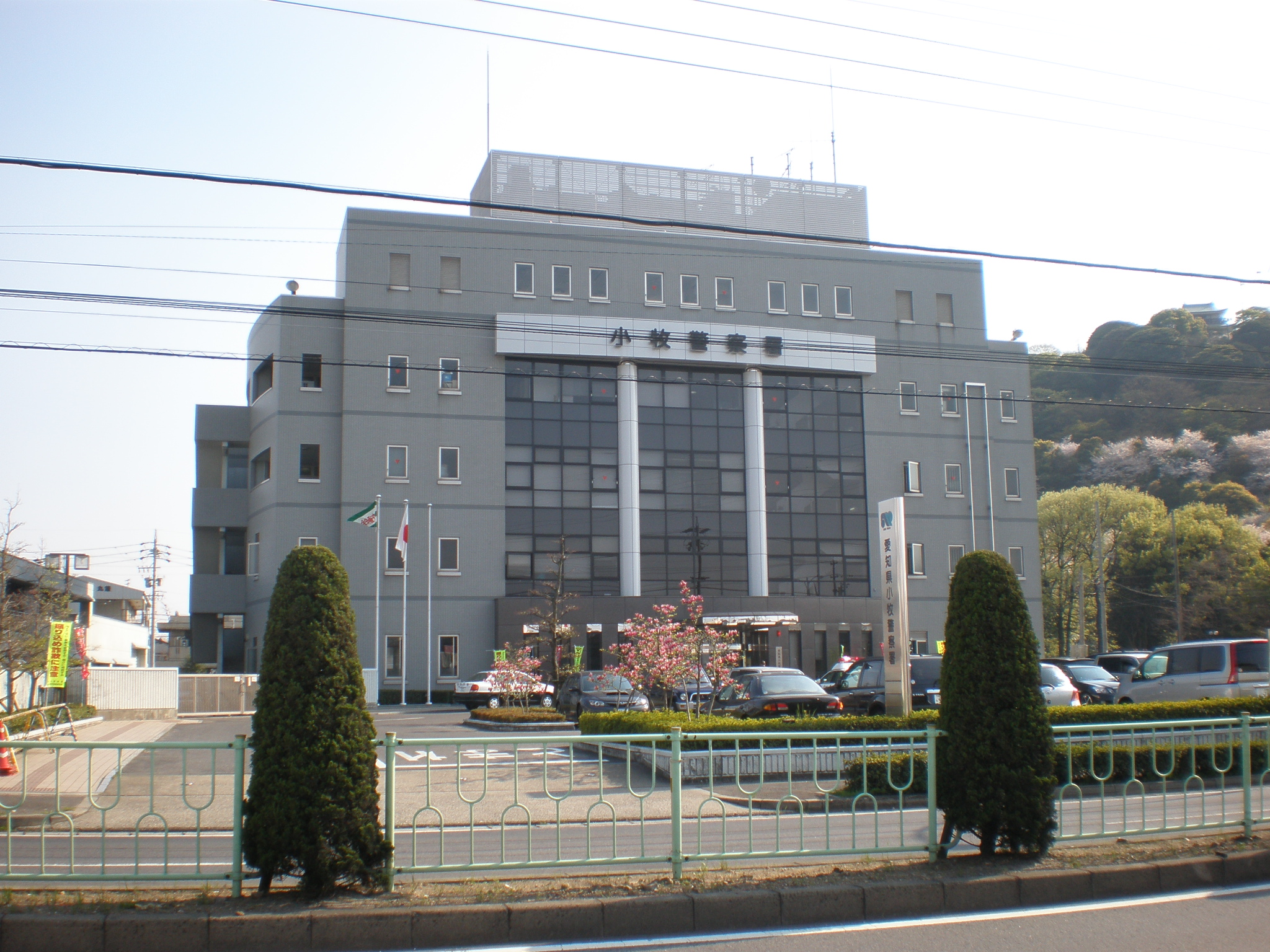
小牧警察署

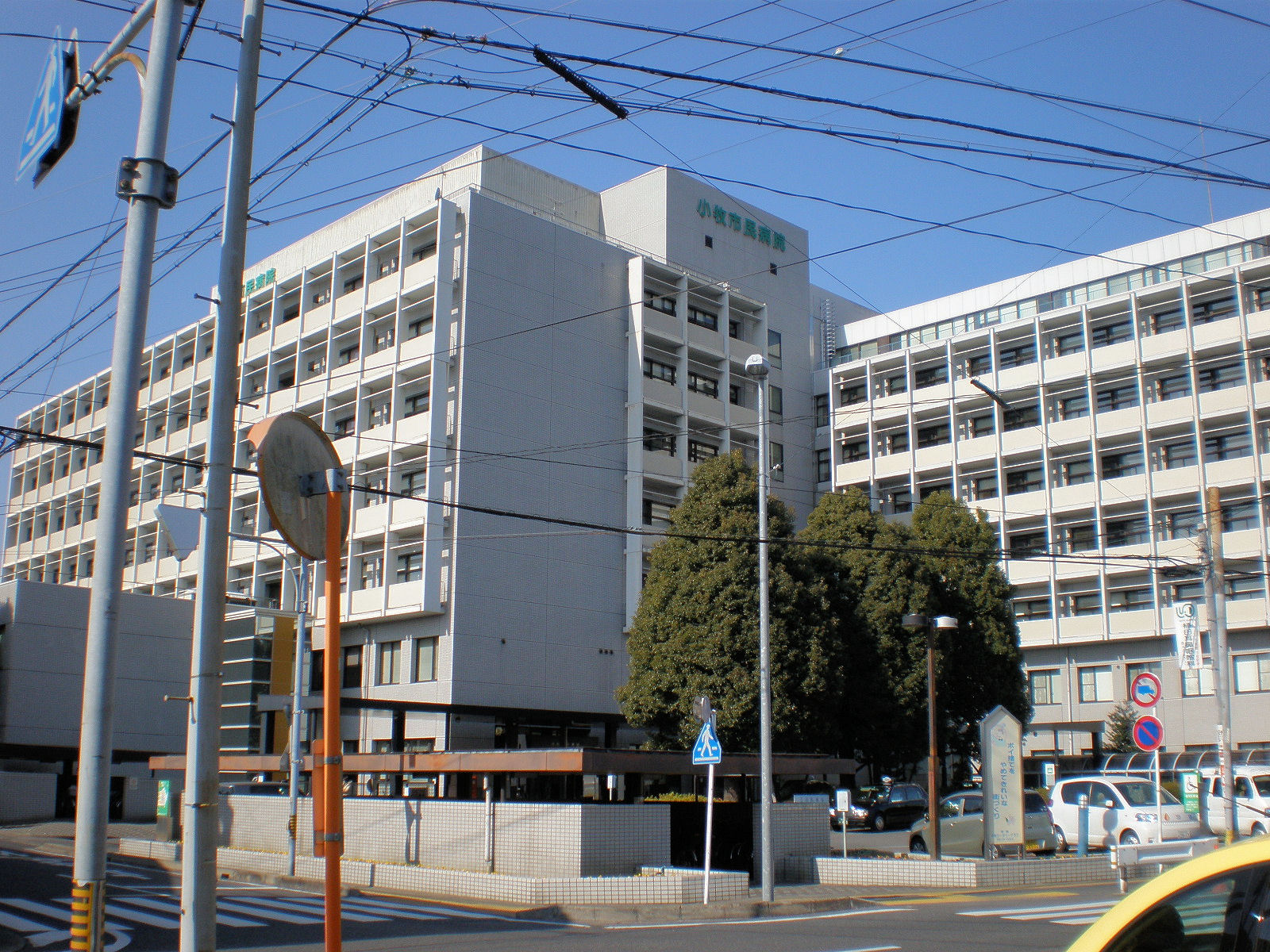
小牧市民病院

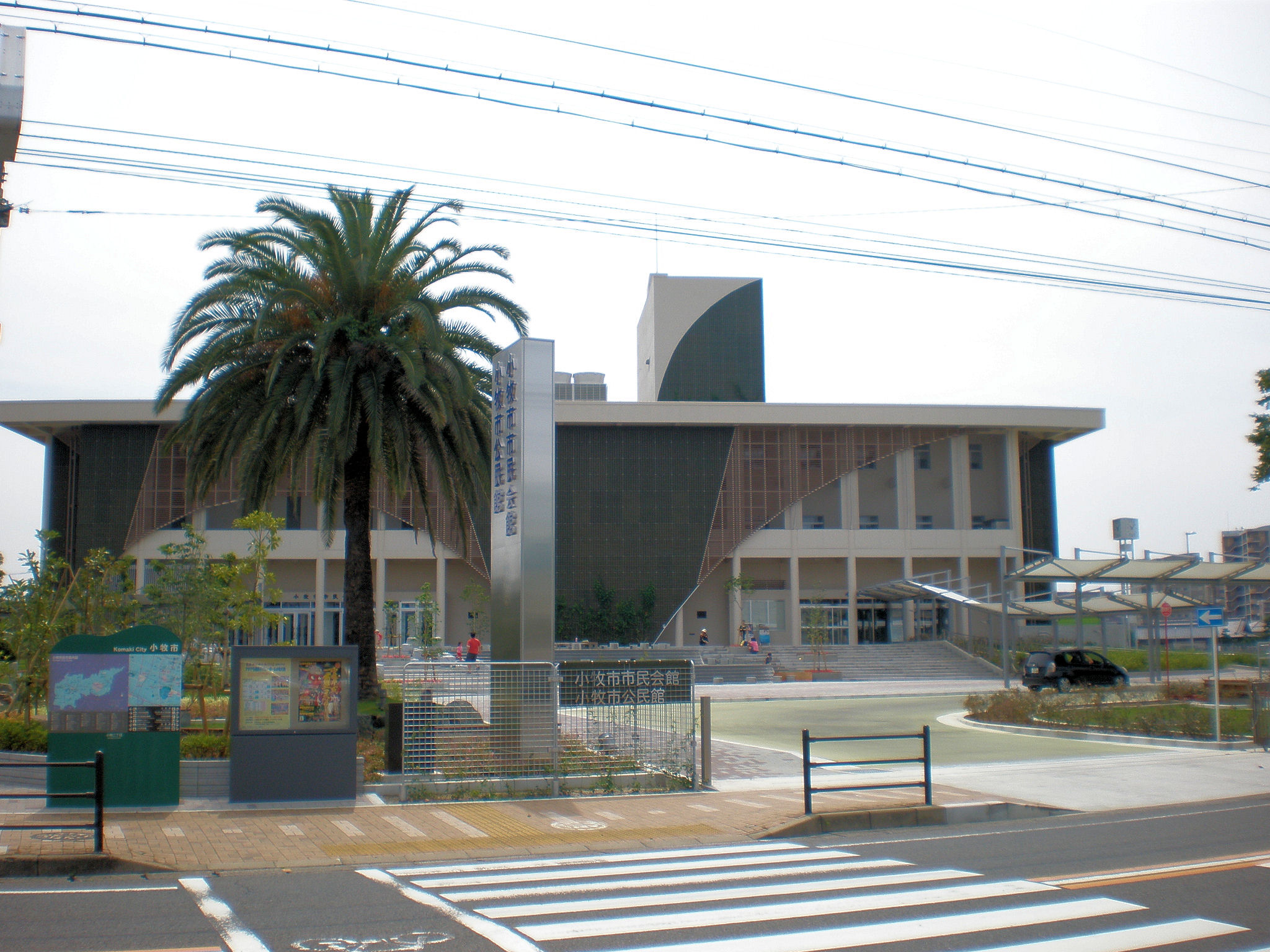
小牧市市民会館・公民館

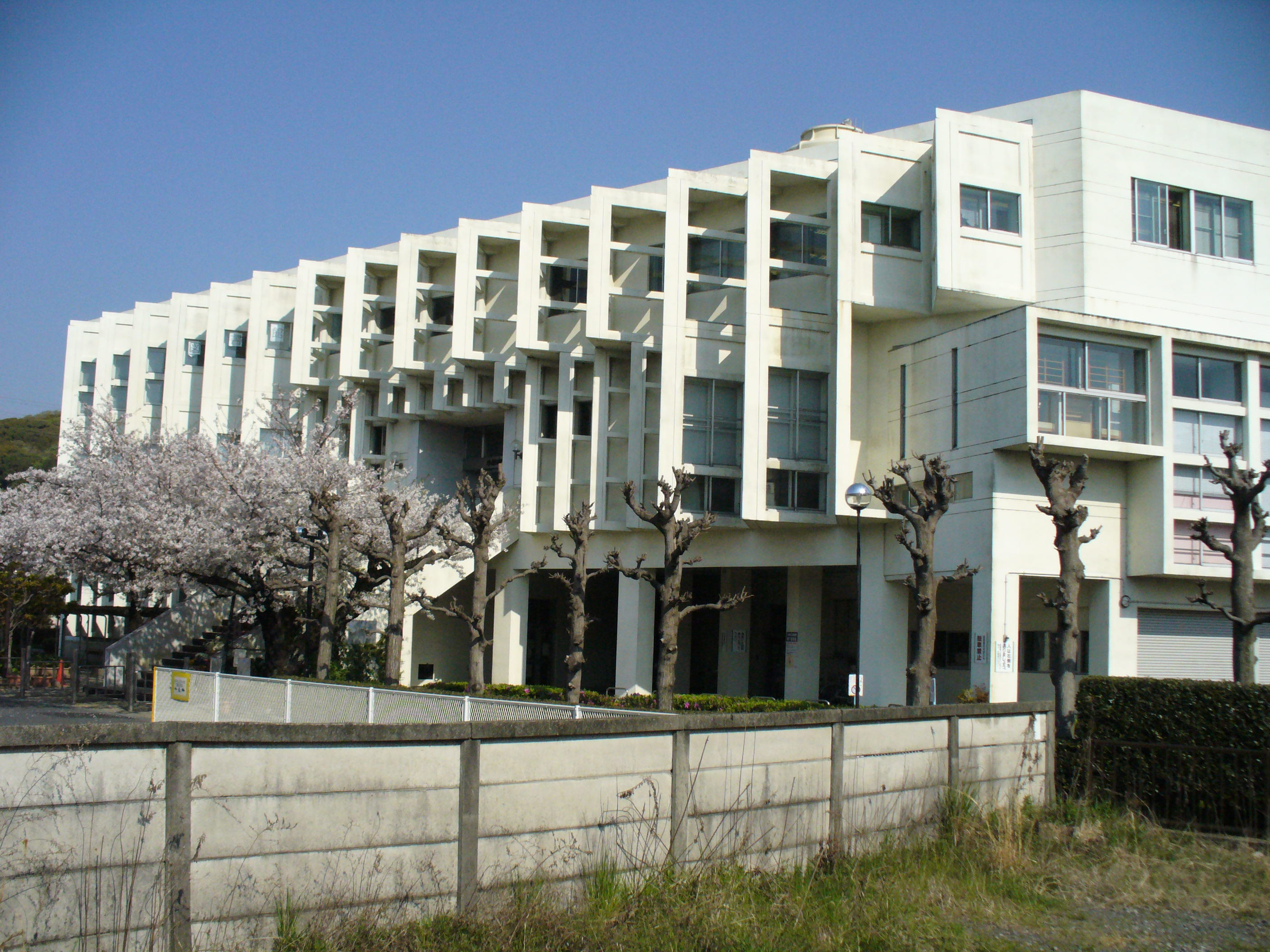
小牧市立図書館

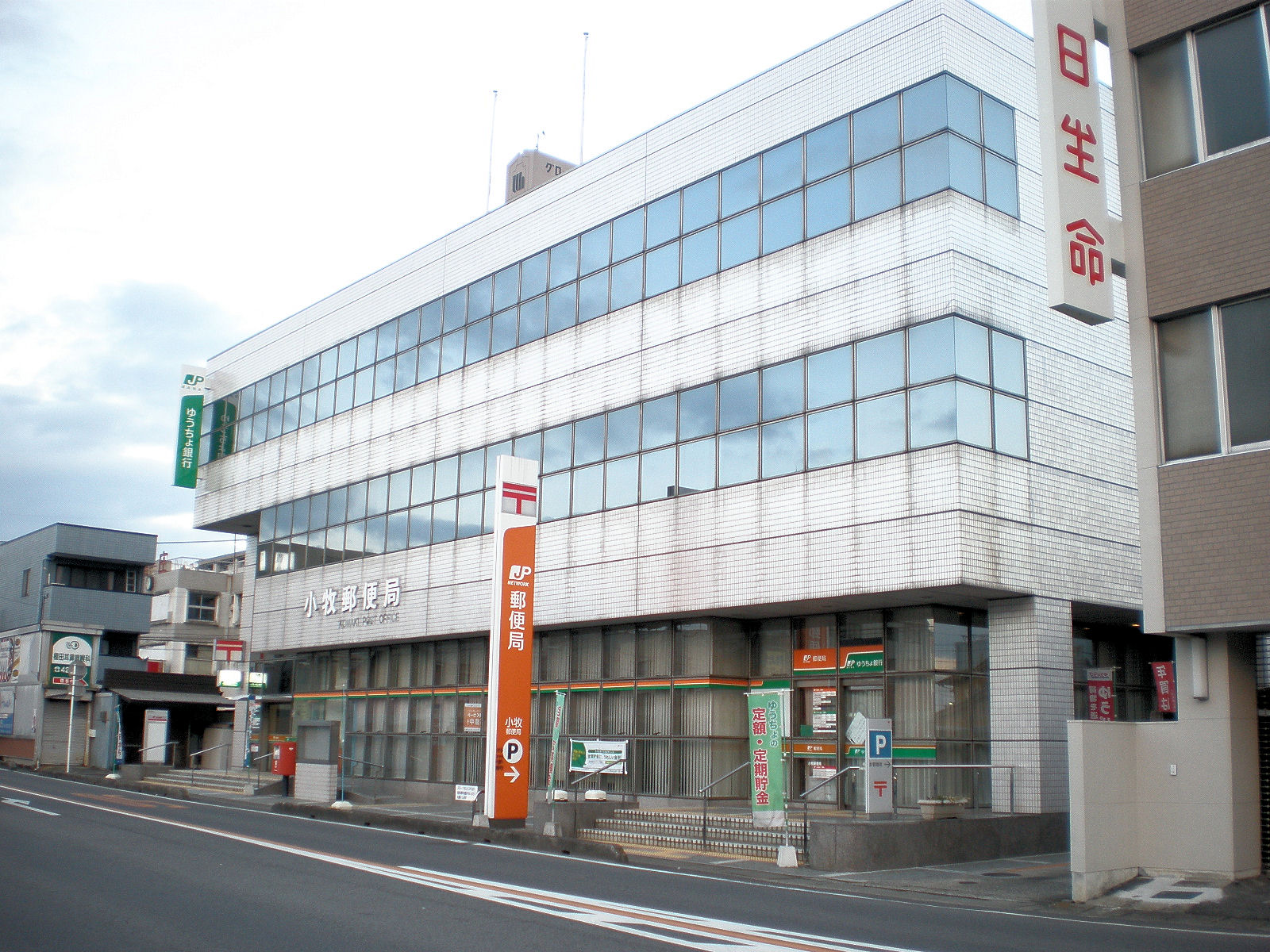
小牧郵便局

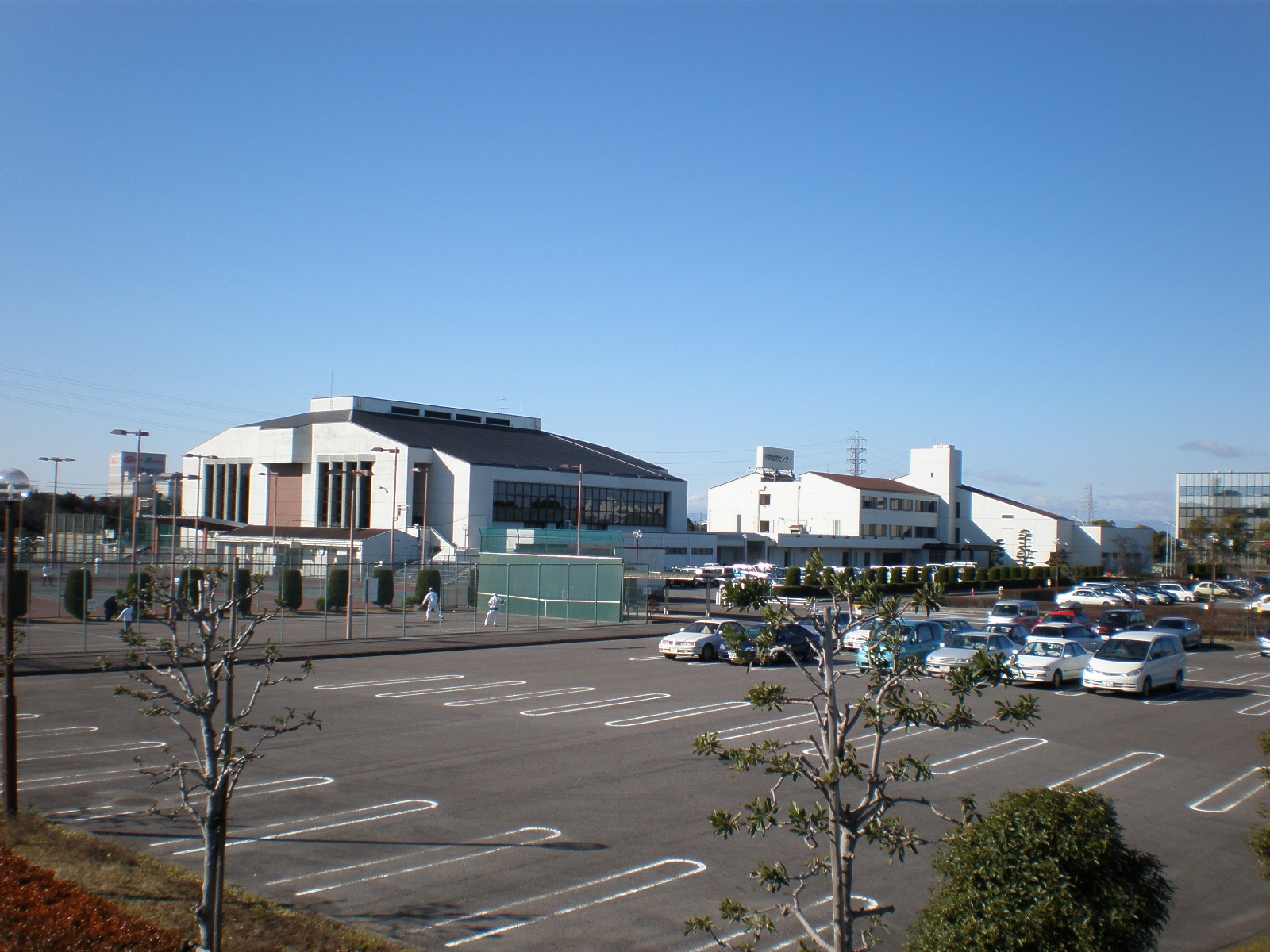
小牧勤労センター

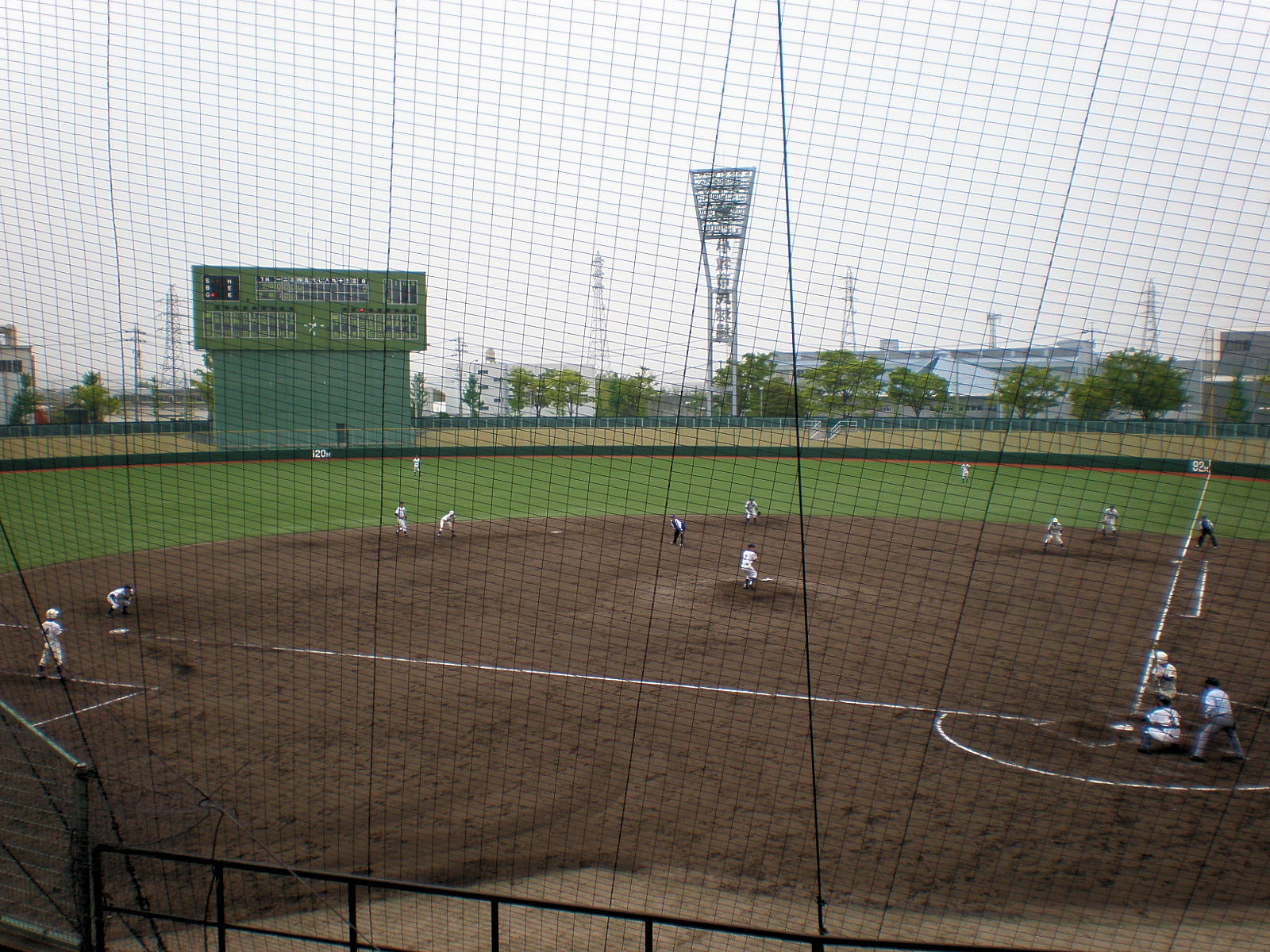
小牧市民球場

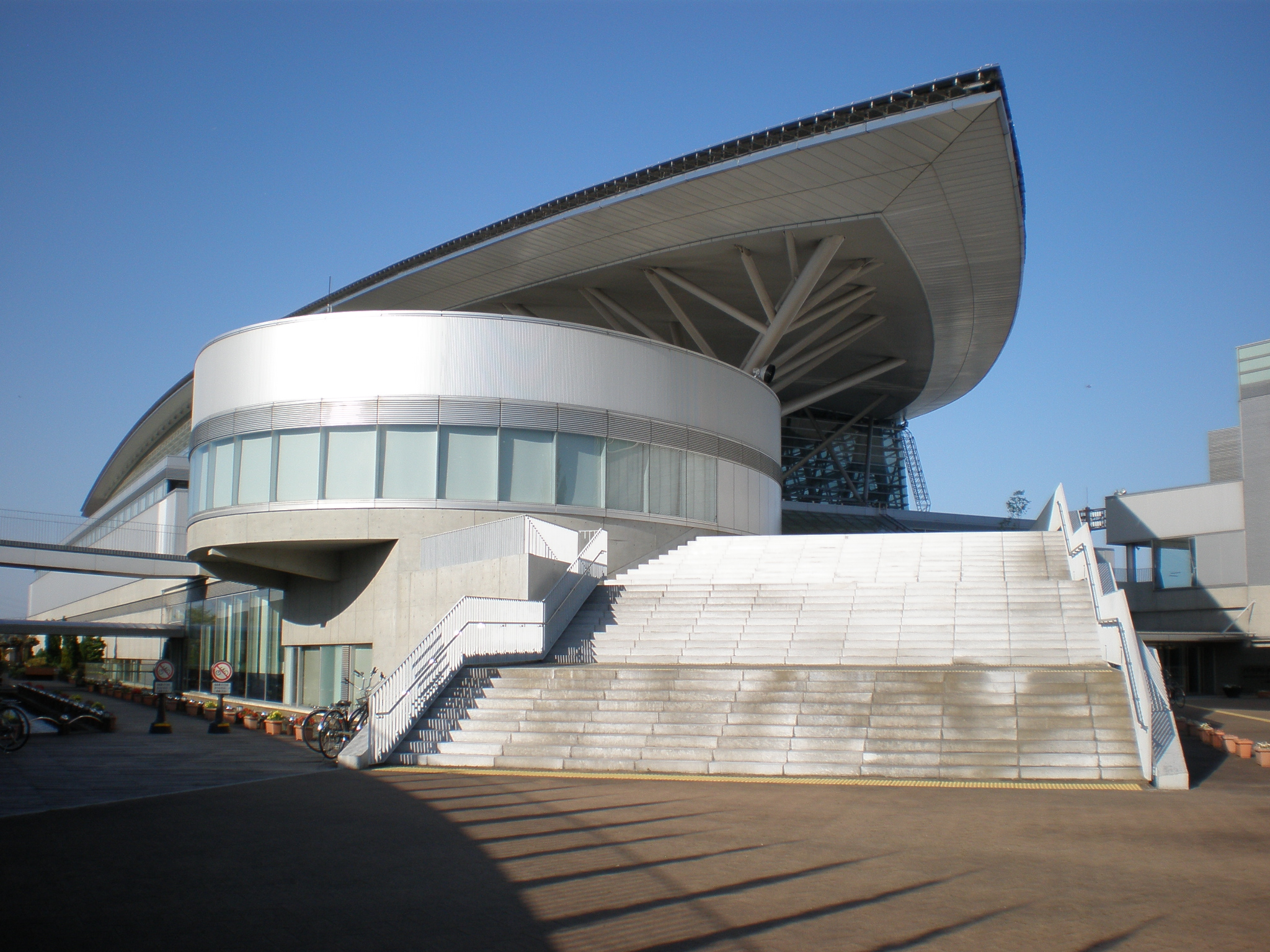
パークアリーナ小牧

### 警察
本部
- 愛知県警察 小牧警察署
- 愛知県警察 機動隊（大字下末）

交番
- 岩崎交番（大字岩崎）
- 東田中交番（大字東田中）
- 桃花台交番（城山1丁目）
- 小牧交番（大字小牧）
- 応時交番（大字北外山）
- 小針交番（下小針中島2丁目）
- 巾下交番（新小木2丁目）

### 消防
本部

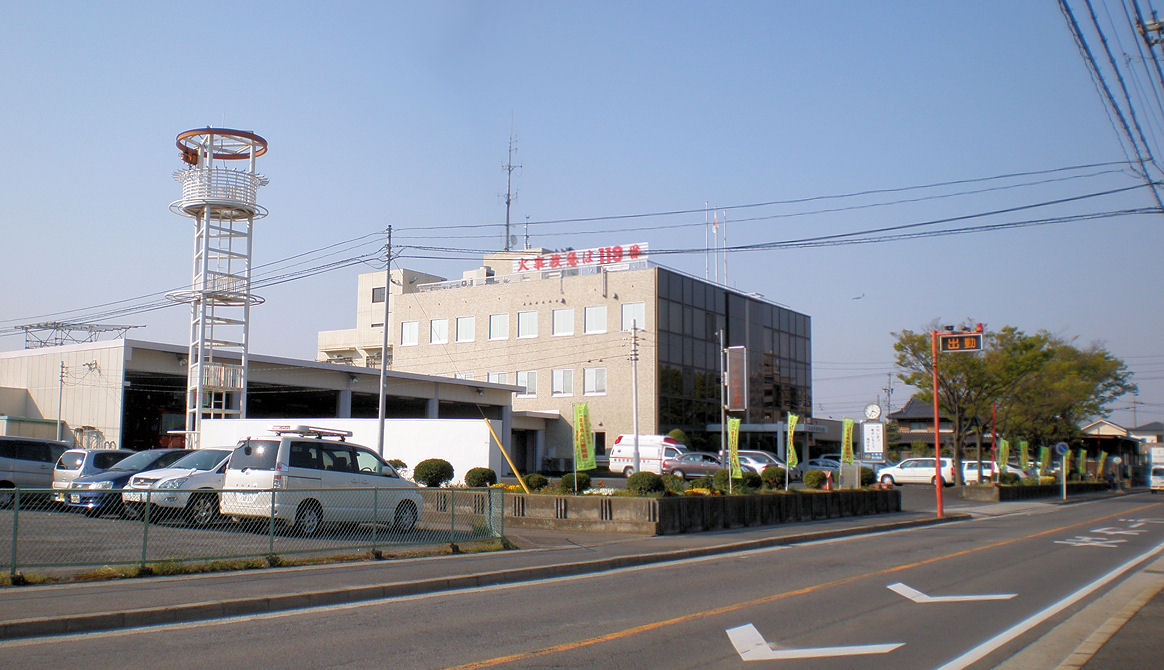
小牧市消防本部（安田町119番地）
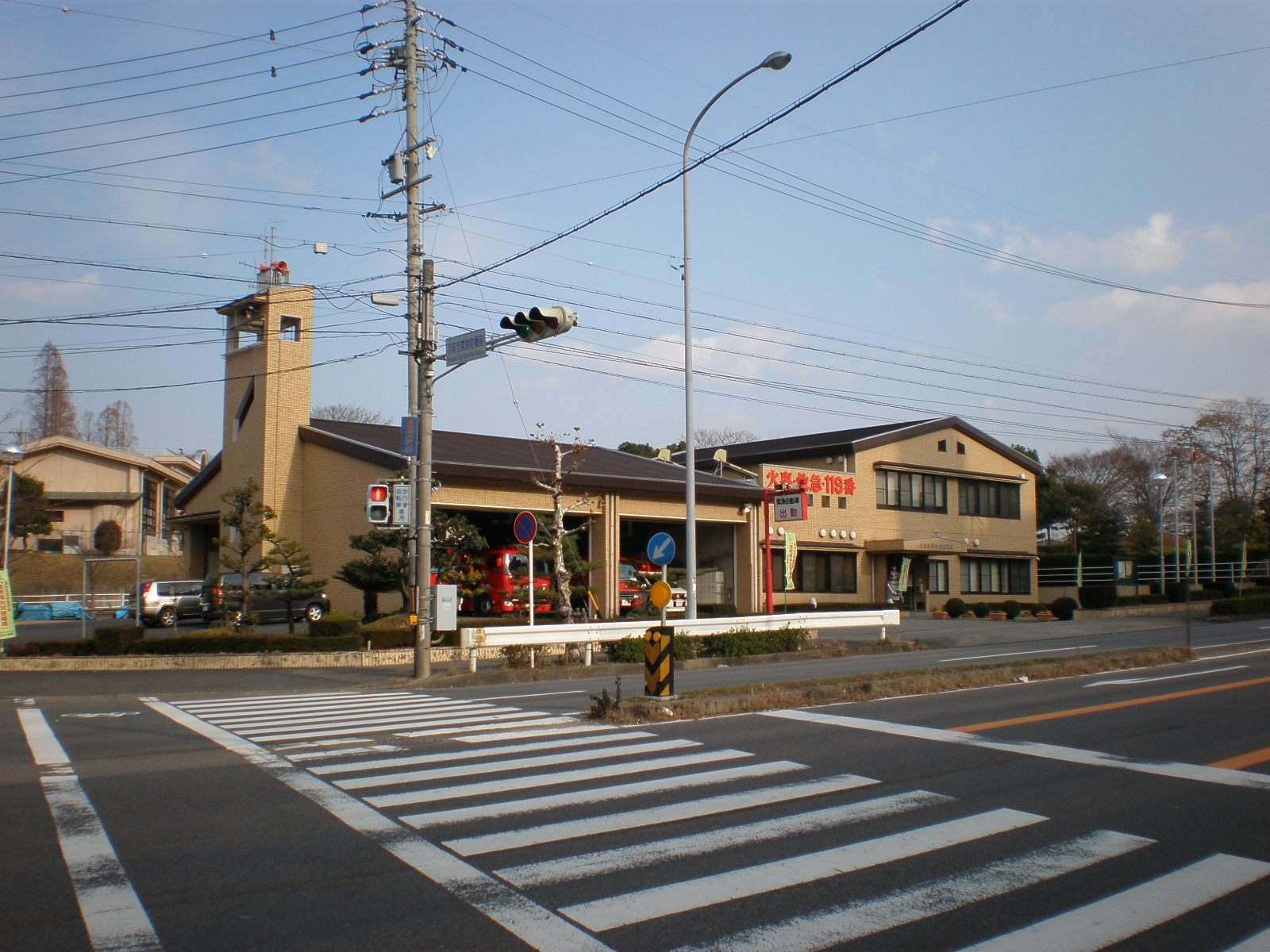
小牧市消防署東出張所
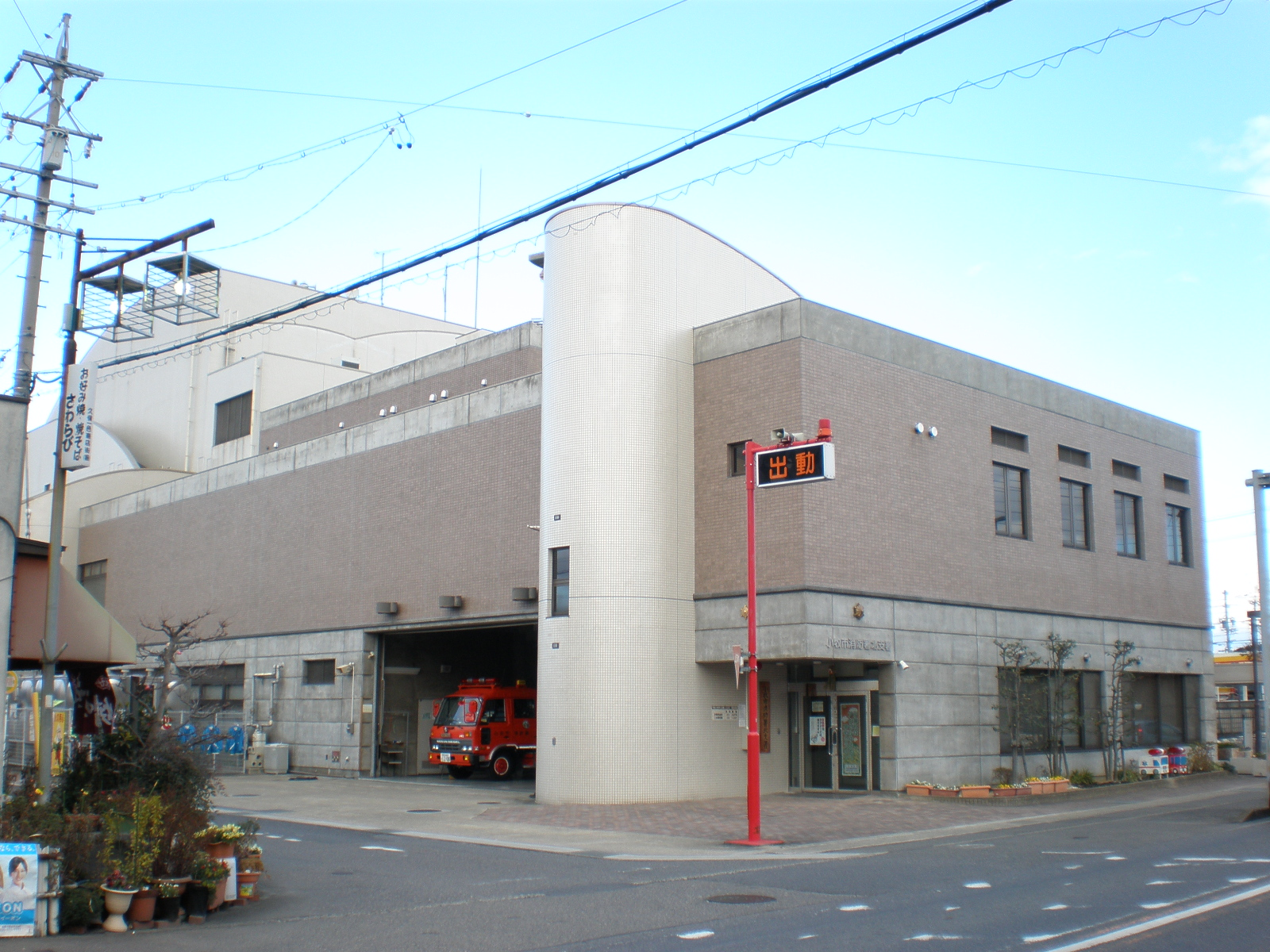
小牧市消防署北出張所

消防署等
- 小牧市消防署（本部に併設）
  - 小牧東支署（大字池之内3428-2）
  - 小牧南支署（下小針中島2丁目130）
  - 小牧北支署（久保新町60）

- 小牧市消防本部
- 小牧市消防署東出張所
- 小牧市消防署北出張所

### 医療
3次救急の小牧市民病院ほか、市内には、合計127か所の病院・診療所がある。
主な医療施設
- いわざき授産所
- 小牧市民病院
- 小牧第一病院
- 本庄授産所

### 交流施設

#### 公民館
- 小牧市市民会館・公民館 - プロのオーケストラの中部フィルハーモニー交響楽団が本拠地としており、事務局が所在する。
- 小牧市味岡市民センター
- 小牧市東部市民センター
- 小牧市西部コミュニティセンター
- 小牧市南部コミュニティセンター・小牧南児童館
- 小牧市北里市民センター
- 小牧中部公民館

#### 勤労会館
- 小牧勤労センター
- 中部職業能力開発促進センター

### 文化施設

#### 図書館
公立図書館は5箇所ある。
- 小牧市立図書館
  - 小牧市中央図書館
  - 東部市民センター図書室
  - 北里市民センター図書室
  - 味岡市民センター図書室
- 小牧市えほん図書館（たぶのきランドよむよむ）

### 郵便局
- 小牧郵便局（ゆうちょ銀行小牧店）
- 味岡郵便局
- 大草簡易郵便局
- 小牧池之内郵便局
- 小牧岩崎郵便局
- 小牧大城郵便局
- 小牧春日寺郵便局
- 小牧上新町郵便局
- 小牧北里郵便局
- 小牧北外山郵便局
- 小牧古雅郵便局
- 小牧桃花台郵便局
- 小牧東田中郵便局
- 小牧藤島郵便局
- 小牧山西郵便局
- 造形大学前簡易郵便局

### 運動施設
パークアリーナ小牧は2008年までフットサルクラブの名古屋オーシャンズのホームアリーナとして利用された。
- 小牧市スポーツ公園 - 小牧市が整備している、スポーツ関連の施設が集まった公園。
  - パークアリーナ小牧 - 小牧市スポーツ公園内にある大きな屋内スポーツ施設。体育館やスポーツジムなどがある。
- 小牧市総合運動場
  - 小牧市総合運動場野球場（小牧市民球場）
- 市民四季の森 - 東部にある総合公園。パークゴルフ場、ディスクゴルフ場、人工芝のそりすべりなどがある。
- 小牧勤労センター
- 小牧市温水プール - 隣接するゴミ処理施設から出る廃熱を利用している
- 小牧市南スポーツセンター - プール、グラウンド、武道館がある
- 鷹ヶ池フィッシング場 - 小牧市が運営している農業用のため池兼釣り場。利用料金は無料。釣った魚の持ち帰りは禁止されている。
- 尾張広域緑道 - 春日井市から犬山市まで整備された、遊歩道兼サイクリングロード。
  - フレッシュパーク - 尾張広域緑道の拠点として建設された、スポーツ関連の施設。スポーツジムやディスクゴルフ場などがある。
- スケートパーク川西 - スケートボード、インラインスケート、BMXなどを楽しむための専用施設。
- 大輪体育館
- ワールドウィング小牧
- さかき運動場

### その他
- 小牧市市民菜園

## 対外関係

### 姉妹都市・提携都市
小牧市国際交流協会などが組織されるなど、市民の外国との交流や市内在住外国人との交流を支援など積極的に行われている。

#### 海外
姉妹都市
| 都市名           | 国名           | 地域名     | 提携年月日                |
| ---------------- | -------------- | ---------- | ------------------------- |
| ワイアンドット市 | アメリカ合衆国 | ミシガン州 | 1963年（昭和38年）3月22日 |

友好都市
| 都市名     | 国名           | 地域名       | 提携年月日                 |
| ---------- | -------------- | ------------ | -------------------------- |
| 安養市     | 大韓民国       | 京畿道       | 1979年（昭和54年）8月      |
| グラント郡 | アメリカ合衆国 | ワシントン州 | 2019年（令和元年）12月18日 |

フレンドシップ相手国
2005年に開催された愛知万博で、愛知県内の市町村（名古屋市を除く）が120の万博公式参加国をそれぞれ「一市町村一国フレンドシップ事業」としてフレンドシップ相手国として迎え入れた。
- エクアドル共和国
- タンザニア連合共和国

#### 国内
友好都市
| 都市名       | 地方名 | 都道府県名     | 提携年月日                 |
| ------------ | ------ | -------------- | -------------------------- |
| 二海郡八雲町 | 北海道 | 渡島総合振興局 | 1986年（昭和61年）10月24日 |

八雲に入植した尾張徳川家の旧領との縁により友好都市提携調印（かつて尾張徳川家は小牧に広大な山林を有していた）。
災害時応援協定
| 都市名       | 地方名   | 都道府県名     | 提携年月日                 |
| ------------ | -------- | -------------- | -------------------------- |
| 二海郡八雲町 | 北海道   | 渡島総合振興局 | 2011年（平成23年）7月1日   |
| 松戸市       | 関東地方 | 千葉県         | 2012年（平成24年）2月3日   |
| 菊川市       | 中部地方 | 静岡県         | 2013年（平成25年）11月18日 |
| 東松島市     | 東北地方 | 宮城県         | 2014年（平成26年）2月3日   |
| 南国市       | 四国地方 | 高知県         | 2014年（平成26年）7月1日   |
| 出雲市       | 中国地方 | 島根県         | 2016年（平成28年）4月28日  |

その他
- 織田信長サミット
織田信長との関係が深い市町および関係を大切にしている市町の集まりに参加している。
- 外国人集住都市会議
静岡県浜松市が中心に呼びかけ、日本国内の外国人が多く住む街の自治体や国際交流協会などが集まり、外国人住民が多数居住する都市の行政と地域の国際交流のために設立された組織。

### 姉妹空港・提携空港
市内の一部にある県営名古屋空港は、アメリカ合衆国ワシントン州のモーゼスレイク市にあるグラント郡国際空港と姉妹空港提携をおこなっている。
| 空港名             | 国名           | 地域名                        | 提携年月日                                              |
| ------------------ | -------------- | ----------------------------- | ------------------------------------------------------- |
| グラント郡国際空港 | アメリカ合衆国 | ワシントン州 モーゼスレイク市 | 2016年（平成28年）10月18日 県営名古屋空港と姉妹提携調印 |

## 経済

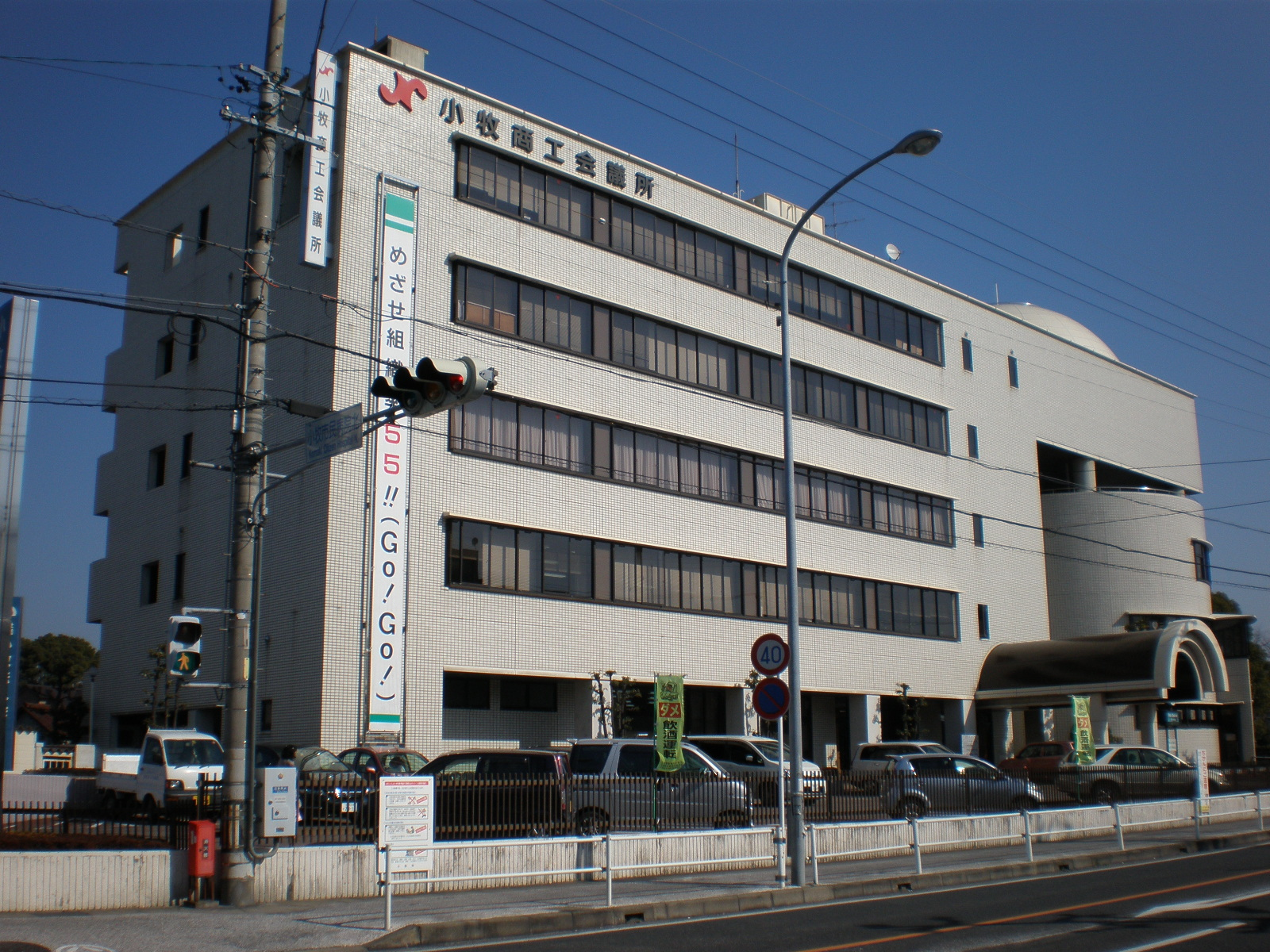
小牧商工会議所

かつては「小牧菜どころ米どころ」と言われ、桃や米作りなどの農業が盛んな田園都市であった。東名高速道路・名神高速道路・中央自動車道の三大ハイウェイ結節点と言う立地条件にも恵まれ､それに加えて名古屋高速道路小牧線が小牧ICに接続し、国道などの道路網が整備されると、大都市である名古屋市の北郊にある立地条件などから、交通の要所として近隣の一宮市や春日井市などと共に内陸工業都市へと発展した。近年は積極的に物流拠点や工場誘致を行い、多くの企業が進出している。		

### 第一次産業

#### 農業
- 米 - あいちのかおりなど
- 桃 - 篠岡地区で盛んである。

#### 畜産業
養鶏業
- 名古屋コーチン - 日本三大地鶏の1つである「名古屋コーチン」は、市東部の池之内の発祥として知られ、小牧駅前には名古屋コーチンの像が設置されている。また、現在でも市東部の養鶏場で飼育されている。

### 第二次産業

#### 工業
主な工場
- 足立ライト工業所
- 極東開発工業名古屋工場
- 三友工業本社
- CKD本社
- 住友理工本社
- 太平製作所本社
- ダイフク小牧事業所
- 東名化学工業小牧工場
- 名古屋ダイヤモンド工業
- 野田スクリーン
- 日本ガイシ小牧事業所
- 日本特殊陶業小牧工場
- ホウトク本社
- 三菱重工業名古屋誘導推進システム製作所
- 三菱重工航空エンジン
- チェリオ中部

### 第三次産業

#### 商業
主な商業施設
- MEGAドン・キホーテUNY小牧店
- ピアーレ
  - MEGAドン・キホーテUNY桃花台店
- イオン小牧店
- エディオン小牧店
- カインズ小牧店
- キンブル小牧店
- ケーズデンキ小牧店
- サンコート桃花台
- 清水屋小牧店
- ジョーシン小牧店
- 西友味岡店・藤島店
- TOMEI MOTORS
- ナフコ不二屋桃花台店・小牧二重堀店
- ハードオフ小牧店
- バロー小牧岩崎店
- パワーズセンター小牧
- ピエスタ
- フィール小牧店
- フィットハウス小牧店
- ラピオ
- ホームセンターコーナン小牧店
- マックスバリュ小牧堀の内店
- ヤマダデンキテックランドNew小牧店・小牧応時店

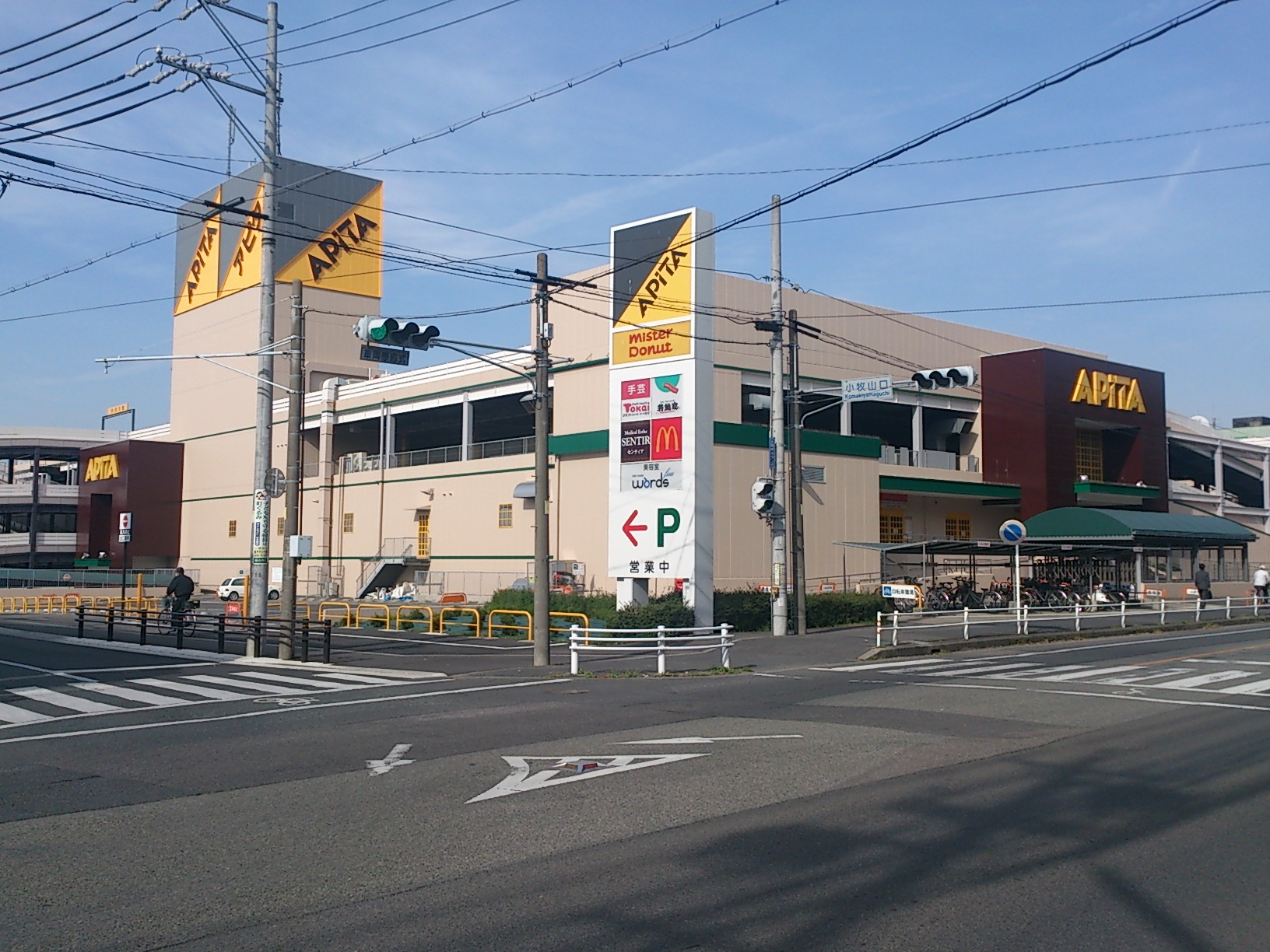
アピタ小牧店（現：MEGAドン・キホーテUNY小牧店）
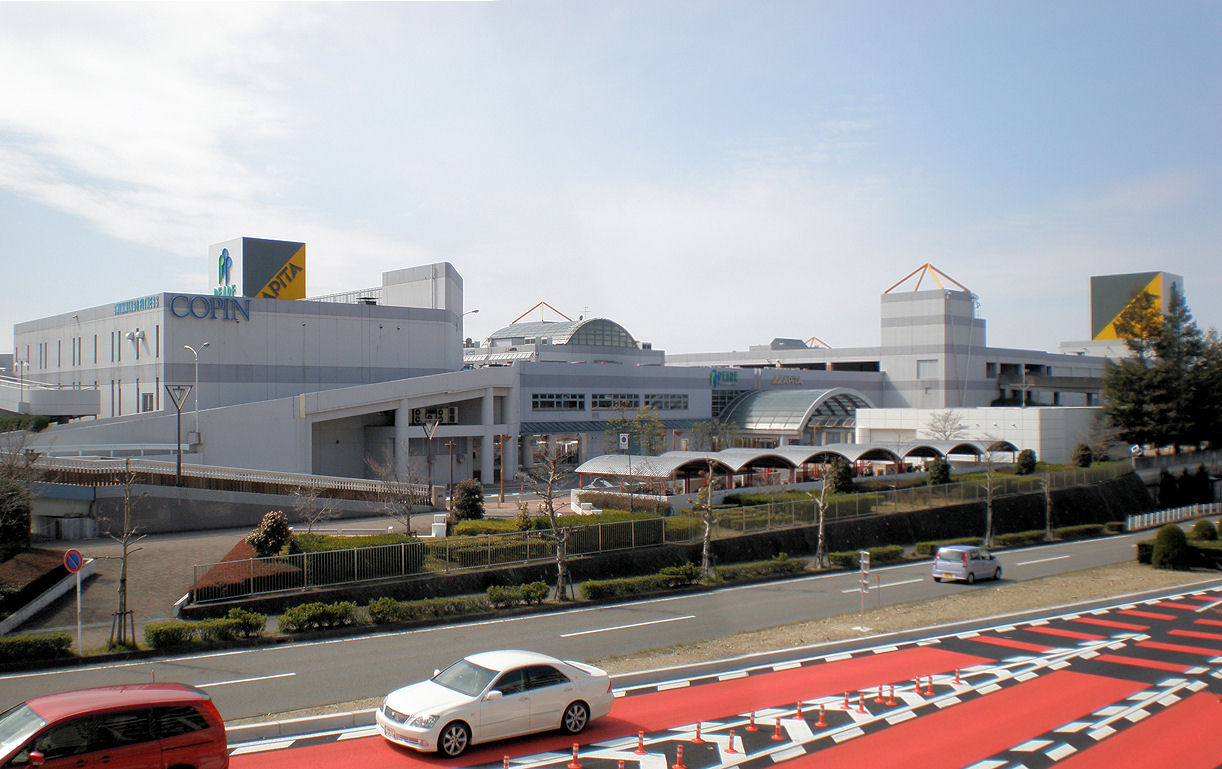
ピアーレ
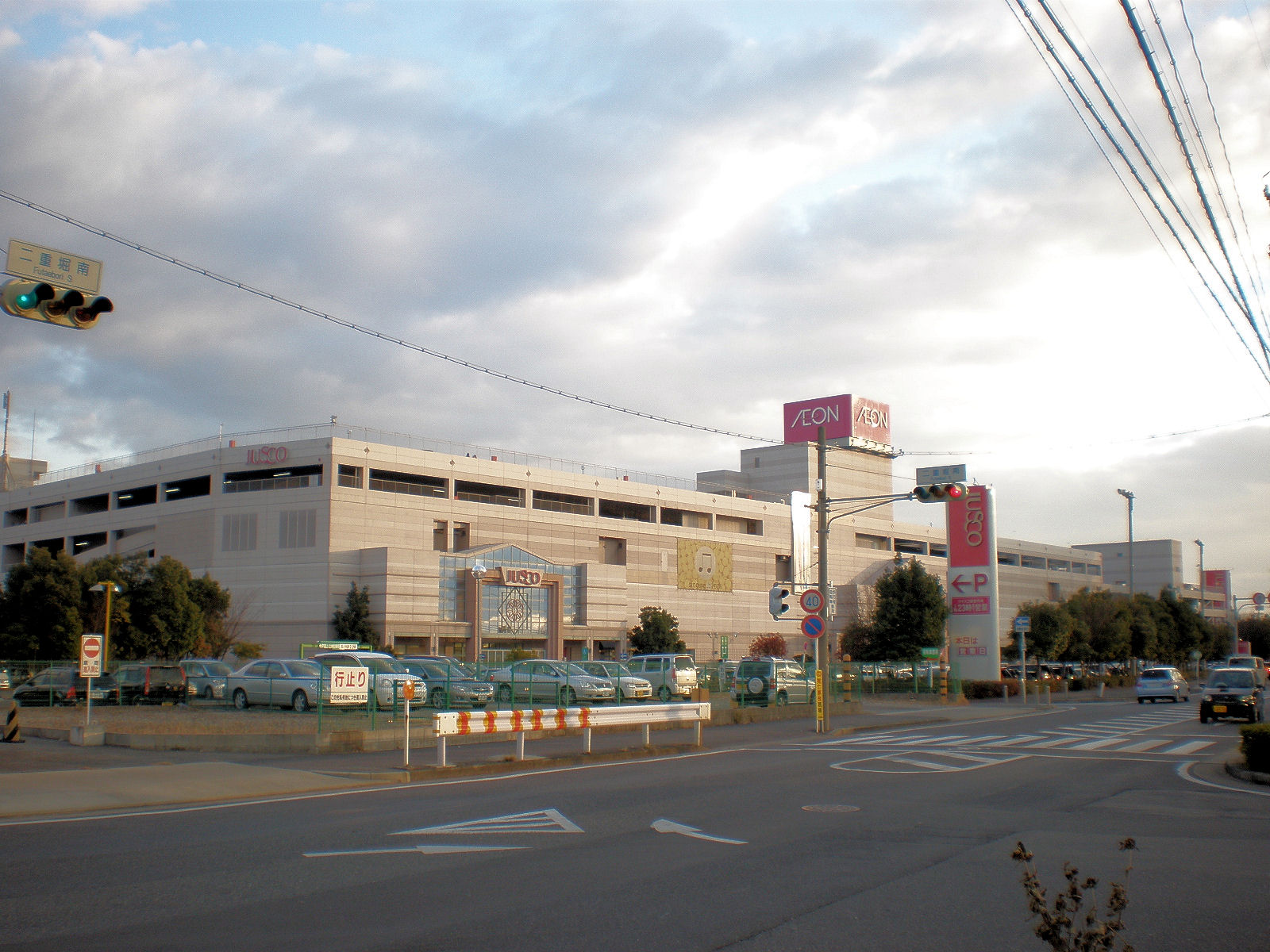
イオン小牧店
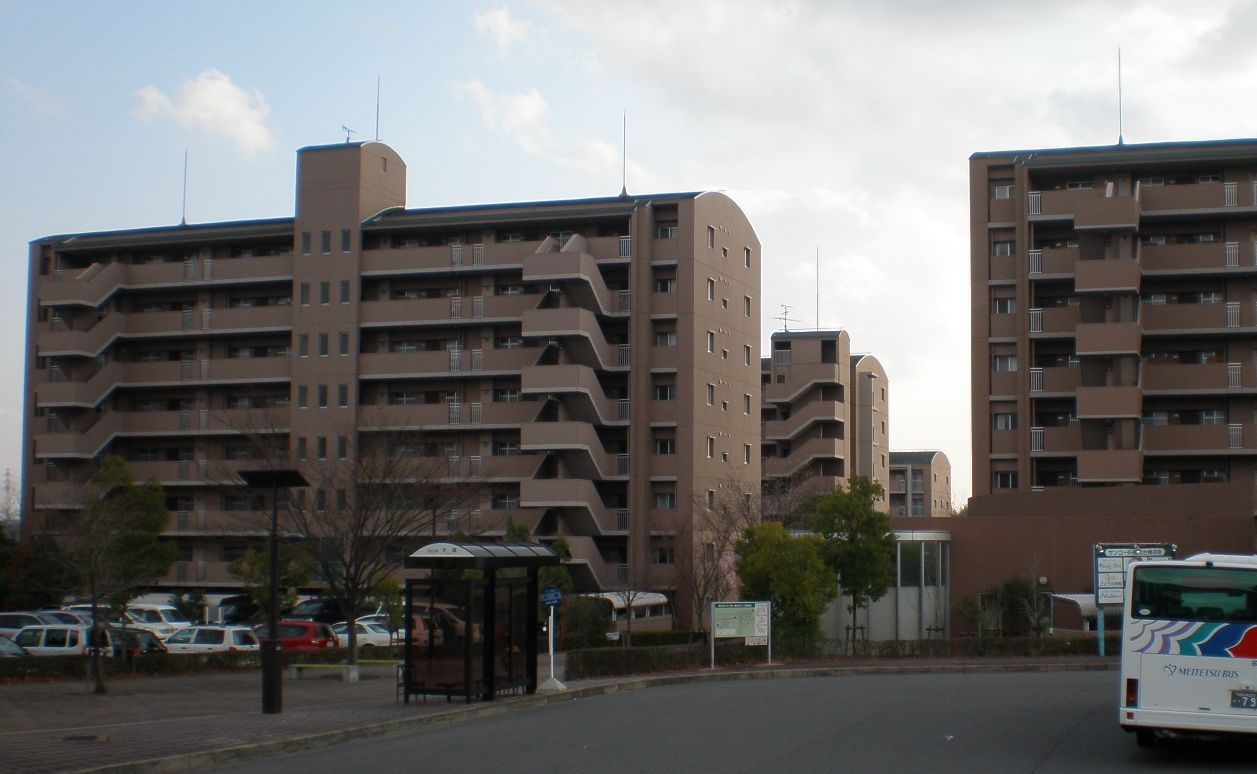
サンコート桃花台
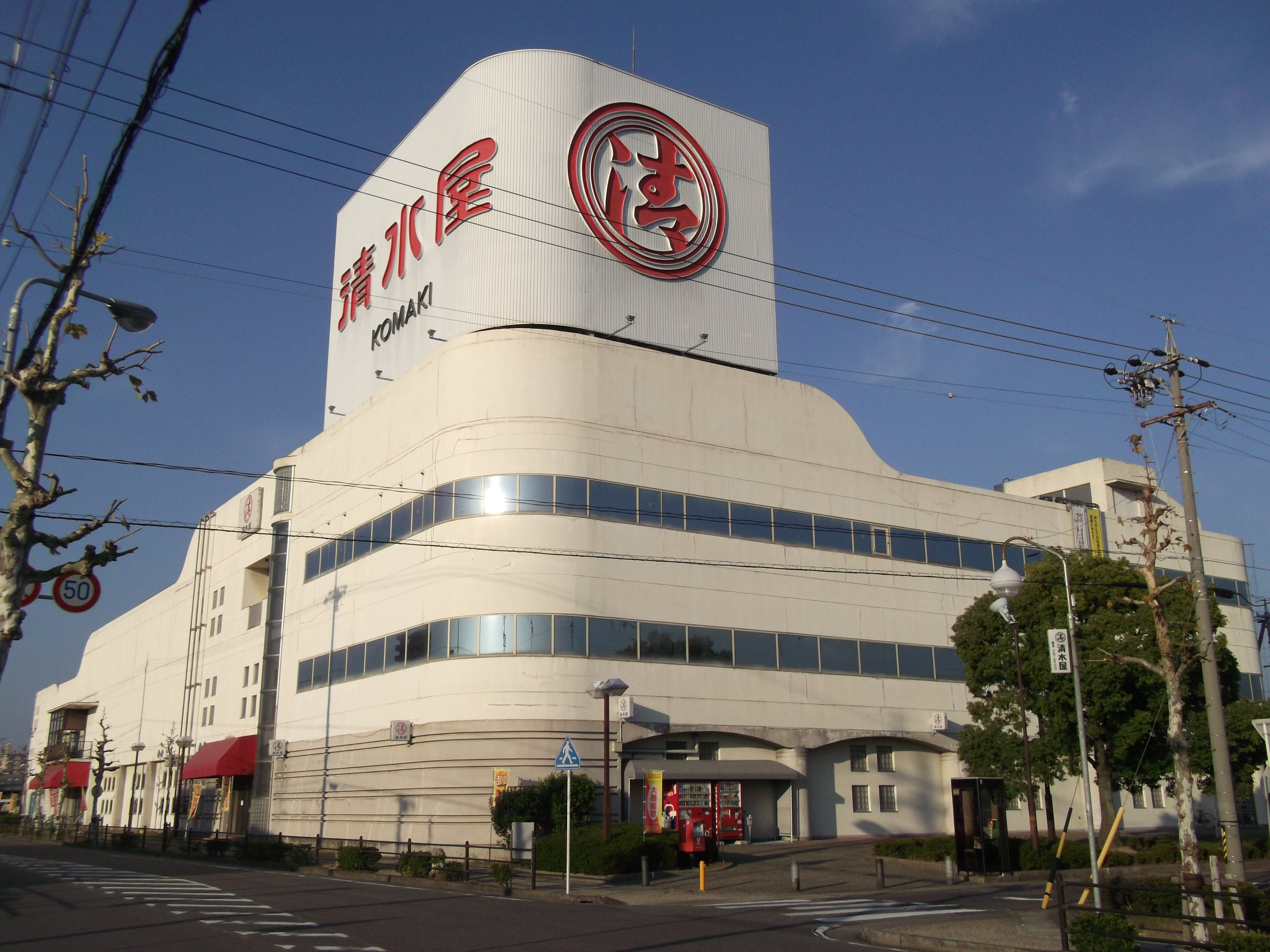
清水屋小牧店
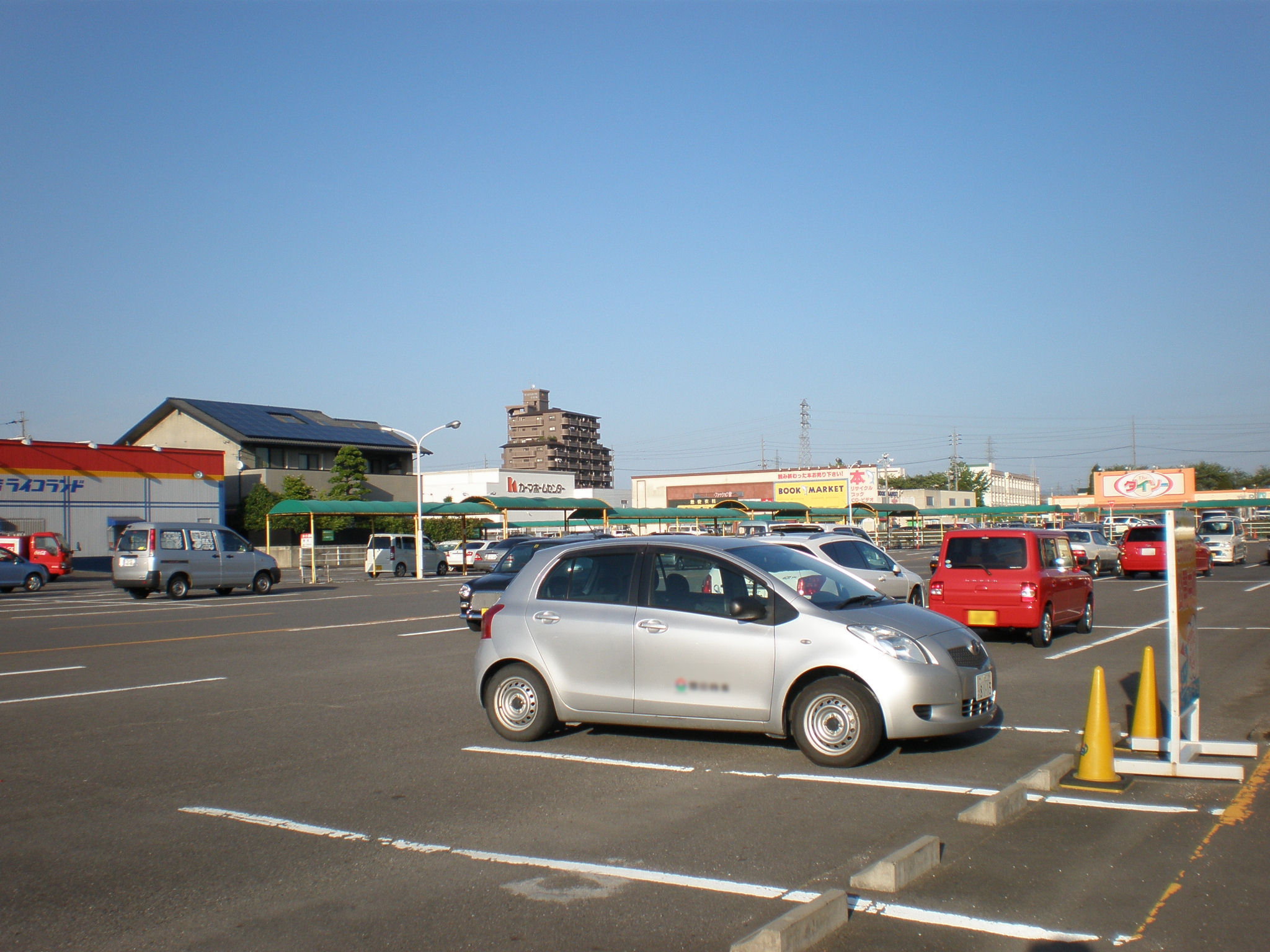
パワーズセンター小牧
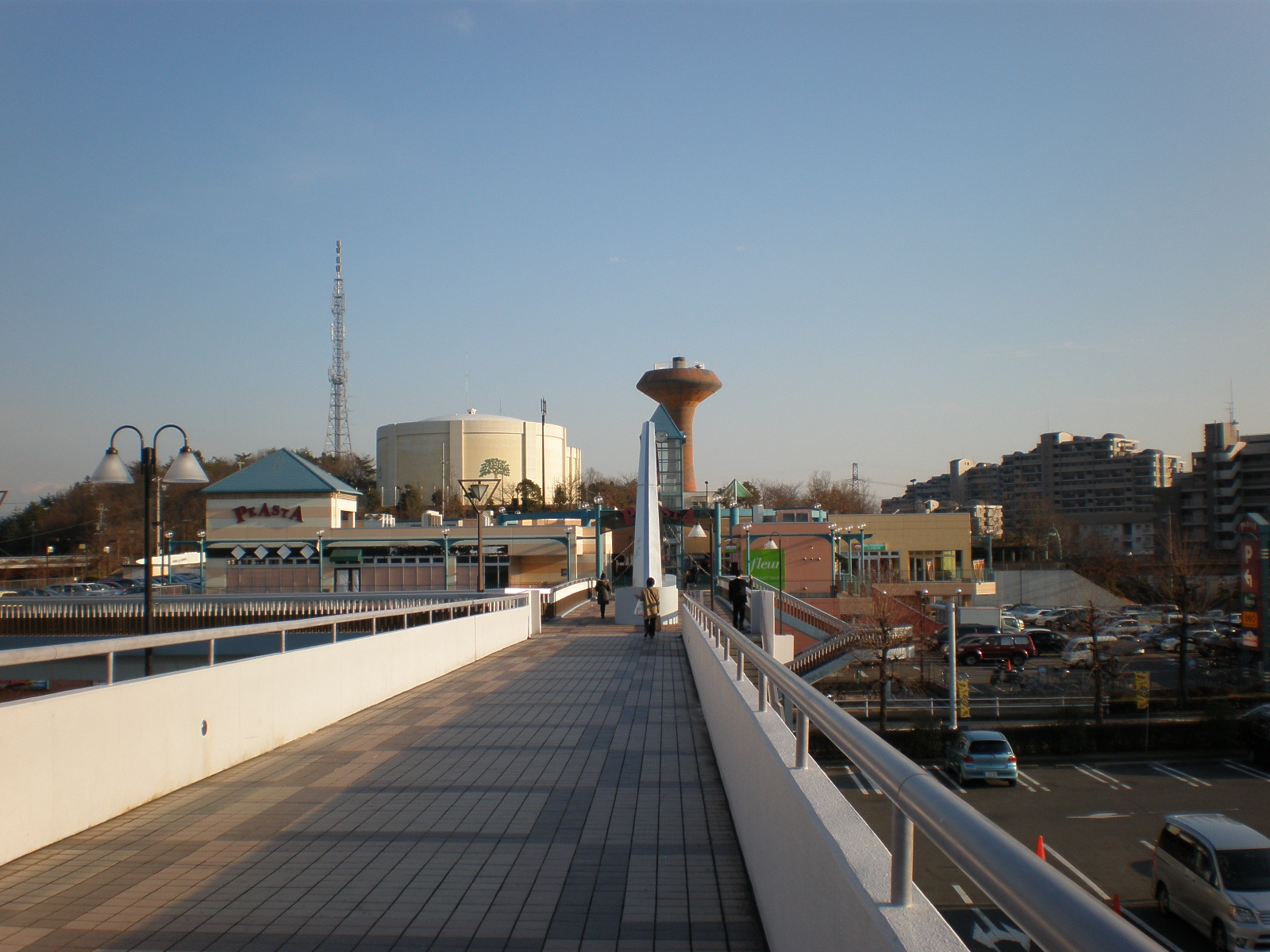
ピエスタ
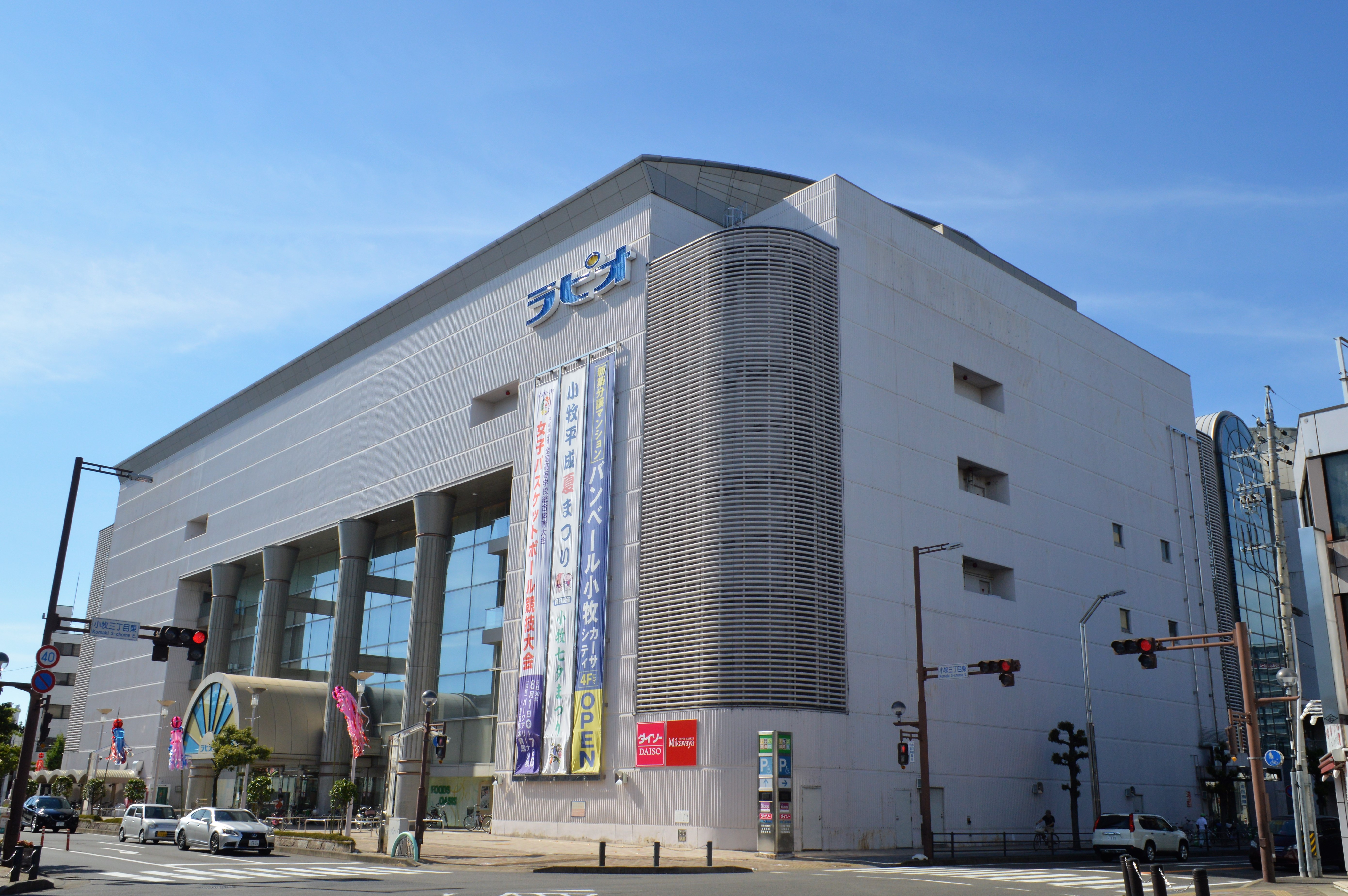
ラピオ

### 本社を置く企業
上場企業
- コモ
- 佐藤食品工業
- santec
- シーケーディ
- 住友理工
- 太平製作所
- ツノダ
- 日本電産モビリティ
- 野田スクリーン
- ホウトク

その他の主な企業
- 愛知ヨーク
- 愛知陸運
- あおい交通
- コロナグループ
- 東春信用金庫
- 藤一番
- 松永製菓 - しるこサンドで知られる製菓会社

### 拠点を置く企業
主な企業
- 極東開発工業名古屋工場
- KYタイル小牧工場
- 佐川急便小牧営業所
- 札幌通運名古屋支社
- 西濃運輸小牧物流センター
- DIC小牧工場
- ニチレイロジスティクス東海
- 日本アクセス中部支社
- 日本ガイシ小牧事業所
- 日本クロージャー小牧工場
- 日本通運小牧支店
- 日本特殊陶業小牧工場
- ファニチャードーム小牧配送センター

## 情報・生活

### マスメディア

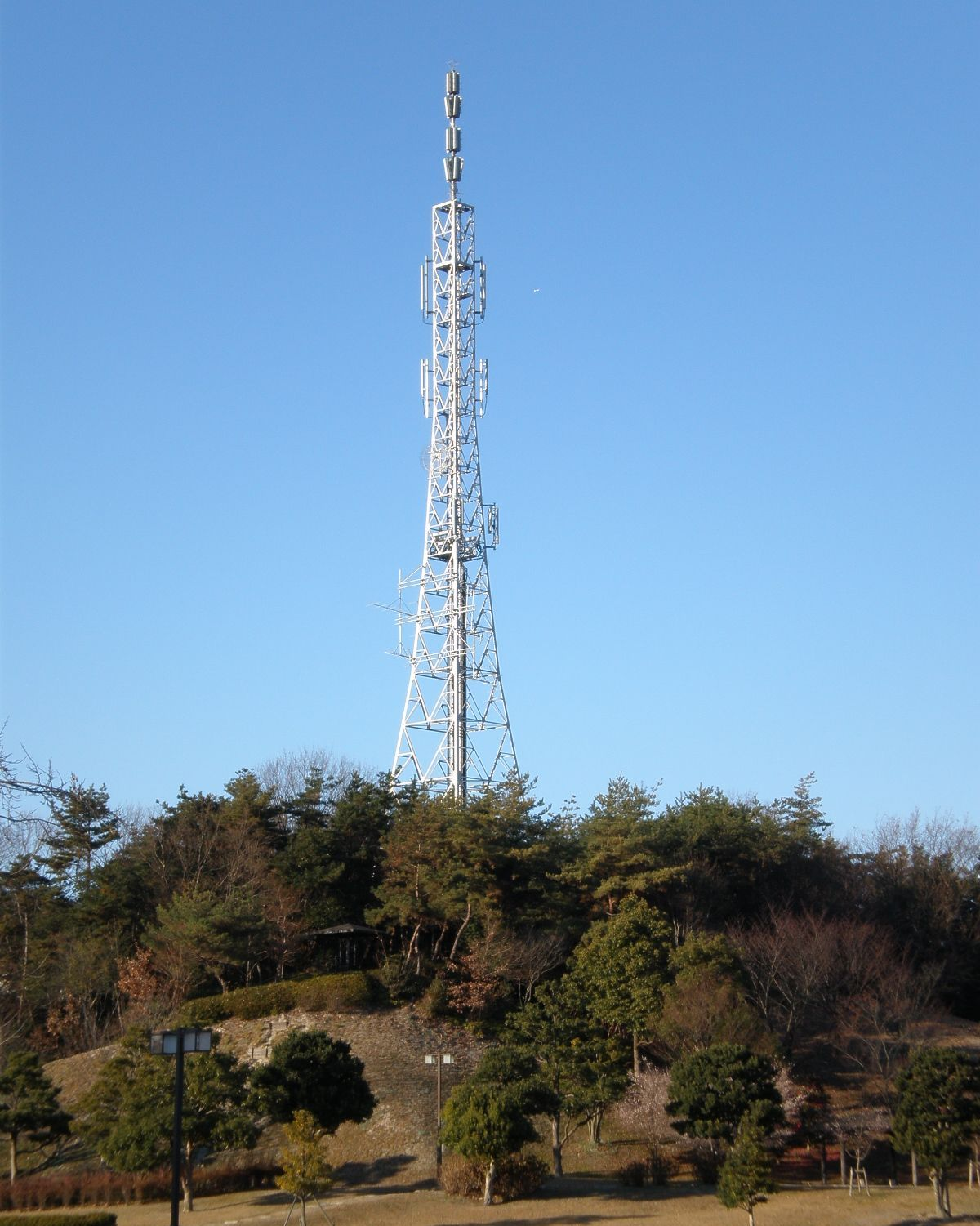
桃花台ニュータウンのランドマークの1つと成っている小牧桃花台テレビ中継局

#### 新聞社
- 中日新聞社 小牧通信局
- 中部経済新聞社 小牧支局
- 読売新聞中部支社
  - 小牧中央専売所
  - 桃花台サービスセンター

#### 放送局
- NHK名古屋放送局 小牧支局

#### 中継局
- 小牧桃花台テレビ中継局（アナログ放送終了により、現在は携帯電話基地局） - 小牧市内では現在はテレビは瀬戸デジタルタワーの電波を受信する。

### ライフライン

#### 電力
- 中部電力パワーグリッド 小牧営業所

#### ガス
- 東邦ガス 小牧営業所[13]

#### 水道
- 小牧市上下水道部

#### 電信
- 西日本電信電話（NTT西日本）- NTT西日本-東海（NTTビジネスソリューションズ）

市外局番
- 市外局番は0568（春日井MA（単位料金区域）に含まれ、春日井市、犬山市、北名古屋市、豊山町、瀬戸市鹿乗町と共通）が市内全域で使われている。

## 教育

### 大学
私立
- 愛知文教大学

### 専修学校
私立
- 愛知中央美容専門学校

### 高等学校
県立
- 愛知県立小牧高等学校
- 愛知県立小牧南高等学校
- 愛知県立小牧工業高等学校（2021年4月より愛知県立小牧工科高等学校）

私立
- 誉高等学校

### 中学校
※市内にある中学校は全て"市立"である。
- 小牧市立小牧中学校
- 小牧市立味岡中学校
- 小牧市立篠岡中学校
- 小牧市立北里中学校
- 小牧市立応時中学校
- 小牧市立岩崎中学校
- 小牧市立桃陵中学校
- 小牧市立小牧西中学校
- 小牧市立光ヶ丘中学校

### 小学校
※市内にある小学校は全て"市立"である。
- 小牧市立小牧小学校
- 小牧市立村中小学校
- 小牧市立小牧南小学校
- 小牧市立三ツ渕小学校
- 小牧市立味岡小学校
- 小牧市立篠岡小学校
- 小牧市立北里小学校
- 小牧市立米野小学校
- 小牧市立一色小学校
- 小牧市立小木小学校
- 小牧市立小牧原小学校
- 小牧市立本庄小学校
- 小牧市立桃ヶ丘小学校
- 小牧市立陶小学校
- 小牧市立光ヶ丘小学校
- 小牧市立大城小学校

### 特別支援学校
県立
- 愛知県立小牧特別支援学校

### インターナショナルスクール
ブラジル学校
- コレジオ・ドン・ボスコ

### 学校教育以外の施設
指定自動車教習所
- 小牧市自動車学校

### 公共職業能力開発施設
職業能力開発校（職業能力開発促進センター）
- 中部職業能力開発促進センター

## 交通

### 空路

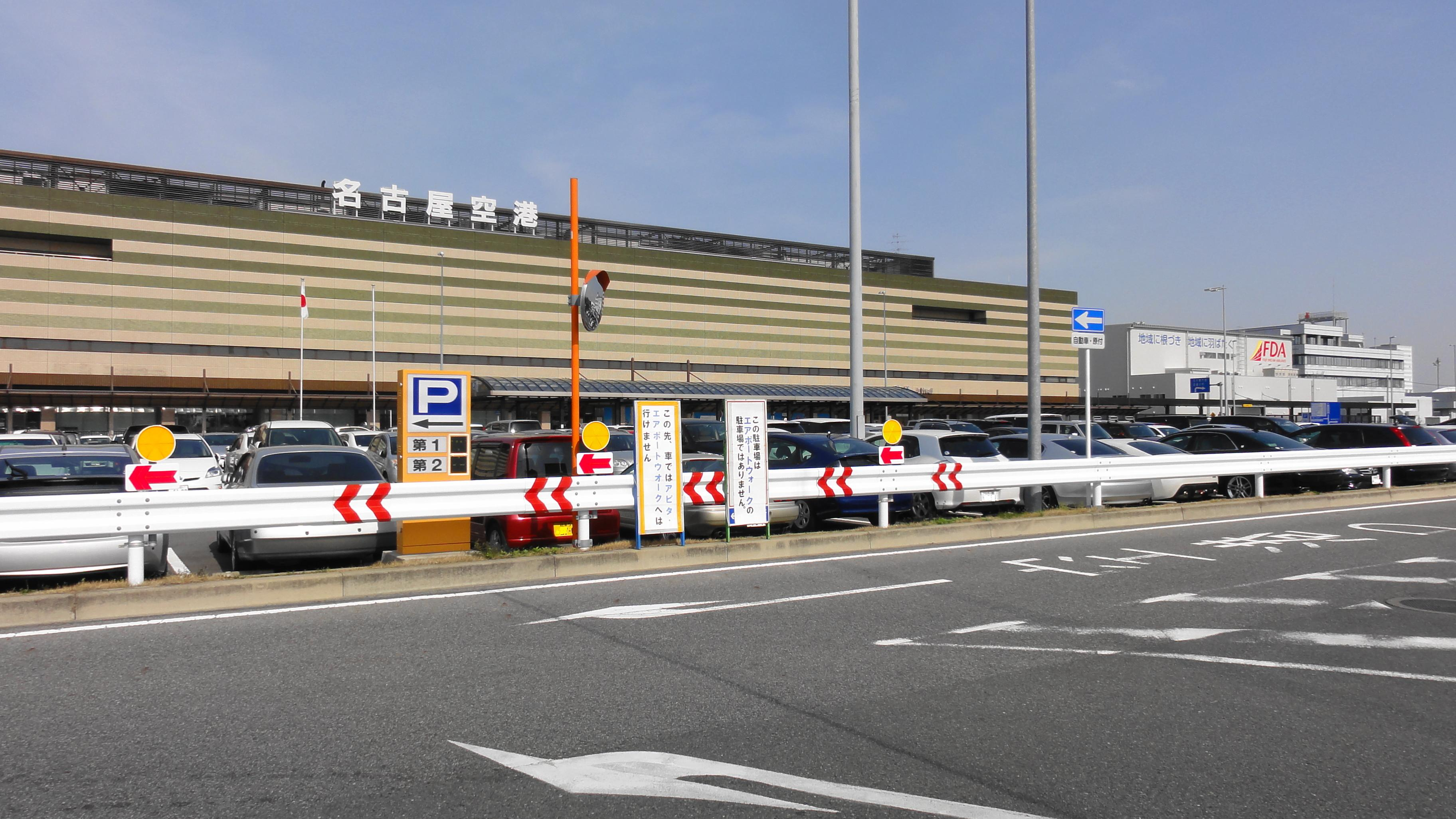
名古屋空港（小牧空港）

#### 空港
県営名古屋空港
- 通称「小牧空港」とも呼ばれるが、搭乗口を含めた空港敷地の大部分は西春日井郡豊山町にある。行政区分上では豊山町、小牧市、春日井市、名古屋市北区の3市1町にまたがっている。

### 鉄道
市の中心となる駅：小牧駅

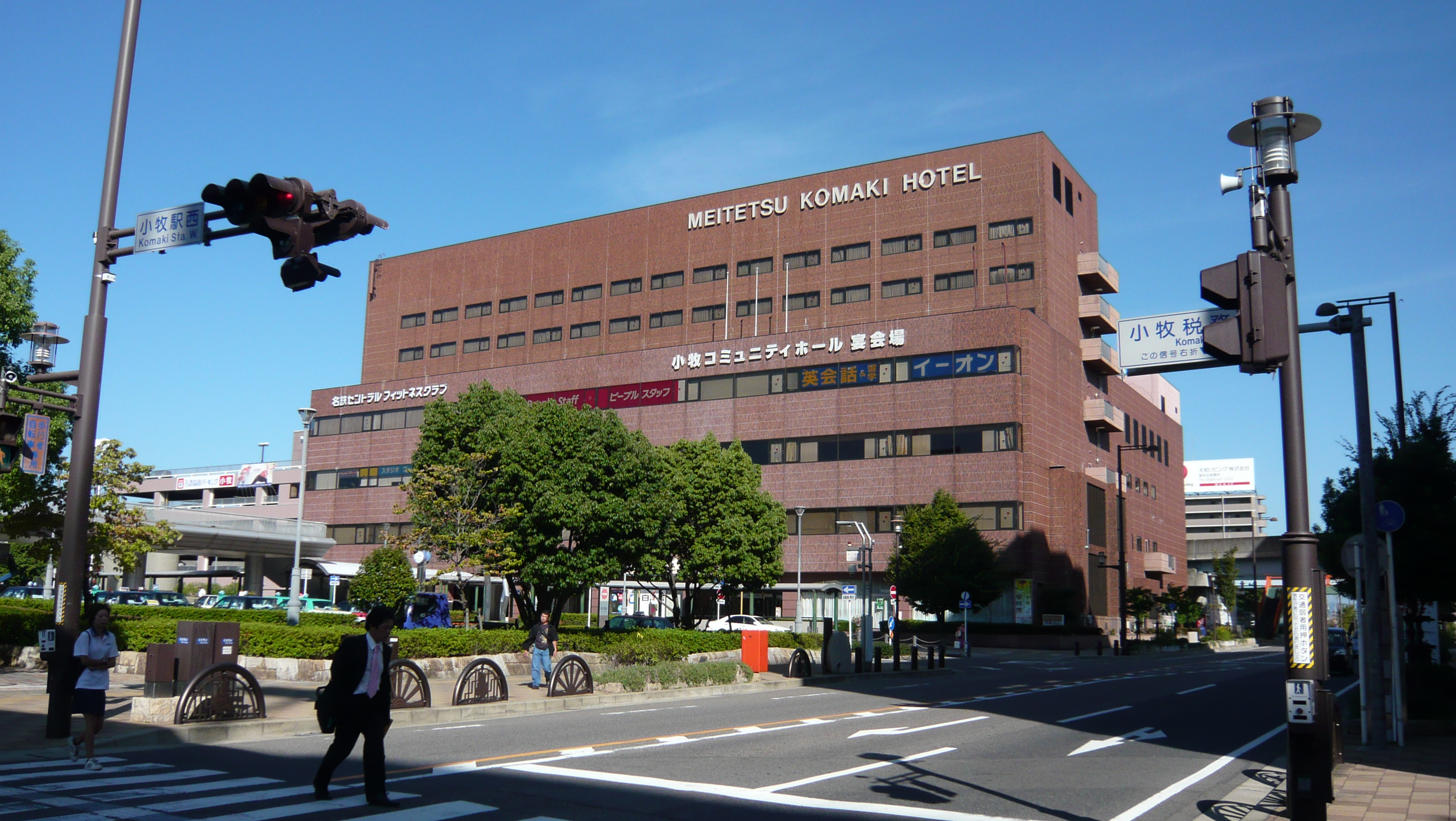
小牧駅

ピーチライナーが廃止された2006年以降、鉄道は市を南北に貫通する名鉄小牧線のみが現存する。東西移動に使える鉄道路線は名鉄岩倉支線の廃止後は存在しない。

#### 鉄道路線
名古屋鉄道（名鉄）
■ 小牧線：小牧口駅 - 小牧駅 - 小牧原駅 - 味岡駅 - 田県神社前駅
- このほか、春日井駅 - 牛山駅間でも市内を通過している。

#### 廃止路線
桃花台新交通（ピーチライナー）
桃花台線：小牧駅 - 小牧原駅 - 東田中駅 - 上末駅 - 桃花台西駅 - 桃花台センター駅 - 桃花台東駅
名古屋鉄道
名鉄岩倉支線：小牧駅 - 西小牧駅 - 小針駅 - 小木駅
名鉄鷹来線

### バス

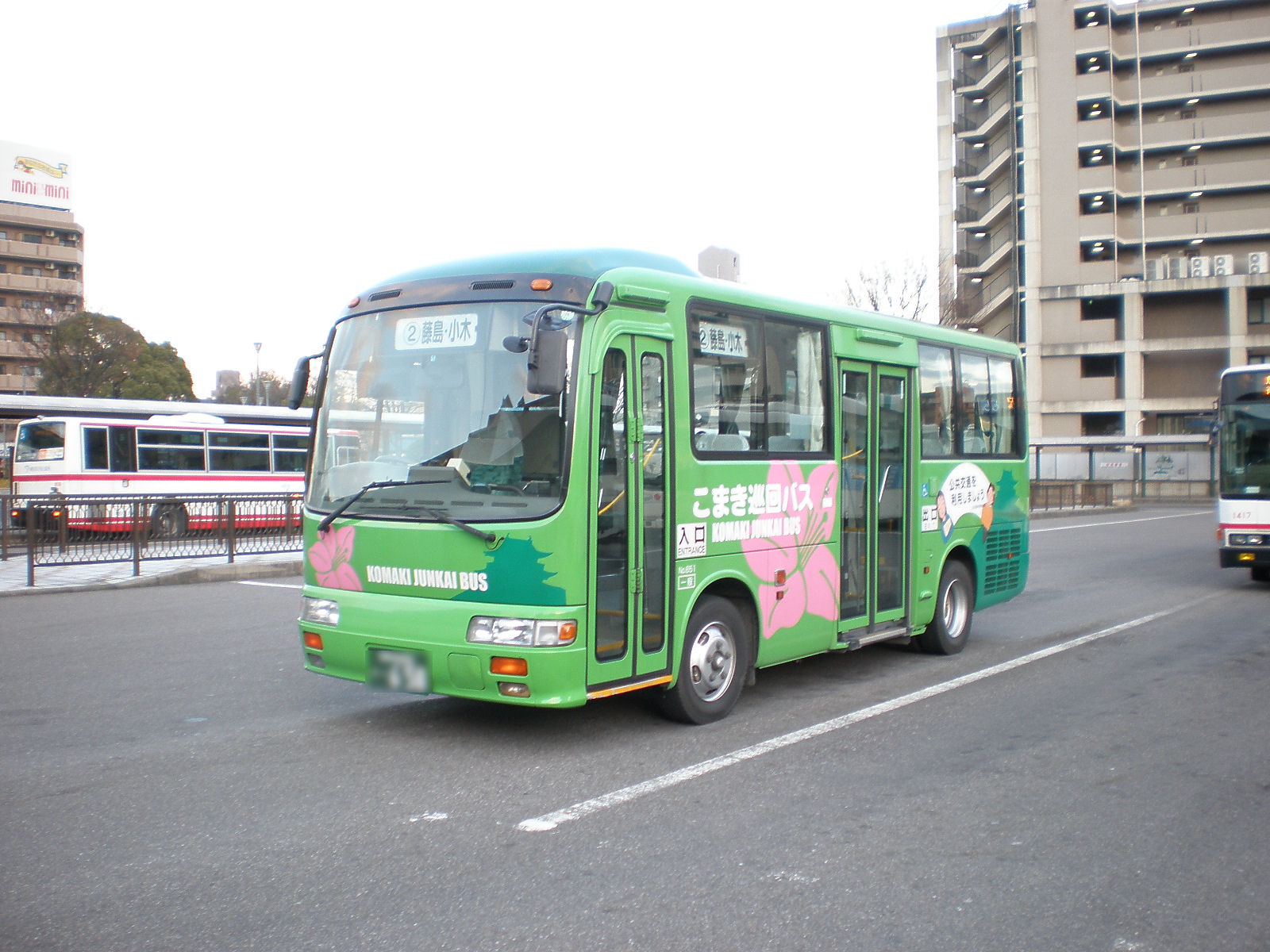
こまき巡回バス

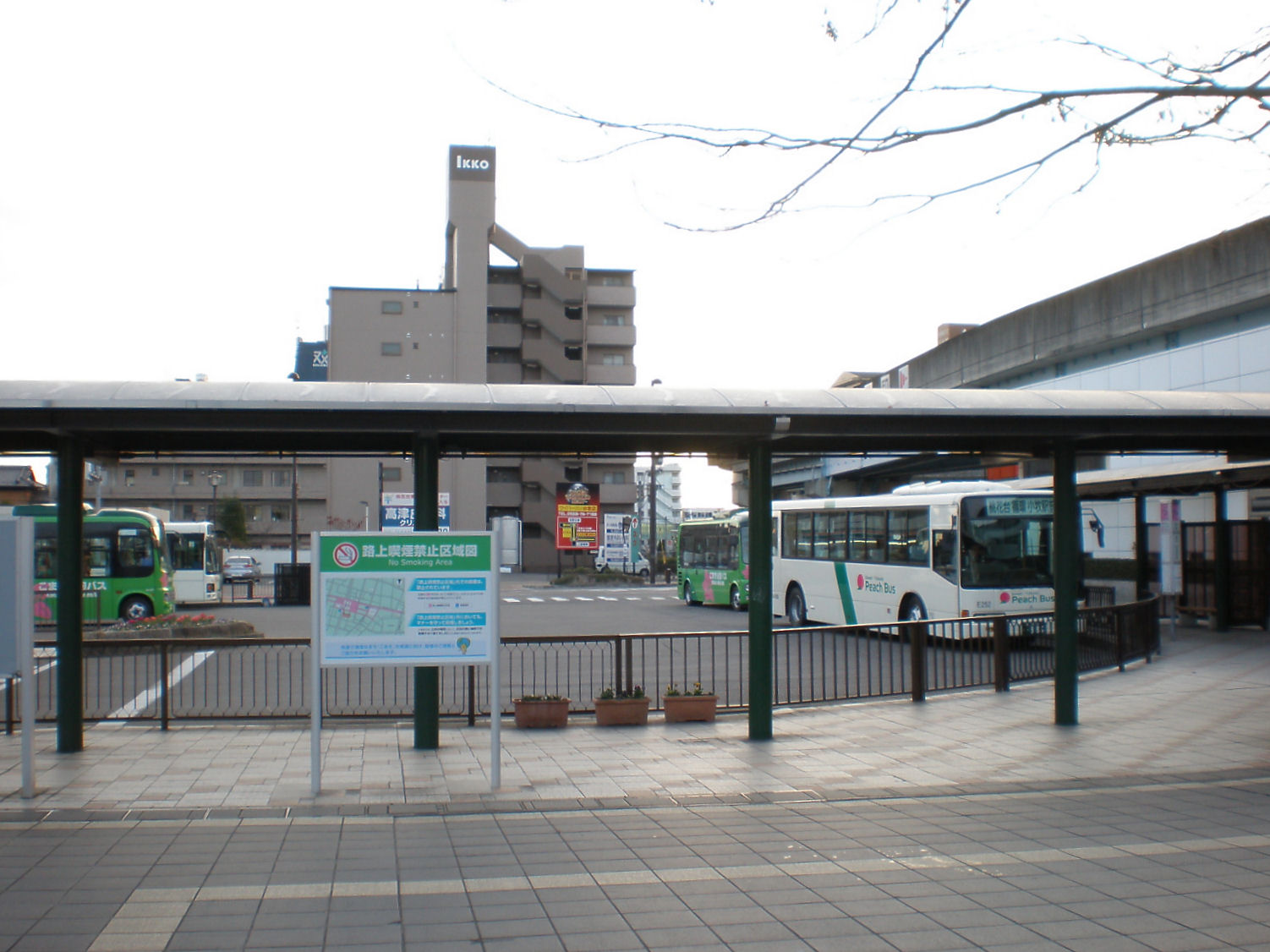
小牧駅バスターミナル

#### 路線バス
市営
- こまき巡回バス - 小牧市があおい交通に運行を委託しているコミュニティバス。コースは全部で23ある。中心部の小牧駅を始発・終着とする幹線系統7本、北部の味岡駅を始発・終着とする幹線系路線3本、中心部の小牧市民病院を始発・終着とする支線系統6本、北部の味岡駅を始発・終着とする支線系統3本、桃花台センターを始発・終着とする支線系統4本から成る。

あおい交通
- 桃花台バス - 小牧市東部にある桃花台ニュータウンと、JR春日井駅を結ぶ路線バス。運行ルートは、時間帯によって異なる。
- ピーチバス - 桃花台ニュータウンと、小牧駅・小牧市役所前までを結ぶ路線バス。桃花台線の代替バスとして、運行が開始された。平日朝とそれ以外の時間帯では、運行ルートが異なる。
- とよやまタウンバス - 豊山町のコミュニティーバス。2つのルートがあり、北ルートの方が小牧市役所前と豊山町を結ぶ。
- 犬山市コミュニティバス - 楽田西部線が小牧市内の田県神社前駅に乗り入れる。

名鉄バス
- 岩倉・小牧線 - 岩倉駅と小牧駅とを結ぶ路線バス。
- 都市間高速バス桃花台線 - 桃花台ニュータウンと名鉄バスセンター・栄方面とを結ぶ高速バスではある。当初は観光バス車両にて行われていたが、現在は一般路線バスからの改造車にて運行されている。その為に同社が運行している他の都市間高速バスと比べて座席が小さく足下が狭い等のクレームも多くなったが、現在は観光バスタイプ車両に戻されている。
- 春日井・桃花台線 - 桃花台ニュータウンとJR春日井駅とを結ぶ路線バス。
- 高蔵寺・桃花台線 - 桃花台ニュータウンと高蔵寺駅とを結ぶ路線バス。

※上記以外にも、高速バスが複数運行されている（詳細は、桃花台バスストップ参照）。

#### 都市間バス
主要停留所
- 小牧駅バスターミナル - 小牧駅前にあるバスターミナル。ここを基点として、市内各方面へと、バス路線が設けられている。
- 桃花台センター停留所 - 桃花台ニュータウンのほぼ中央に位置する停留所。
- 桃花台（または中央道桃花台）停留所 - 中央自動車道上にある高速バスの停留所。

### 道路

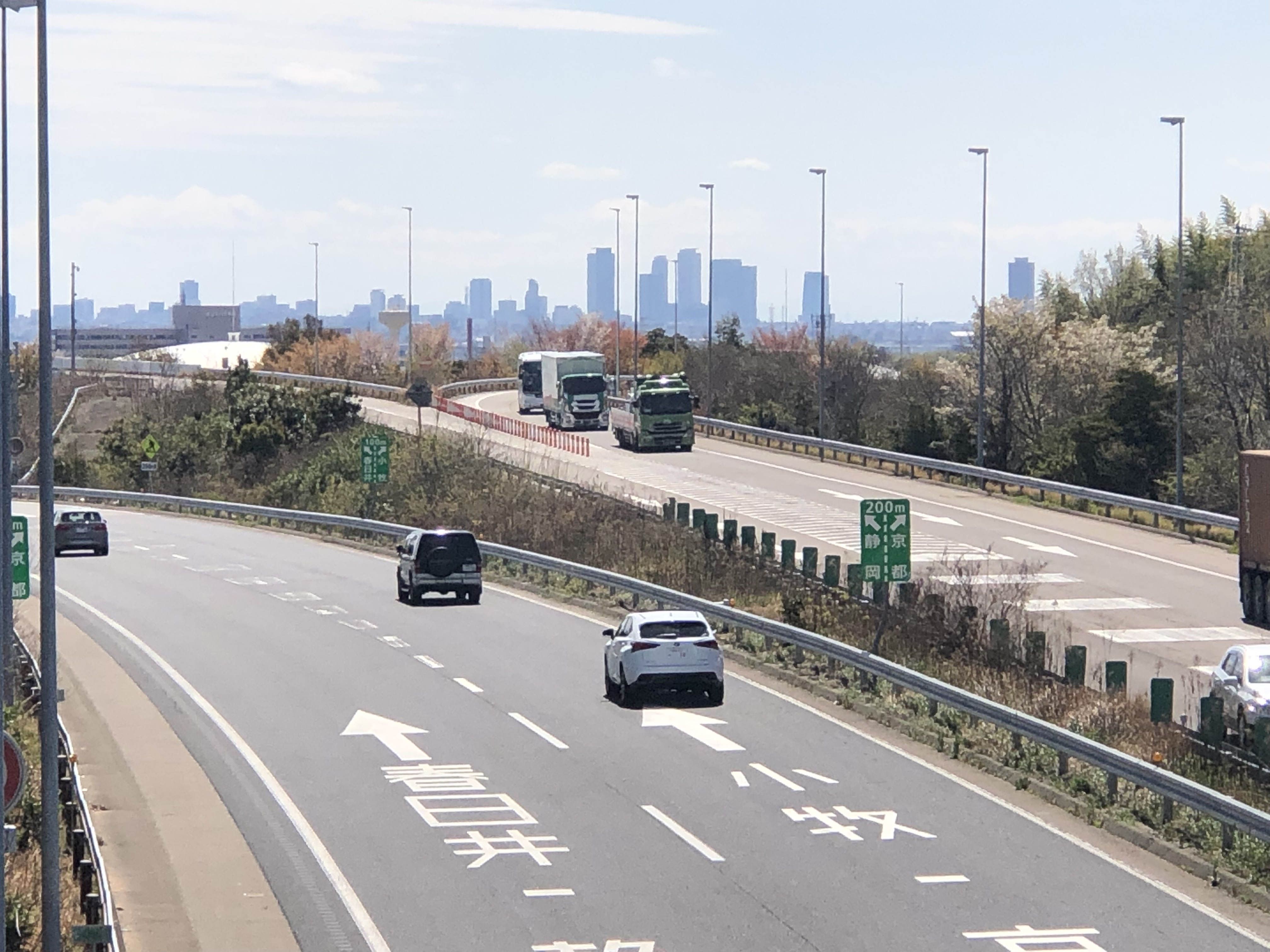
小牧JCT

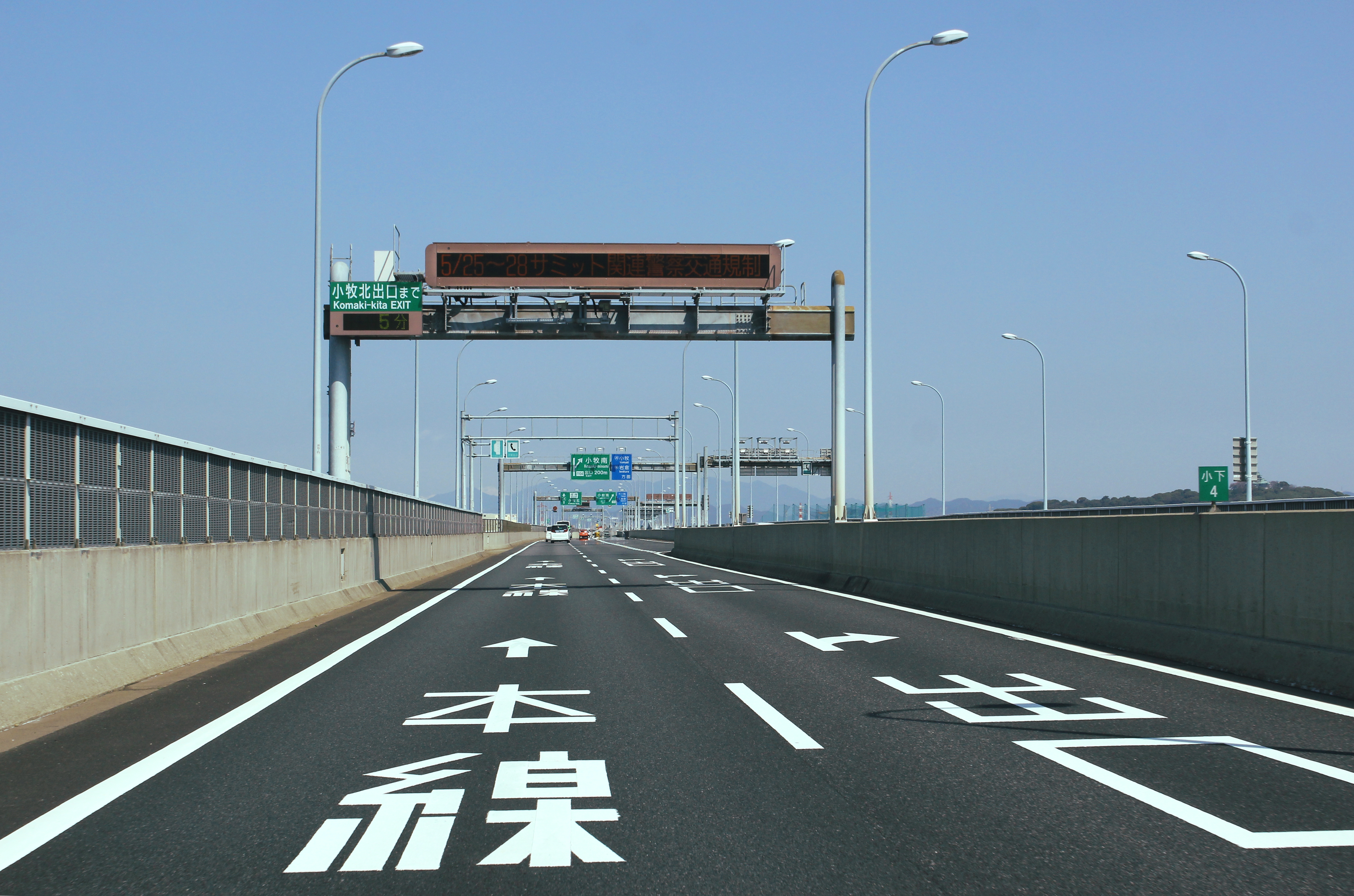
名古屋高速小牧線

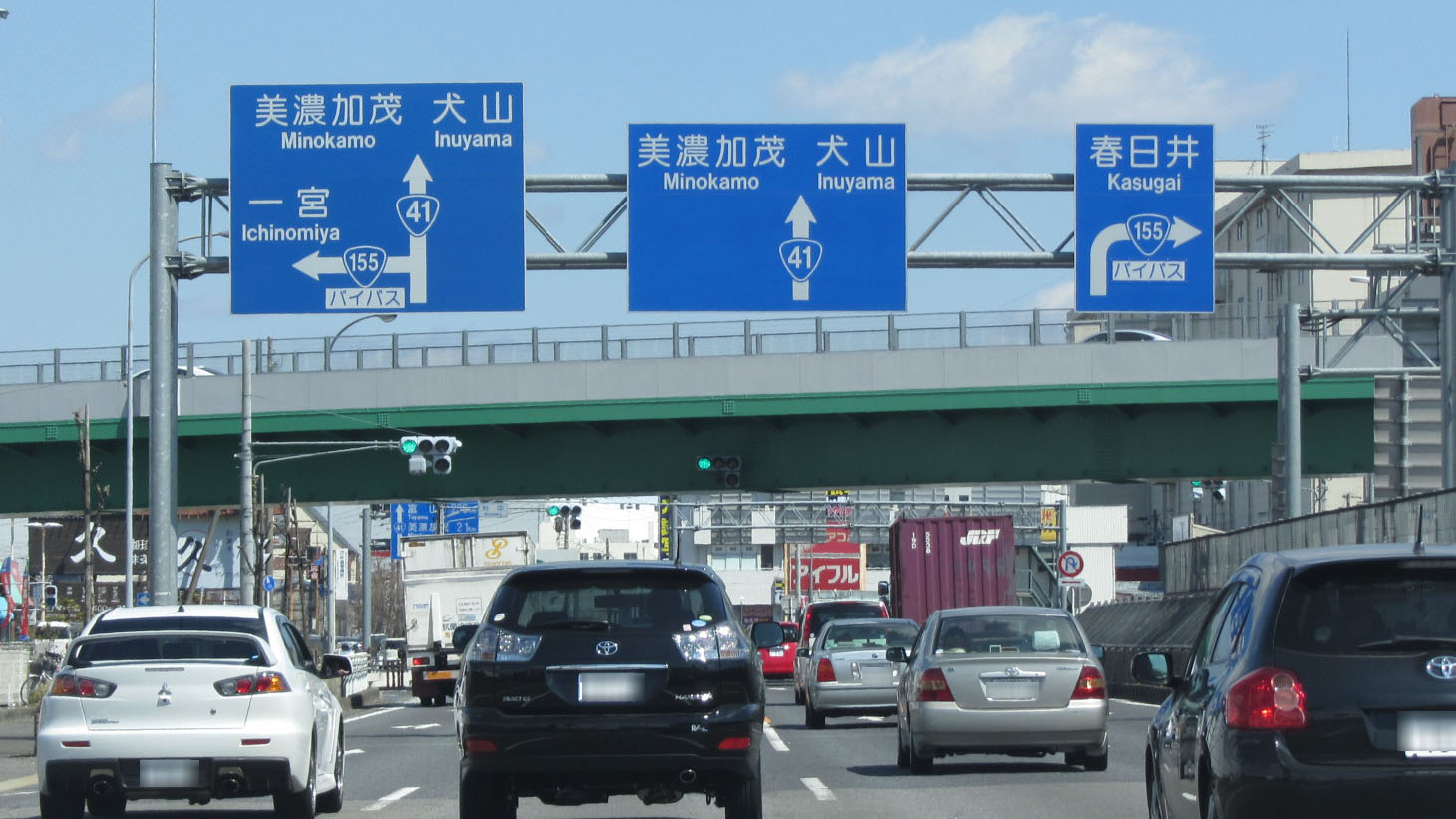
国道41号線と国道155号の交差点

#### 高速道路
中日本高速道路（NEXCO中日本）
- 東名高速道路（アジアハイウェイ1号線）
  - （春日井市）- 小牧JCT - 小牧IC -（岩倉市）
- 名神高速道路（アジアハイウェイ1号線）
  - （春日井市）- 小牧IC - （岩倉市）
- 中央自動車道
  - （春日井市）- 小牧東IC - 桃花台BS -  小牧JCT

名古屋高速道路
- 11号小牧線
  - （西春日井郡豊山町）- 小牧南 - 堀の内 - 小牧北(小牧ICと直結)

#### 国道
- 国道41号（名濃バイパス）
- 国道155号
- 国道155号（小牧一宮バイパス）

#### 県道
主要地方道
- 愛知県道16号多治見犬山線
- 愛知県道25号春日井一宮線
- 愛知県道・岐阜県道27号春日井各務原線
- 愛知県道49号春日井犬山線

一般県道
- 愛知県道102号名古屋犬山線
- 愛知県道158号小口名古屋線
- 愛知県道160号入鹿出新田小牧線
- 愛知県道161号名古屋豊山稲沢線
- 愛知県道165号春日小牧線
- 愛知県道166号小牧岩倉一宮線
- 愛知県道172号西之島江南線
- 愛知県道178号明知小牧線
- 愛知県道179号宮後小牧線
- 愛知県道195号荒井大草線
- 愛知県道196号神屋味美線
- 愛知県道197号小牧春日井線
- 愛知県道199号高蔵寺小牧線
- 愛知県道201号南外山勝川停車場線
- 愛知県道451号名古屋外環状線
- 愛知県道453号明治村小牧線
- 愛知県道515号高速名古屋小牧線（名古屋高速11号小牧線）

### ナンバープレート
- 車検証の住所（使用者）が本市の自動車には、尾張小牧ナンバーが交付される。

## 観光

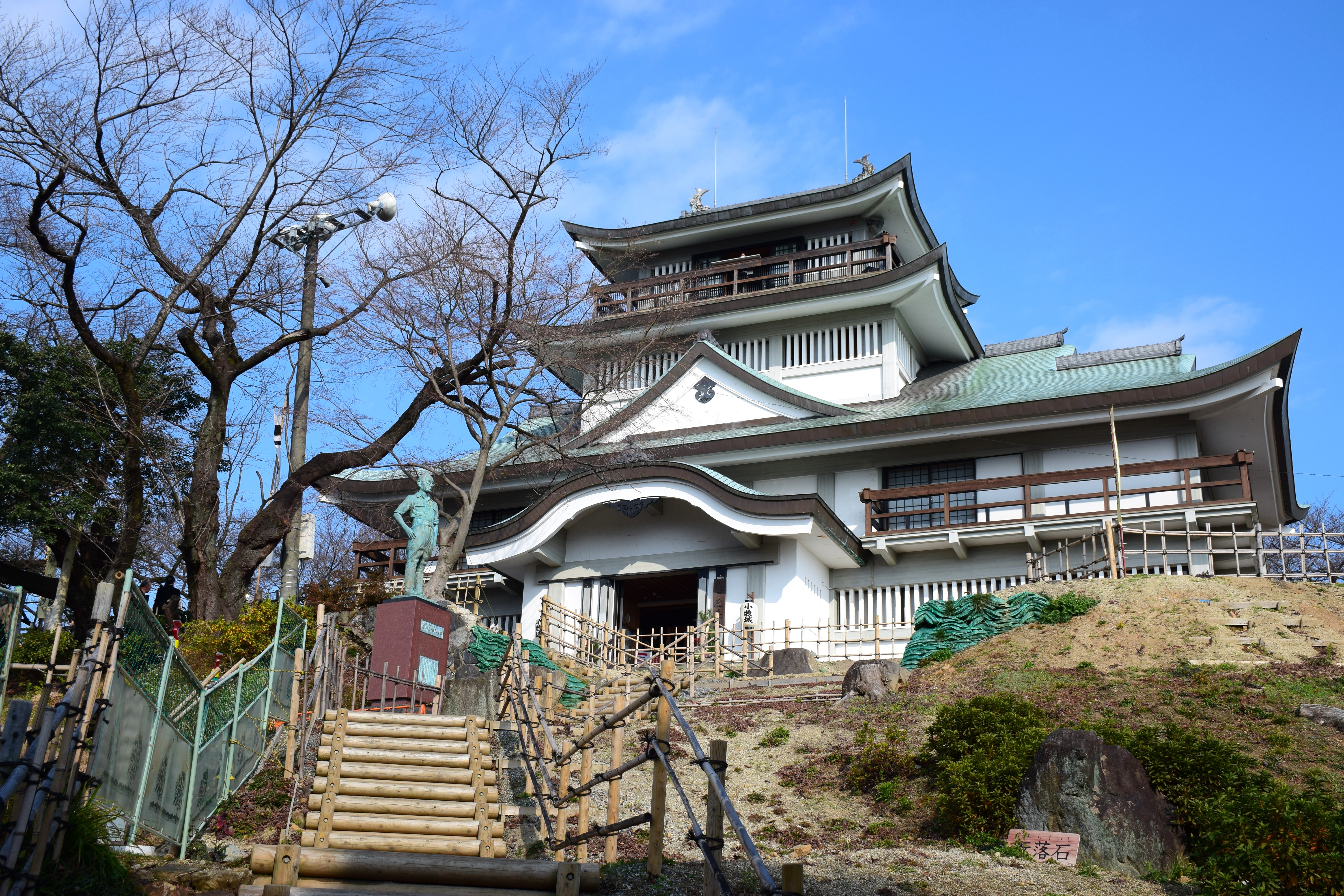
小牧山城

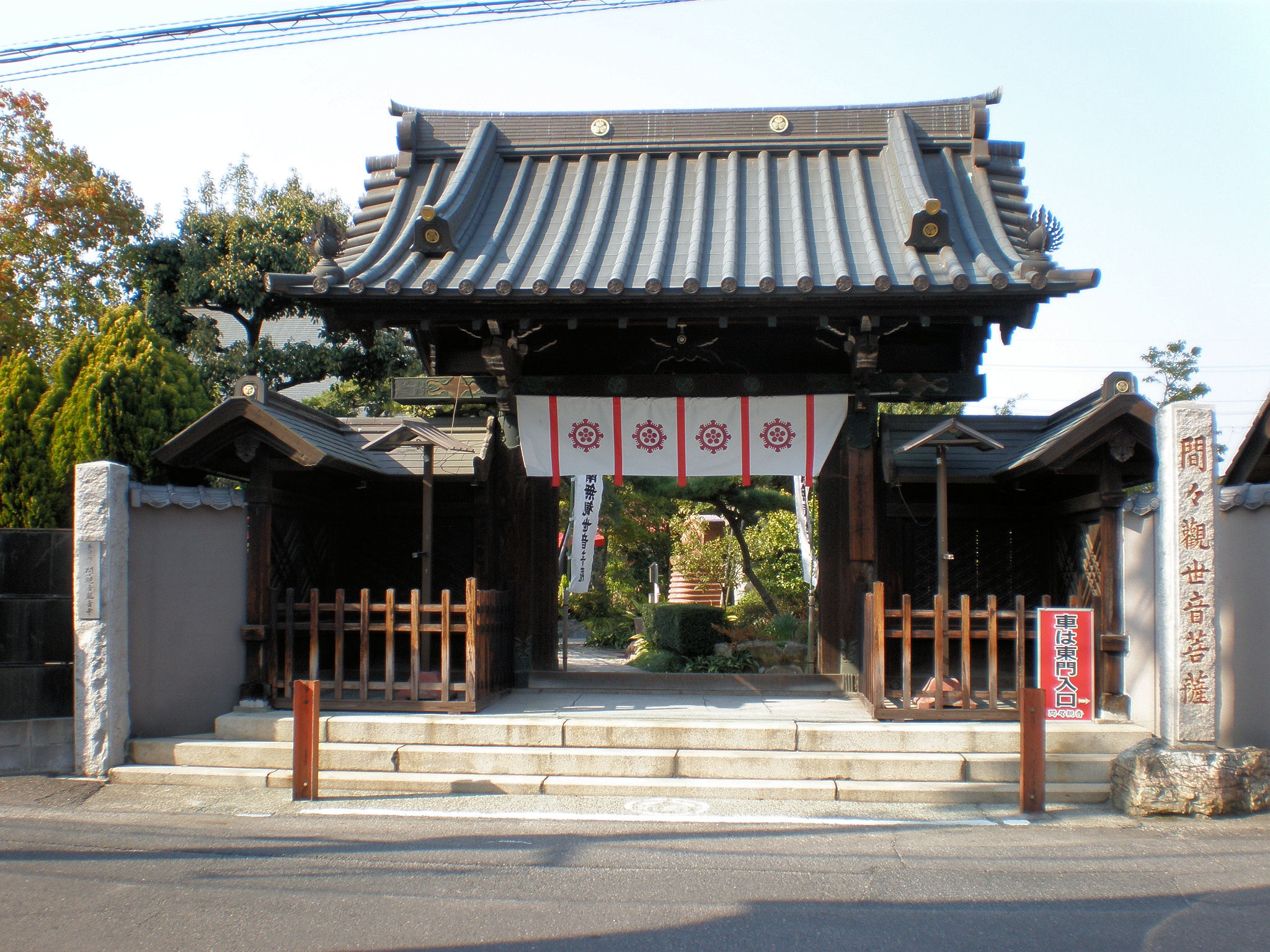
間々観音

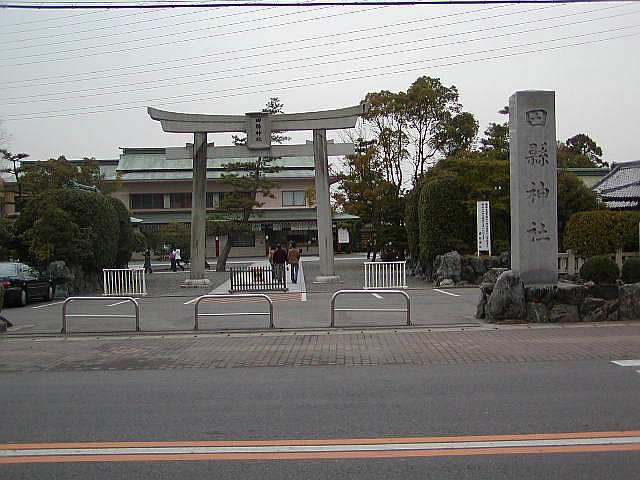
田縣神社

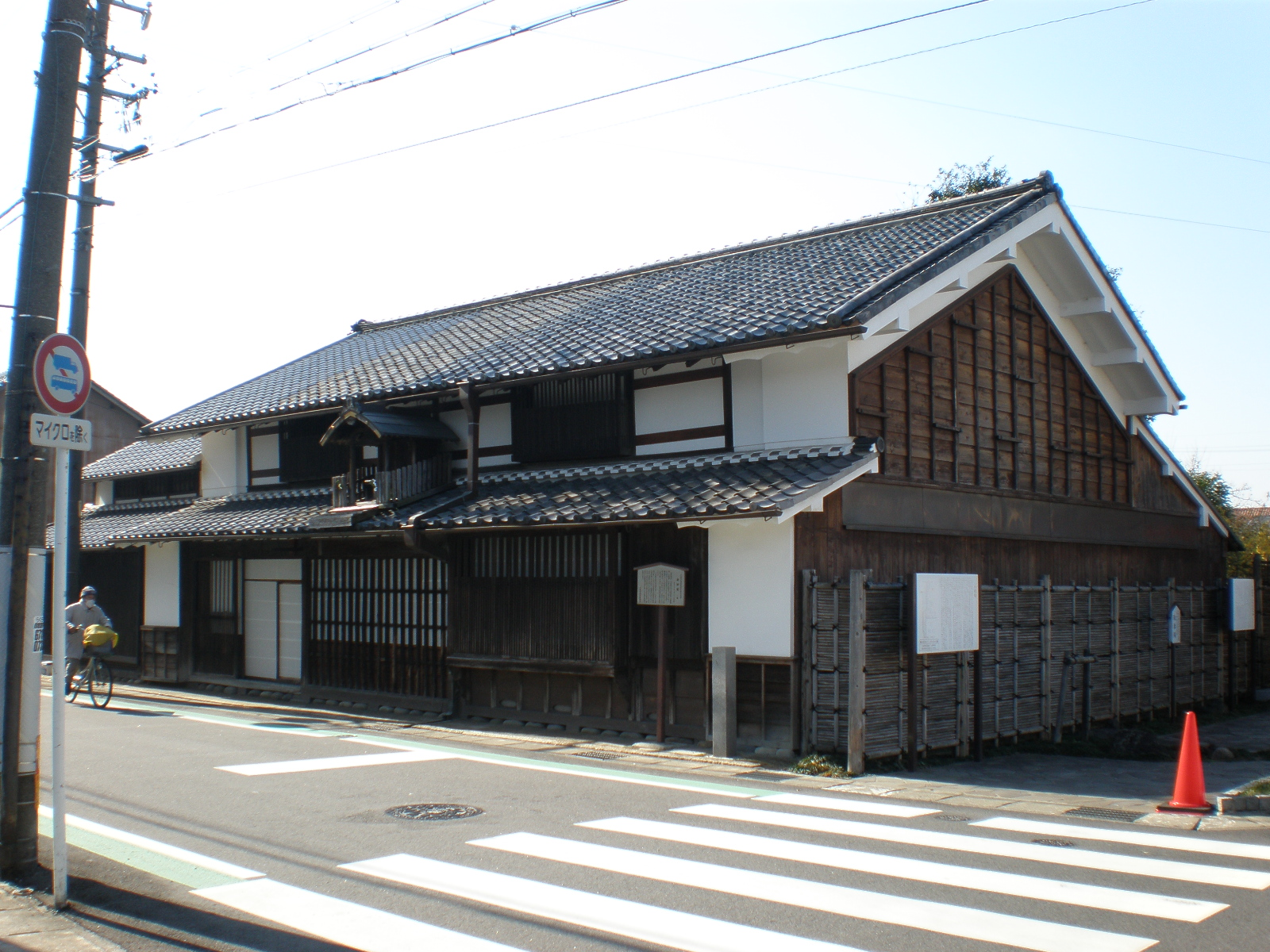
小牧宿岸田家屋敷

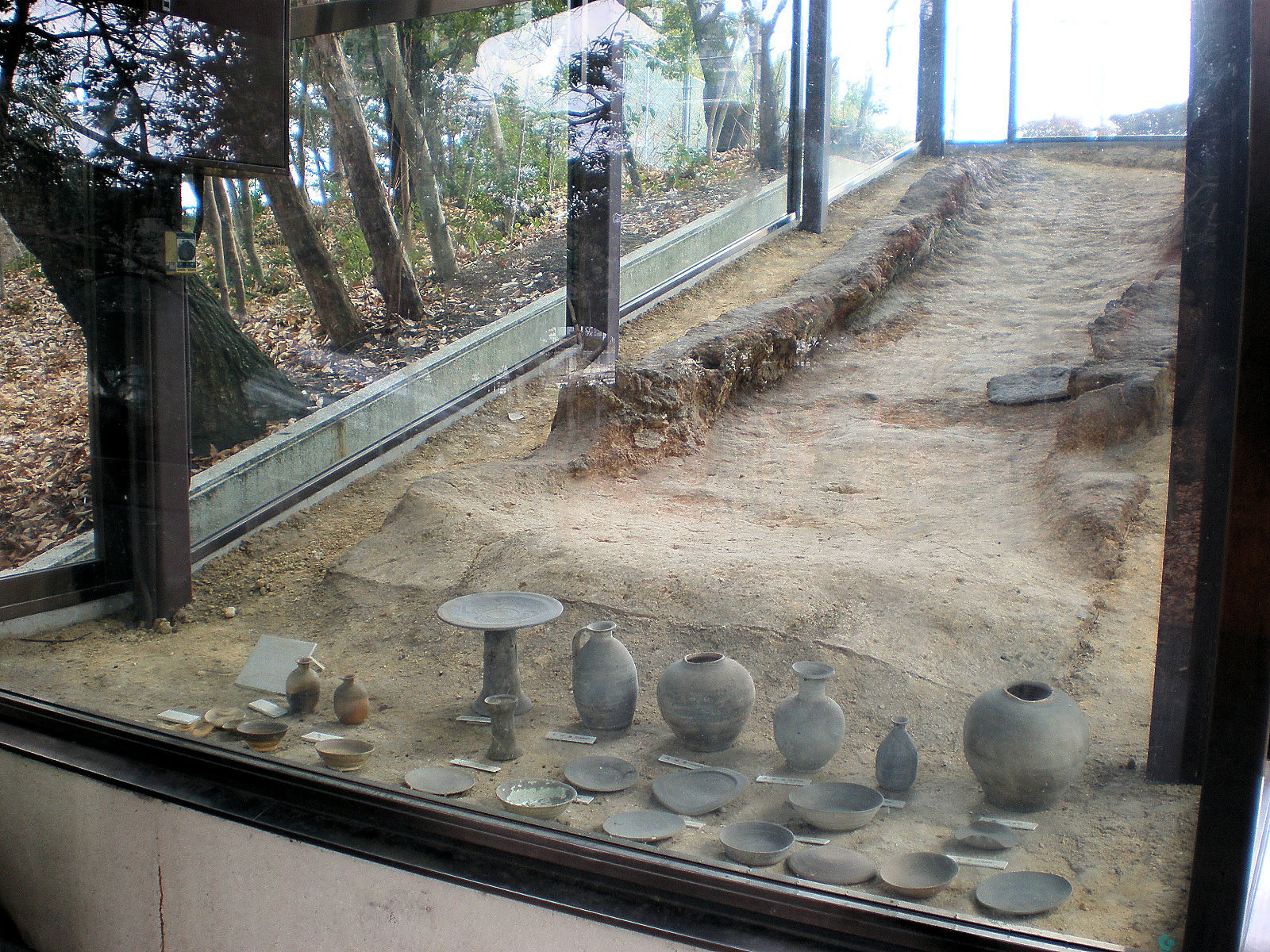
篠岡47号窯跡移設展示施設

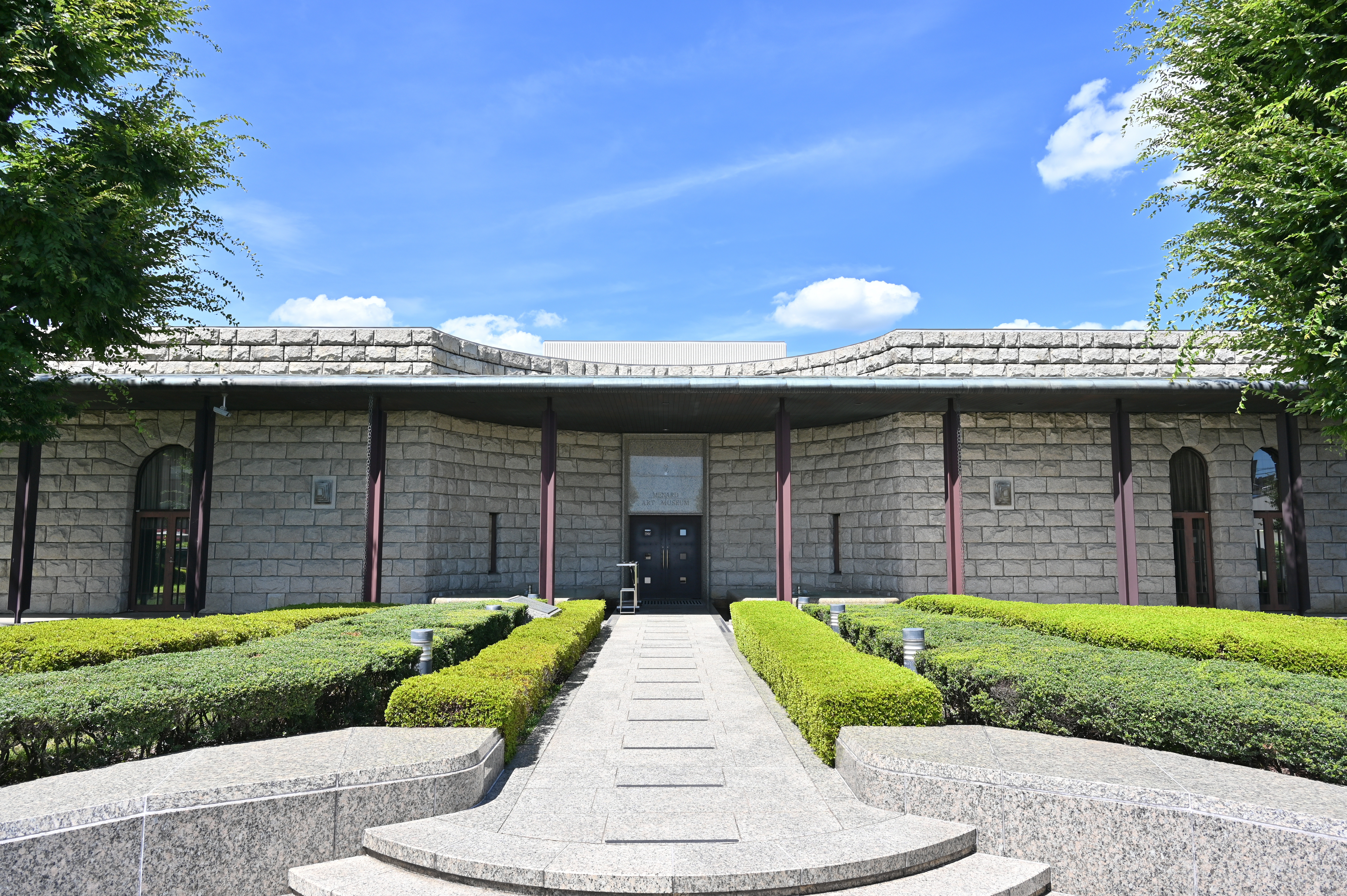
メナード美術館

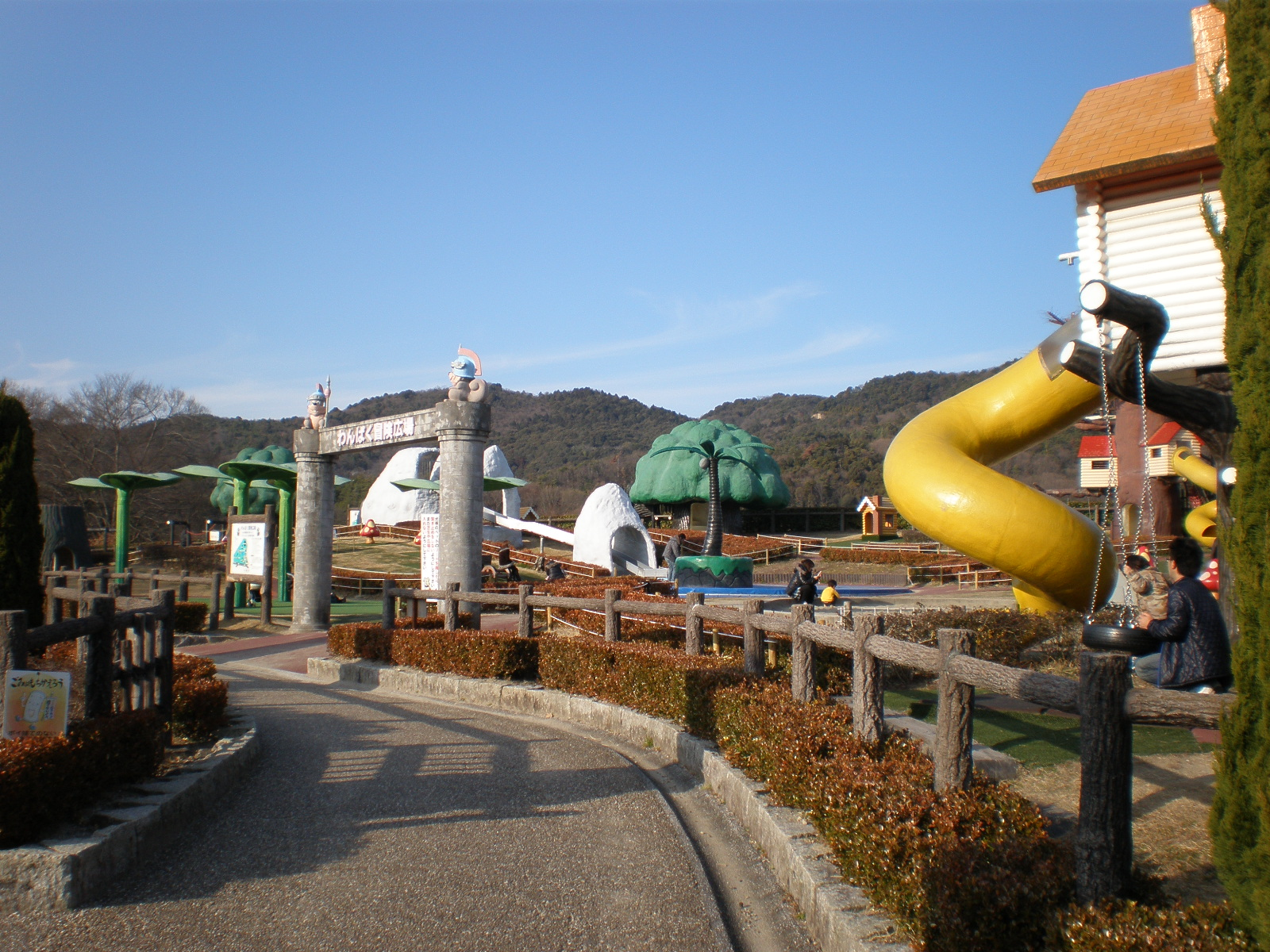
市民四季の森

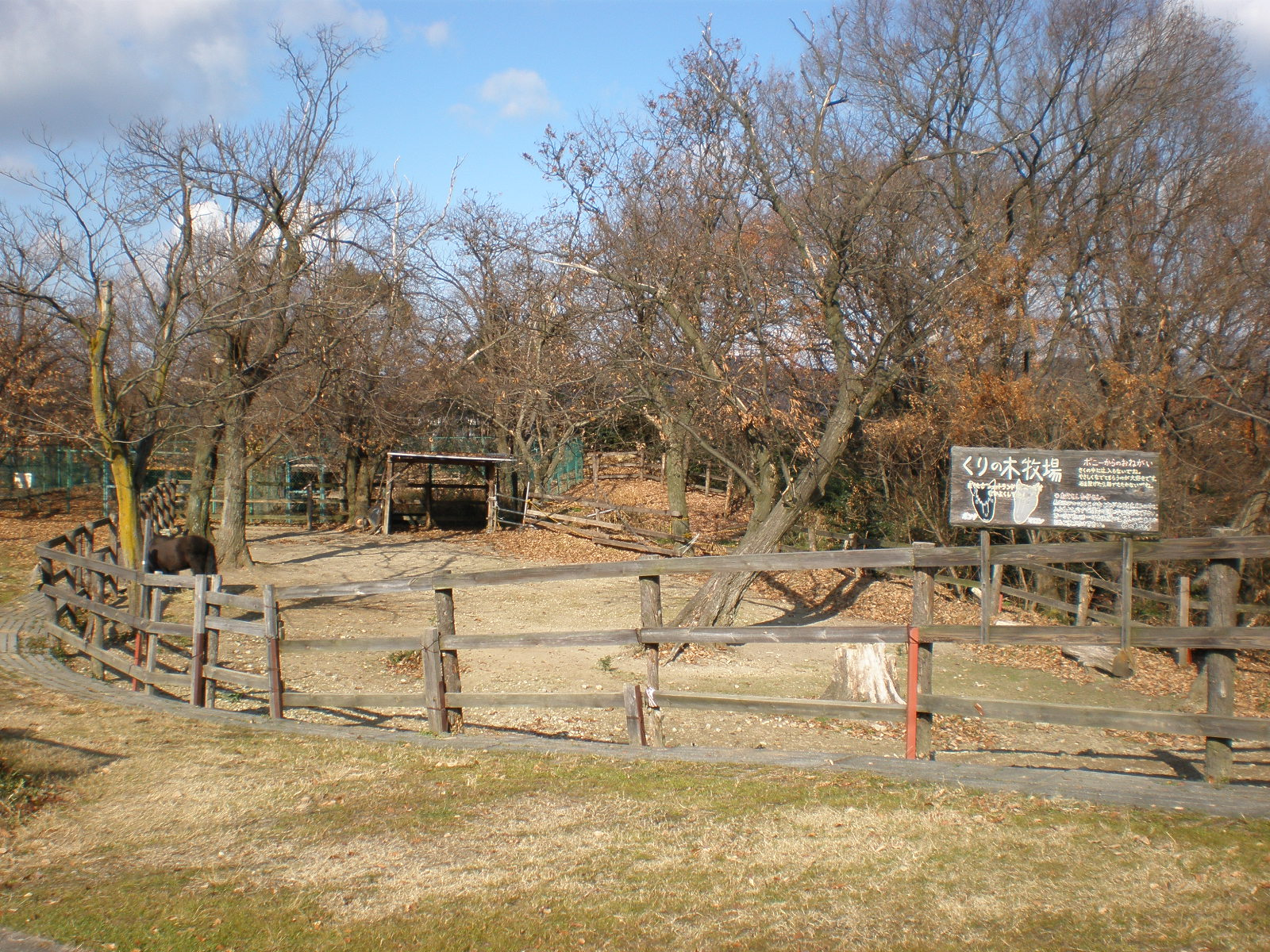
くりの木ランチ

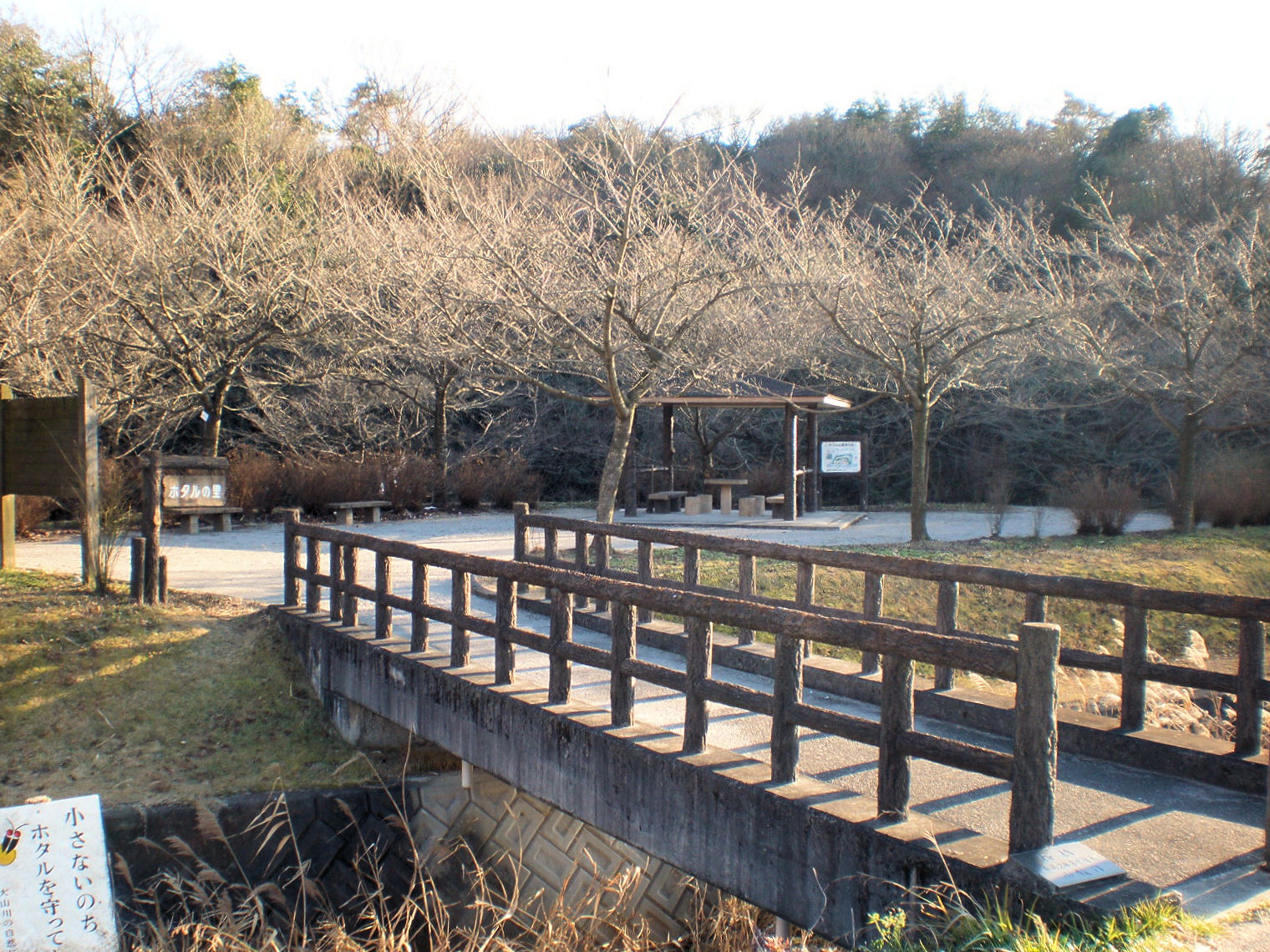
ホタルの里

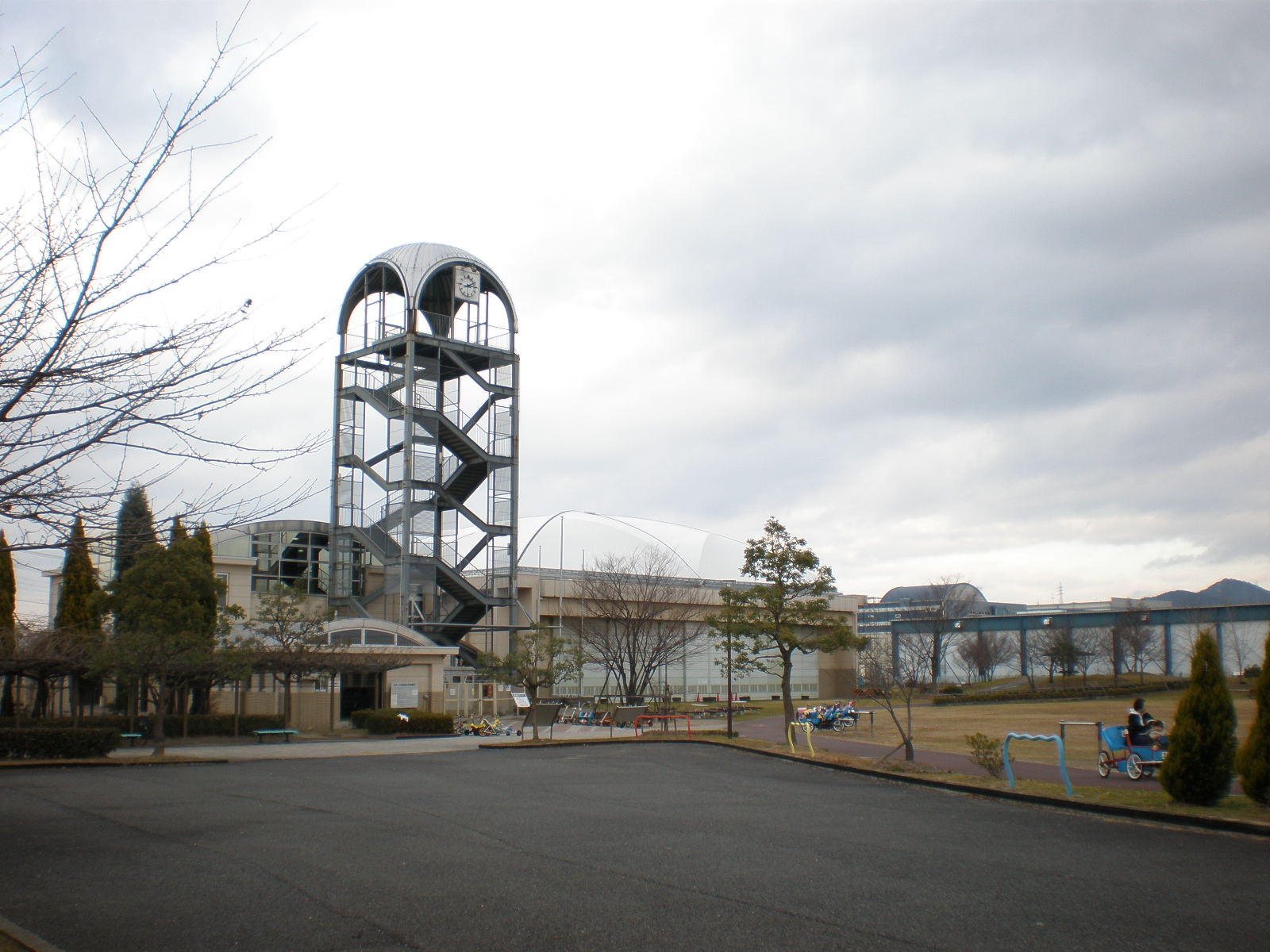
フレッシュパーク

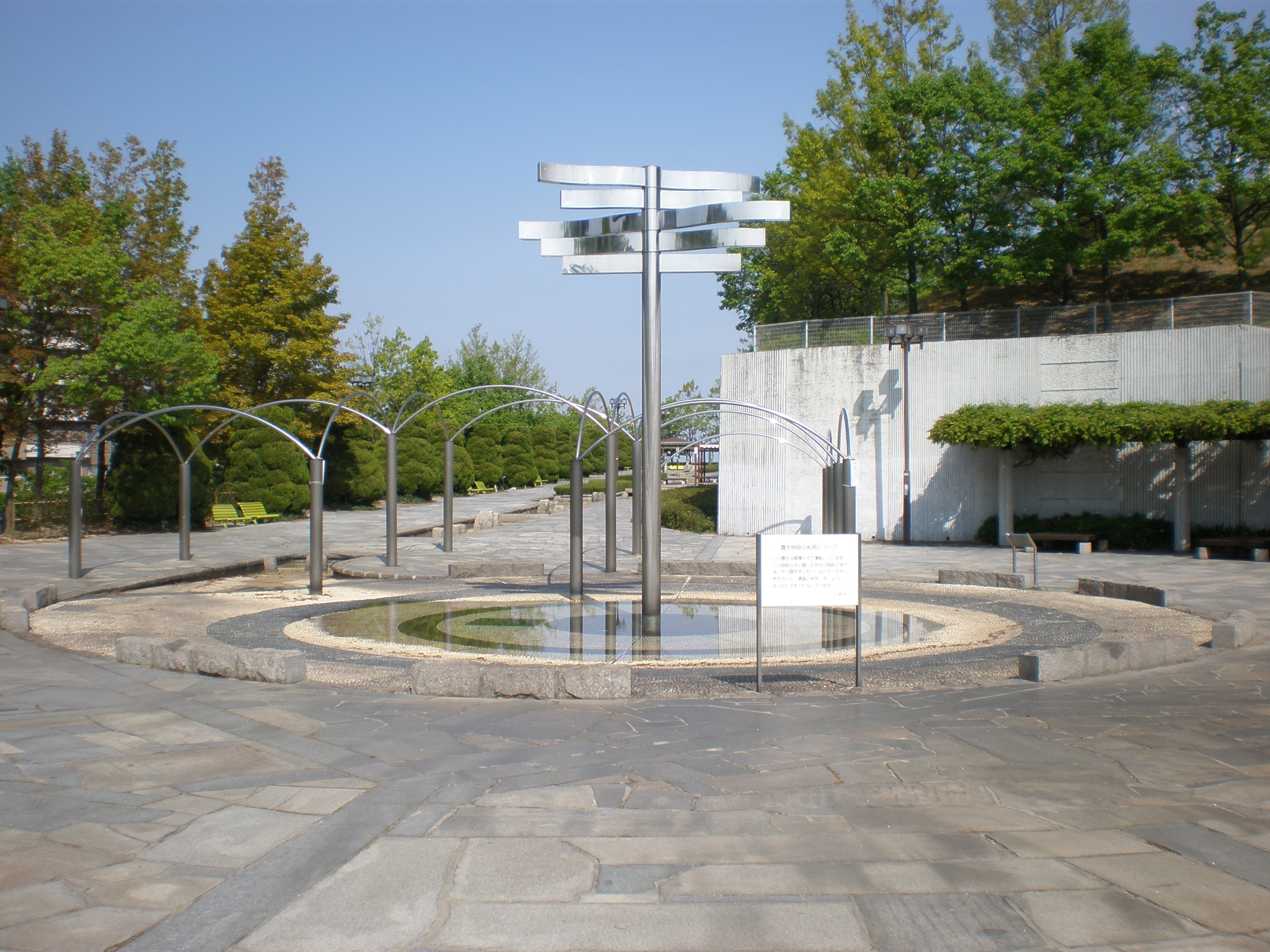
桃花台中央公園

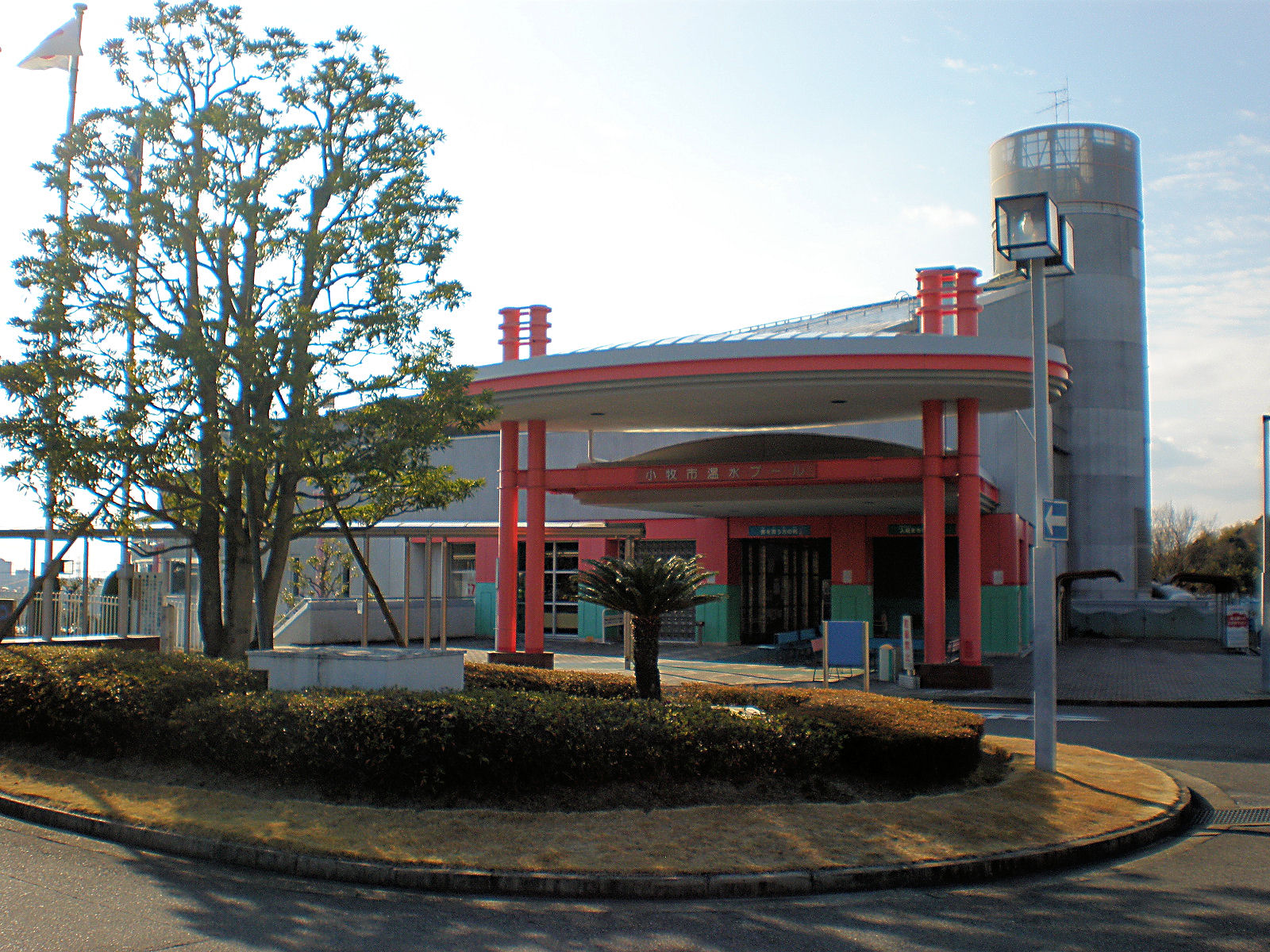
小牧市温水プール

### 百選
- 中部の駅百選：桃花台東駅（廃駅）
- 続日本100名城：小牧山城

### 名所・旧跡

#### 城郭・砦
かつてこの地で「小牧・長久手の戦い」が繰り広げられたということもあり、城郭や砦などが多数市内に存在する。
- 小牧山城 - 織田信長が初めて築城させた城郭。現在は、小牧市歴史館（小牧城）となっている。山全体は公園になっており、桜の名所としても有名。続日本100名城の城郭の1つでもある。2019年4月には小牧山の麓に 小牧山城史跡情報館（れきしるこまき） も開館した[14]。
- 岩崎山砦
- 久保山砦
- 大草城
- 上末城
- 北外山城
- 宇田津砦
- 蟹清水砦跡
- 二重堀砦跡
- 小松寺砦跡

#### 寺院・神社
小牧市西部は小牧山城の城下町、上街道小牧宿の宿場町としての歴史を持っていることもあり､小牧市内には数多くの寺院・神社が所在している。約130の寺院・神社がある。
主な寺院
- 大草観音寺
- 大山廃寺跡 - 小牧市北東部の山中に7世紀後半（飛鳥時代後期）から15世紀前半（室町時代）にかけて存在した寺院の跡。国の史跡に指定されている。現在は塔跡の礎石などがわずかに残っているのみ。所在地は大字大山字郷島・仲島。
- 戒蔵院 - 火伏観音とも呼ばれる。小牧十観音の第八番札所。
- 観音寺（岩崎） - 所在する地名から岩崎観音とも呼ばれる。小牧十観音の第二番札所。
- 観音寺（外堀）
- 久保寺
- 玉林寺（小牧） - 小牧観音とも呼ばれる。尾張三十三観音霊場の第二十三番札所。小牧十観音の第七番札所。
- 玉林寺（村中） - 東海四十九薬師霊場の第十九番札所
- 賢林寺
- 江岩寺
- 光明寺
- 小松寺 - 尾張三十三観音霊場の第二十一番札所。小牧十観音の第一番札所。
- 西源寺
- 西林寺
- 浄音寺
- 正眼寺 - 小牧十観音の第四番札所。
- 真福寺 - 小牧十観音の第三番札所。
- 泉徳寺
- 大泉寺 - 小牧十観音の第十番札所。
- 陶昌院 - 尾張三十三観音霊場の第二十二番札所
- 福厳寺
- 本光寺
- 間々観音 - 正式名は龍音寺。間々乳観音（ままちちかんのん）とも呼ばれ、「日本唯一のお乳のお寺」として有名である。尾張三十三観音霊場の第二十四番札所である。
- 妙蔵寺 - 創建は鎌倉時代の元亨4年（1324年）8月で、小牧市内にある寺院の中でも古い寺院の一名所である。
- 妙法寺
- 妙楽寺
- 妙林寺
- 薬王寺（小木）
- 薬師寺（北外山） - 東海四十九薬師霊場の第二十番札所
- 養光寺 - 小牧十観音の第六番札所。
- 龍徳寺
- 龍泉院 - 小牧十観音の第五番札所。
- 龍洞院 - 野口観音とも呼ばれる。小牧十観音の第九番札所。
- 蓮華寺

主な神社
- 秋葉神社
- 宇都宮神社 - 境内に尾張最大級の前方後方墳である宇都宮神社古墳があり､県指定の史跡となっている。
- 大久佐八幡宮
- 大山神明社
- 尾張神社
- 片山八幡社
- 熊野神社（岩崎）
- 熊野神社（久保）
- 黒須雲神社
- 香神神社
- 御殿龍神
- 小牧神明社
- 小牧山稲荷神社
- 田縣神社 - 小牧市北部にある神社。日本三大奇祭のひとつ「豊年祭（ほうねんまつり、ほうねんさい）」が有名。
- 多気十二柱神社
- 児神社
- 神明社
- 天満天神社
- 津島神社
- 外山神社
- 野口神明社
- 白山神社
- 八所神社
- 八所社・熊野社合殿
- 普照稲荷社
- 文津おちょぼ稲荷
- 松尾神社
- 御嶽神社
- 六所社

#### 古墳
- 大山古墳群
  - 北新池古墳
- 小木古墳群
  - 宇都宮神社古墳
  - 甲屋敷古墳
  - 浄音寺古墳
- 三ツ山古墳群
- 岩屋古墳

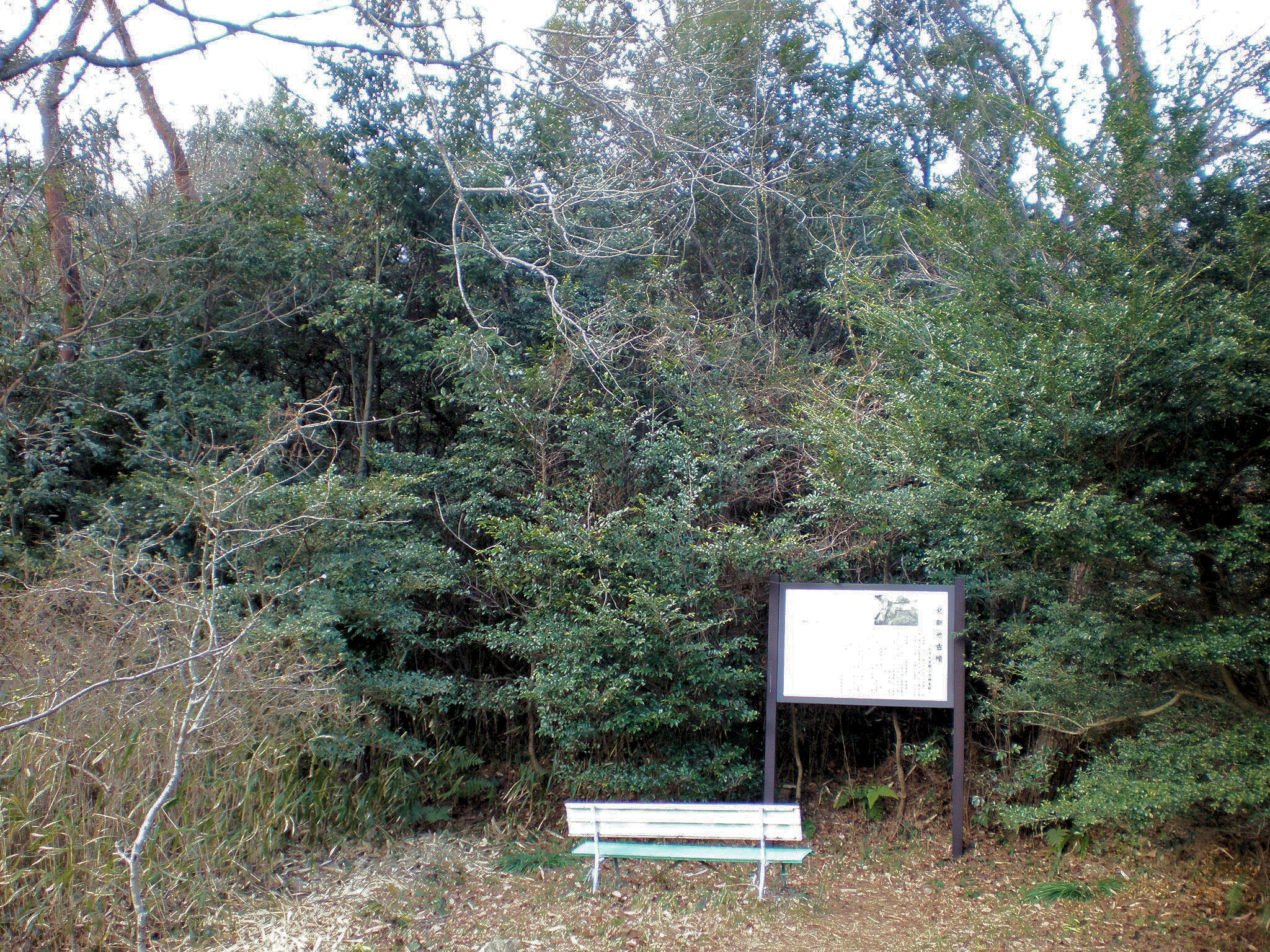
北新池古墳
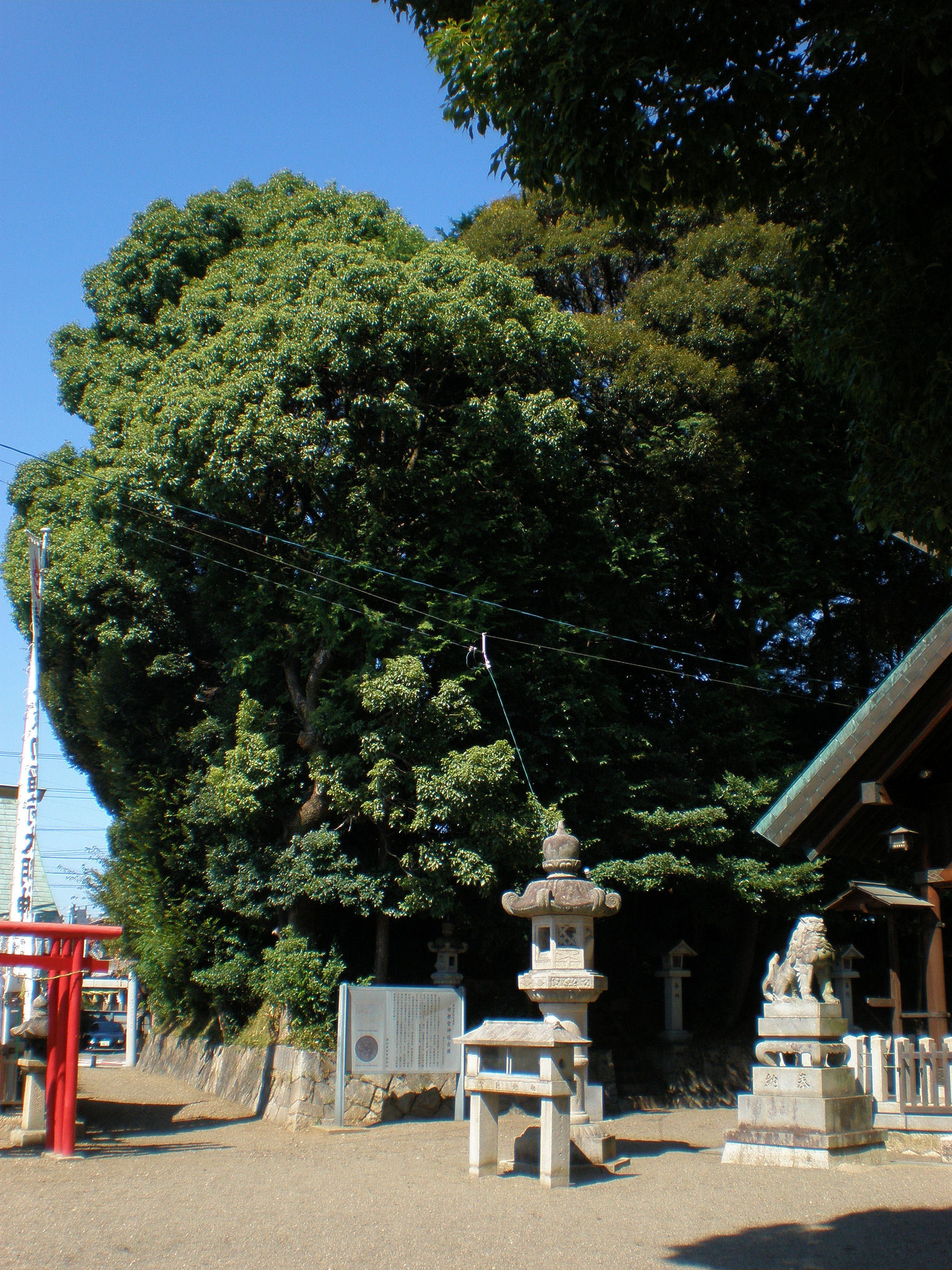
宇都宮神社古墳
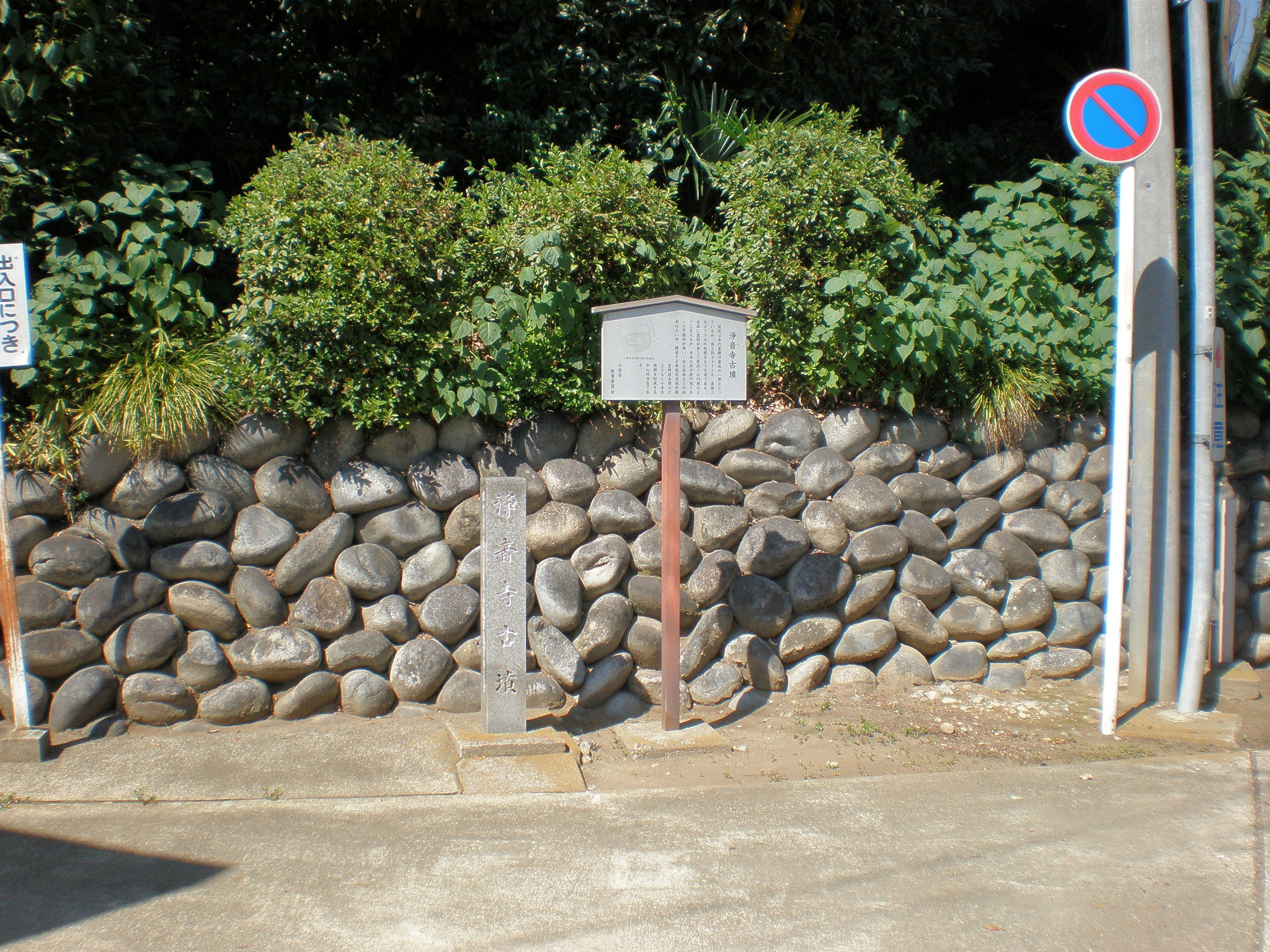
浄音寺古墳
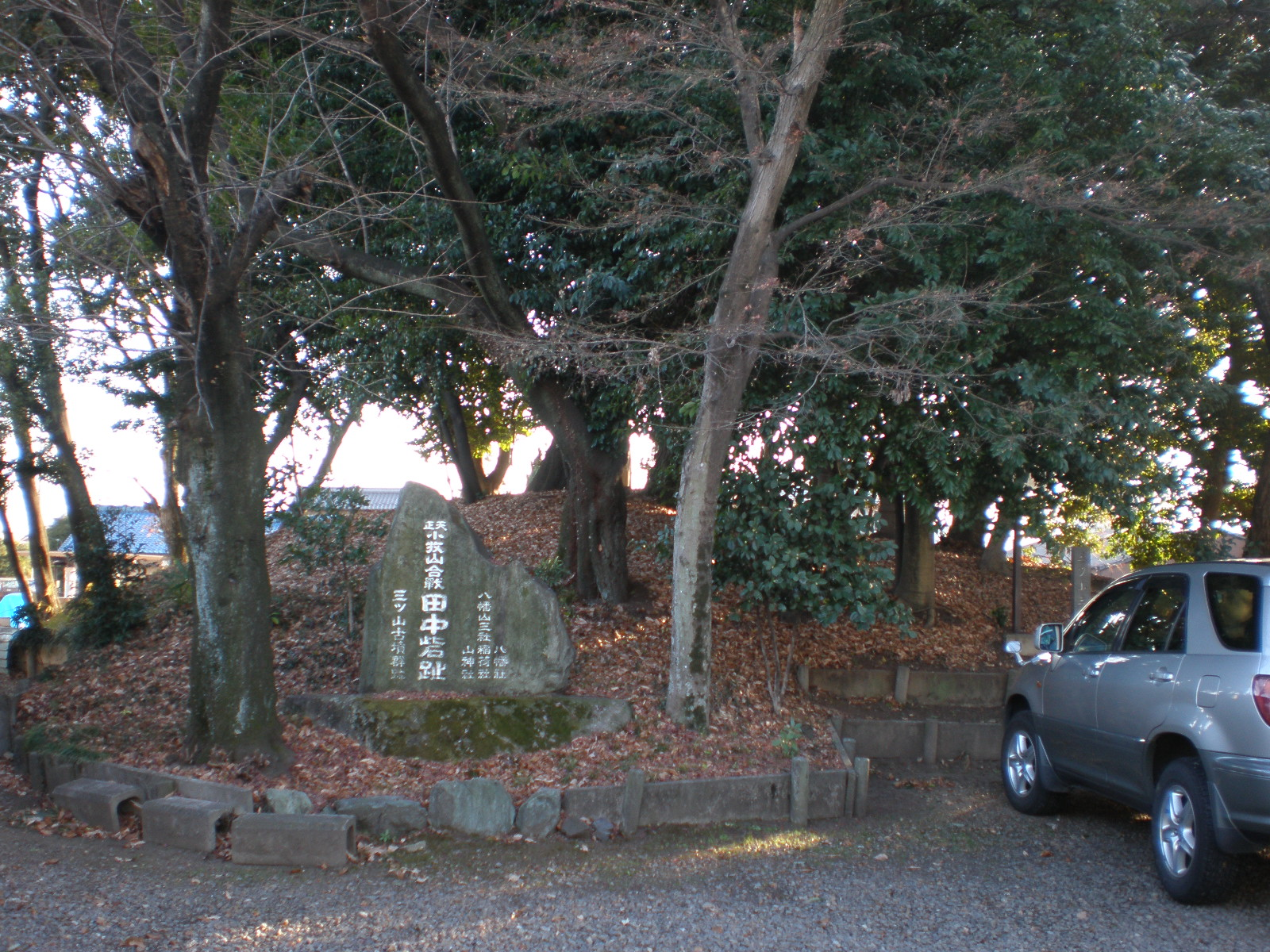
三ツ山三号墳
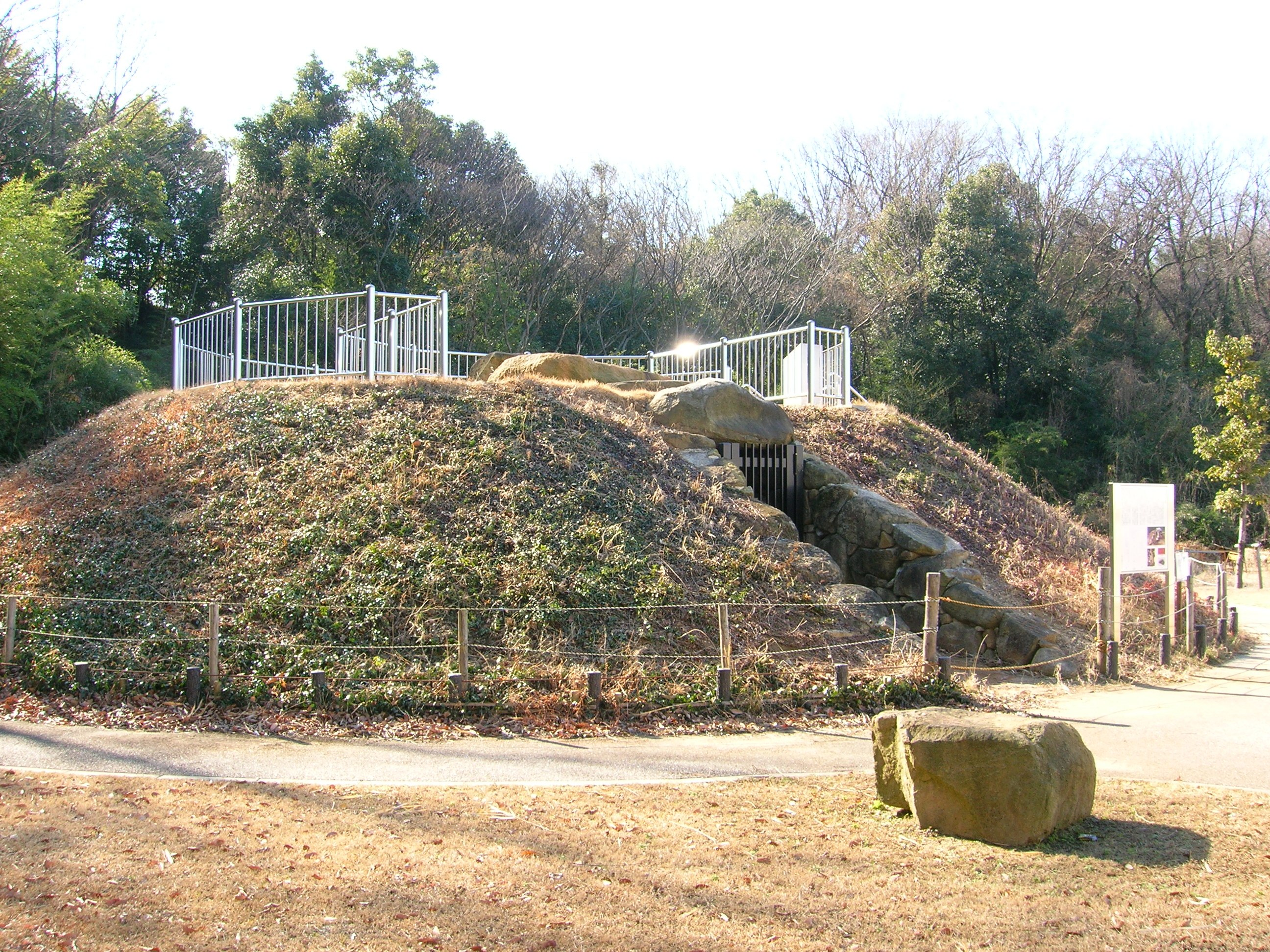
岩屋古墳

#### 街道
- 上街道 - 江戸時代に作られた街道。
  - 小牧宿 - 上街道の宿場町。現在の小牧市中部の小牧地区に位置していた。現在も古い建物などが点在している。
  - 小牧本陣跡
  - 小牧代官所跡
  - 小牧宿脇本陣
  - 小牧御殿 - 尾張徳川家の御殿（別荘）の1つ。
  - 岸田家 - 小牧市指定有形民俗文化財。
  - 西町の稲荷堂 - 小牧市の指定有形文化財
  - ポケットパーク - 岸田家見学者用に整備された駐車場。岸田家の北側に隣接する。小牧宿や小牧御殿、小牧代官所の解説が書かれた立て札も設置されている[16]。

#### その他の史跡
- 篠岡古窯跡群 - 古代尾北古窯跡群の一つ。桃花台ニュータウン造成時に発掘調査された。
- 大山窯跡 - 現在は解体されて残っていない。
- 織田井戸遺跡
- 高根遺跡
- 新町遺跡 - 小牧山城の城下町東端にあたる遺跡。
- 上御園遺跡 - 小牧山城の城下町西端にあたる遺跡。
- 小牧池田遺跡 - 小牧山城の城下町北側にあたる遺跡。

### 観光スポット

#### 文化・娯楽施設
- メナード美術館 - 日本メナード化粧品の創業者夫妻によるコレクション品を主とする美術館。印象派の作品や近・現代絵画などを主体とした、約1300点の作品を所蔵する。
- 小牧コロナワールド - 映画館・パチンコホール・ボウリング場・カラオケボックス・飲食店などを集めた郊外型複合娯楽施設。
- 天然温泉楽の湯 こまき - 温泉入浴施設。
- 小牧中部公民館 - 公民館。プラネタリウムが併設されている。

#### 公園
- 市之久田中央公園
- 潮見坂平和公園
- 尾張東部聖苑
- 桃花園
- 桃花台中央公園
- 桃花台西公園

#### その他
- 東海自然歩道
- ホタルの里 - 小牧市東部にある大山川沿いに整備された、ホタルの野外観察施設。
- ふれあいの森
- 市民四季の森
- 兒（ちご）の森 - 小牧市東部の丘陵地帯を整備したもの。歩道・休憩所・トイレなどがある。この施設を利用して、子供のための自然体験・学習や様々な野外体験活動が行なわれている。
- エアフロントオアシス - 県営名古屋空港そばにある公園。空港を発着する飛行機を、間近で見ることができる。
- くりの木ランチ - 食品販売直営所を中心に、庭園や動物に触れることのできるテーマパーク。

## 文化・名物

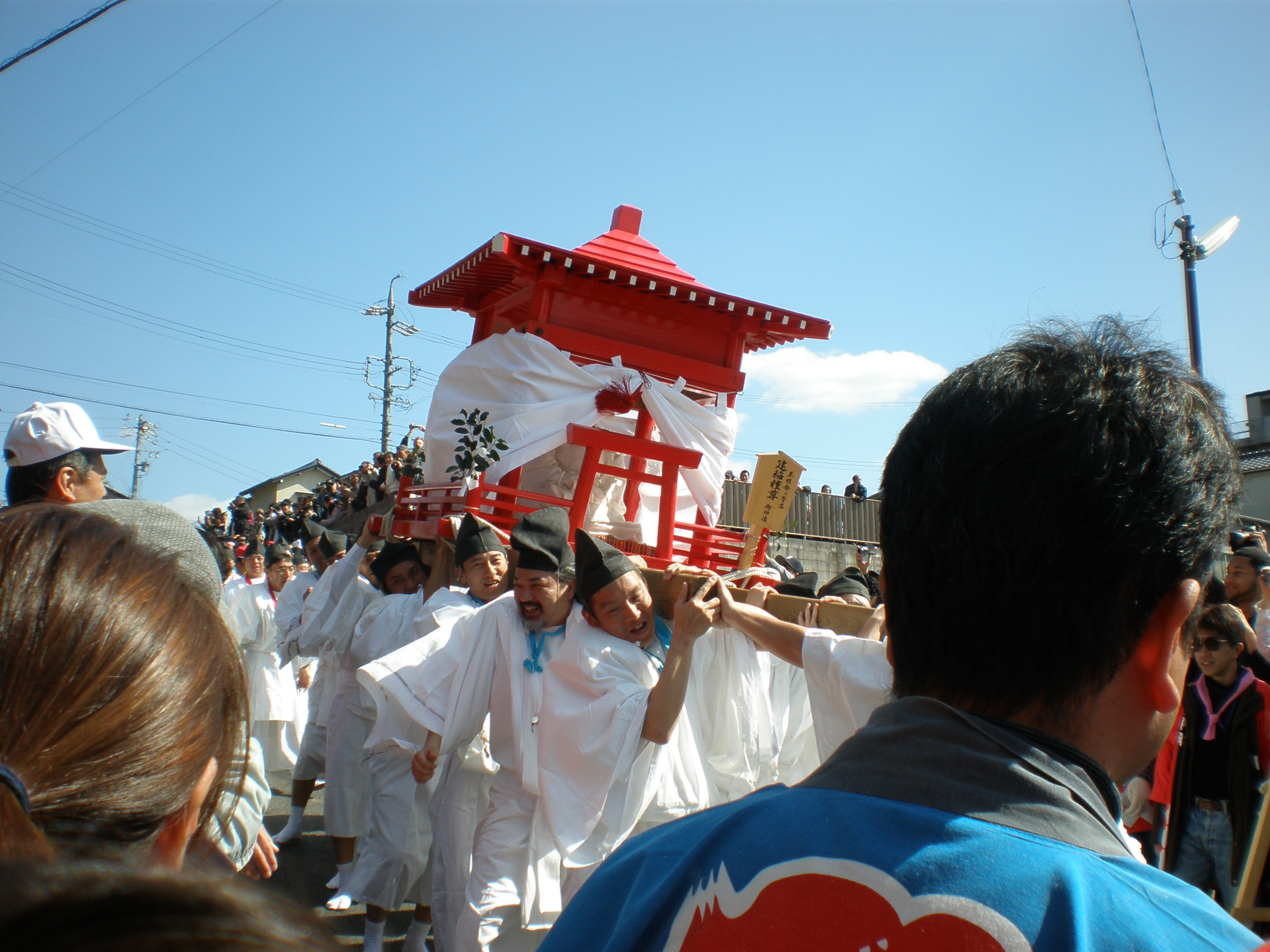
日本三大奇祭の1つとされている田縣神社の豊年祭

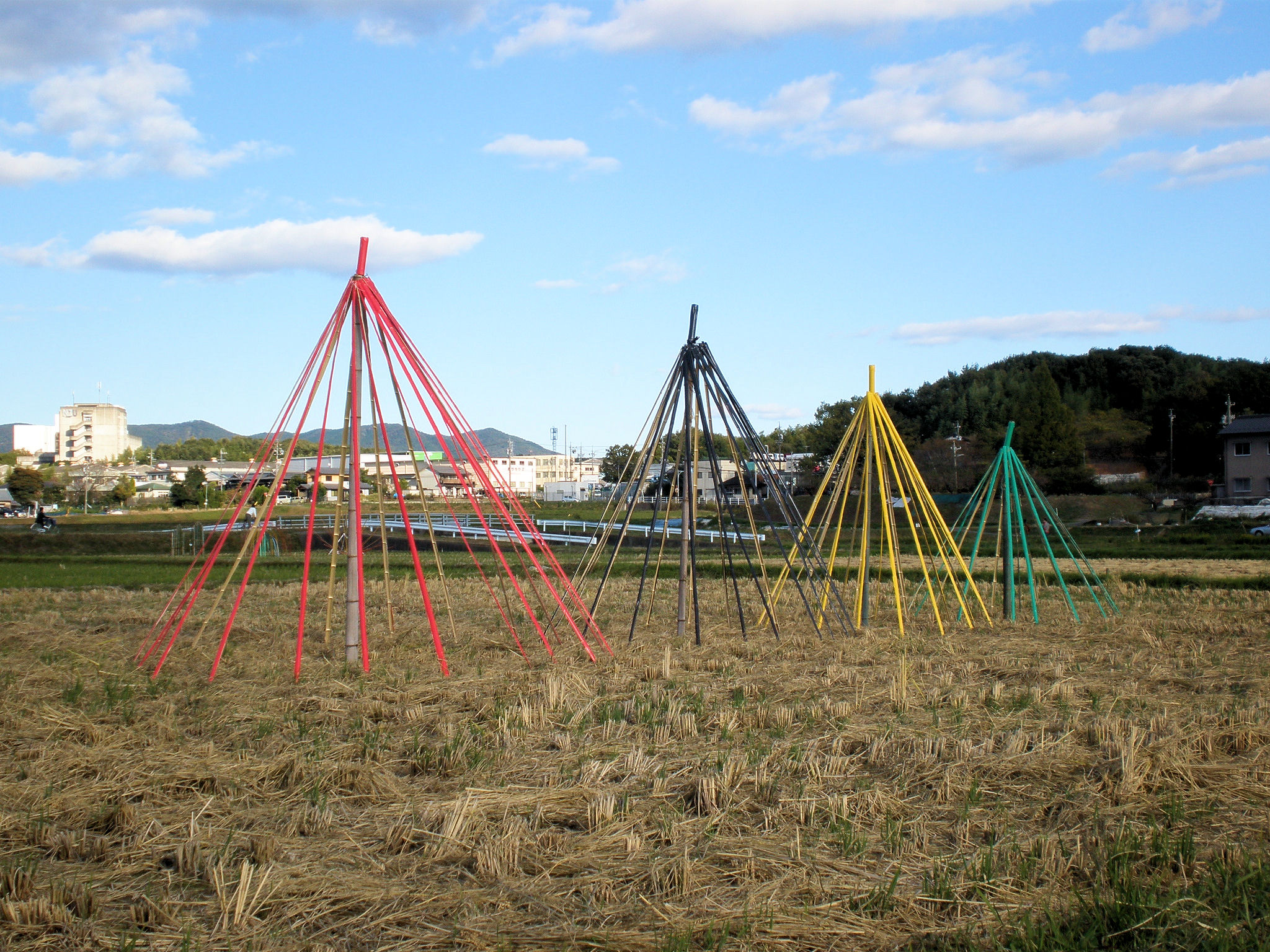
バンブーインスタレーション

### 祭事・催事
主な祭事・催事
- 小牧山さくらまつり
- こまき令和夏まつり
- 小牧七夕まつり
- 小牧市民まつり
- 桃花台まつり - 桃花台ニュータウンにある桃花台中央公園で行われる夏祭り。
- バンブーインスタレーション in おおくさ - 小牧市東部の大草地区で行なわれるイベント。竹で作られた立体造形物が、稲刈り後の田んぼに展示される。
- 豊年祭 (田縣神社) - 男性器を形どった大男茎形御輿などを担いで行列し田縣神社に奉納する、市指定の無形民俗文化財。
- 小牧秋葉祭 - 小牧市中部にある神明社（しんめいしゃ）で行なわれる祭。山車が有名。
- 小牧祭 - 小牧市中部にある神明社（しんめいしゃ）で春に行なわれる祭。山車の上の舞台で子供たちによる舞踊が行われる。
- 秋葉三尺坊の大祭 - 福厳寺で行なわれる祭。火渡り神事が有名。
- 小牧アートフェスタ上街道

#### 盆踊り
- 盆踊りのレパートリーには、荻野目洋子のダンシング・ヒーローに合わせて「それ それ それ それ｣と掛け声を合わせる風習がある。同曲は名古屋市の盆踊りでも親しまれるが、名古屋市では「ヘイ ヘイ ヘイ ヘイ」と掛け声を合せるところ、小牧市では盆踊りの若者参加率が高く、より元気に踊ろうと「それ」になったと言う[17]。

### 名産・特産
主な名物・名産

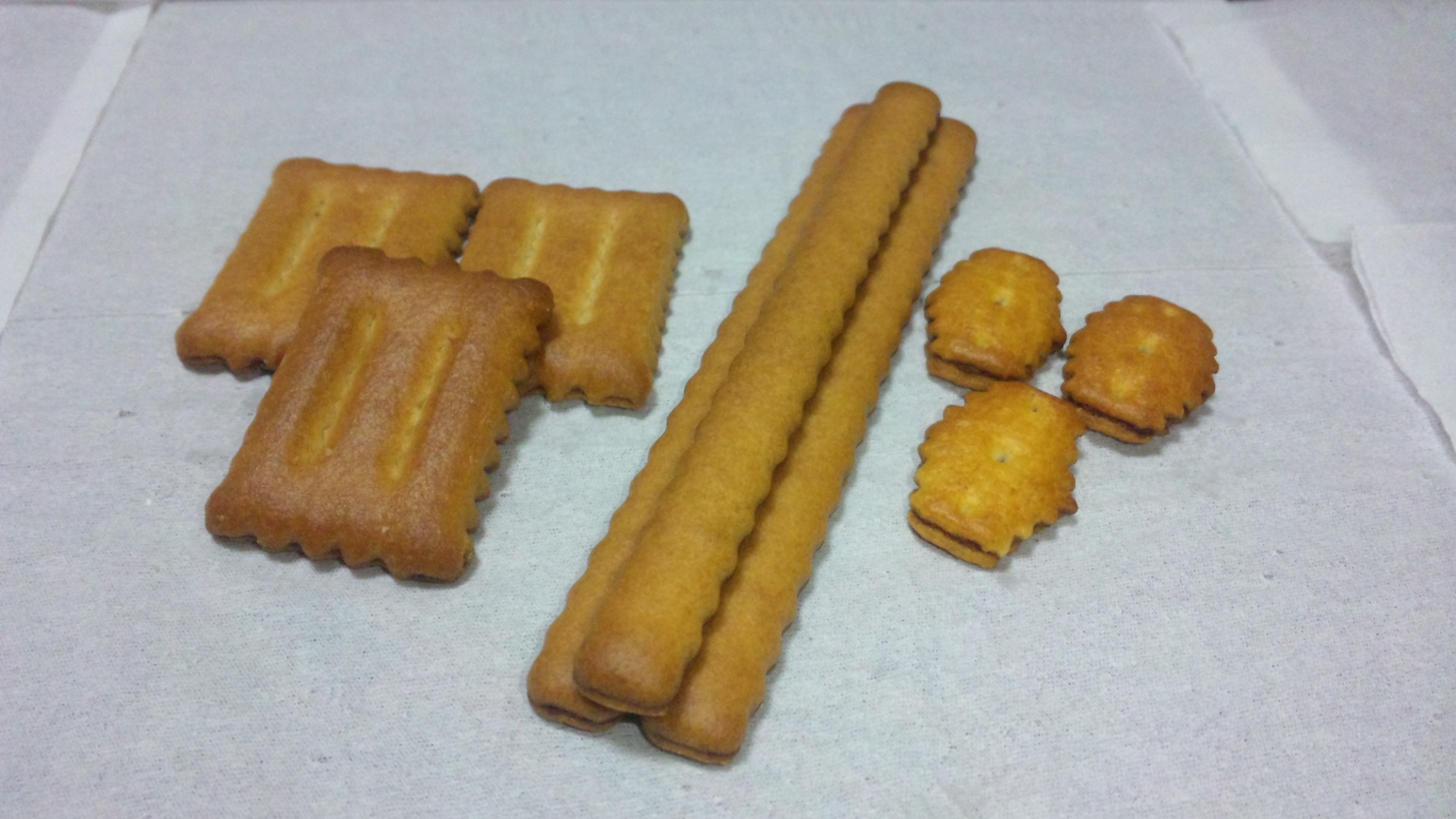
しるこサンド

- 愛知ヨーク - 愛知ヨークのアシドミルク（ヨーク）は、県内の学校給食の定番とまでなっている。
- しるこサンド - 小牧市内に本社を置く松永製菓が製造・販売しているビスケット菓子。
- 藤一番ラーメン - 市内に本社を置く中京圏を代表するラーメンチェーン店。
- しのおかの桃 - 小牧市東部の旧篠岡村で栽培が始まった桃のこと。粘土質の赤土が広がる丘陵地で育つ桃は、芳醇な香りとあふれんばかりの甘い果汁が特徴[18]。
- 名古屋コーチン

### 音楽

#### 音楽団体
- 中部フィルハーモニー交響楽団
- ポルタメント小牧

### スポーツ
| 名称                           | 競技種目   | 所属リーグ          | 本拠地                                    | 運営会社・団体     | 設立   |
| ------------------------------ | ---------- | ------------------- | ----------------------------------------- | ------------------ | ------ |
| 名古屋オーシャンズ             | フットサル | Fリーグ             | テバオーシャンアリーナ パークアリーナ小牧 | 武田テバファーマ   | 2006年 |
| ヒタチエクスプレス硬式野球部   | 野球       | JABA （社会人野球） | 小牧市民球場                              | ヒタチエクスプレス | 2006年 |
| ACミランサッカースクール愛知校 | サッカー   | サッカースクール    | パークアリーナ小牧                        | ACミラン愛知       | 2011年 |

## 出身関連著名人

### 著名な出身者
- 明徳（ベーシスト、lynch.）
- 天野佳彦（バスケットボール選手）
- Ayumi.（歌手、タレント）
- 石田未来（歌手、元女優）
- 伊藤大悟（東海テレビ放送、元東日本放送アナウンサー）
- 井戸田潤（お笑い芸人、スピードワゴン）
- 稲山覚也（漫画家）
- 稲山琴美（木曽川うかいの鵜匠）
- 猪又將哲（ファイバーゲート創業者・社長）
- 牛奥小羽（体操選手）
- 右手愛美（タレント）
- AK-69（ラッパー）
- 江崎善左衛門（郷士）
- 江崎浮山（新聞店経営者）
- 神谷雄飛（バレーボール選手）
- 岸尾だいすけ（声優）
- 倉地学（調教師、騎手）
- 墨谷渉（作家）
- 多田えりか（タレント）
- 田中俊介（俳優、タレント）
- 田中友尋（実業家）
- 田中稔（プロレスラー）
- チェ・スンチョル（北朝鮮工作員）
- 塚原嘉一（実業家・小牧町長）
- 津田応助（郷土史家）
- 寺本明日香（体操競技選手）
- 中川勇斗（プロ野球選手）
- 中原朋哉（指揮者）
- 中山千桂子（四国放送アナウンサー）
- 野々川大介（日本メナード化粧品創業者）
- 橋本美穂（フリーアナウンサー）
- 平手晃平（カーレーサー）
- 船橋いずみ（モデル）
- 水谷美月（元宝塚歌劇団月組男役）
- 森京子（名古屋テレビ放送契約アナウンサー）
- 諸岡英実（政治家、山尾志桜里の元秘書）
- 薬師寺保栄（タレント、元プロボクサー）
- 山下史守朗（政治家、小牧市長）
- 山田雅彦（厚生労働官僚）
- 吉田和史（宮古テレビアナウンサー）
- 吉田悠真（岐阜放送アナウンサー）
- わかばかなめ（俳優、ナレーター）
- 渡辺錠太郎（陸軍大将、教育総監）

### キャラクター
- こまっきー - 小牧市のゆるキャラ。
- こまき山[19]  - 小牧山をモチーフとしたゆるきゃら。
- 檄龍刀神ジャンスカー[20] - 小牧市非公認のローカルヒーロー。